# Divizia A de handbal feminin 2017-2018
Divizia A de handbal feminin 2017-2018 a fost a 52-a ediție a eșalonului valoric secund al campionatului național de handbal feminin românesc. Competiția a purtat anterior numele Categoria B sau Divizia B, însă a fost redenumită în 1996, când fosta Divizie A a devenit Liga Națională. Întrecerea este organizată anual de Federația Română de Handbal (FRH). Conform regulamentului, la sfârșitul competiției două echipe au promovat direct în Liga Națională 2018-2019, iar alte patru au primit dreptul de participare la un baraj de promovare.
Astfel, la sfârșitul ediției 2017-2018 au promovat direct în Liga Națională ediția 2018-2019, echipele SCM Gloria Buzău, câștigătoarea Seriei A, respectiv CS Minaur Baia Mare, câștigătoarea Seriei B. Alte patru echipe, ocupantele locurile 2 și 3 în cele două serii, CSU Neptun Constanța și CSU Știința București din Seria A, respectiv SCM Timișoara și CS Dacia Mioveni 2012 din Seria B, împreună cu echipele clasate pe locurile 11 și 12 în Liga Națională ediția 2017-2018, au participat la un turneu de baraj. La finalul turneului de baraj, cele două echipe din Liga Națională și-au păstrat locul, iar celelalte patru echipe au rămas în Divizia A, nereușind promovarea.

## Echipe participante
Precum în fiecare an, cele două serii au fost împărțite pe criterii geografice, cu scopul de a limita deplasările lungi și a reduce astfel costurile.

### Seria A
În seria A au concurat 15 echipe, din care 6 din București. Acestea erau:
| - CS Știința Bacău - CSM București II - CS Dinamo București - CSA Steaua București - CSU Știința București - ACS Școala 181 SSP București - ACS Spartac București - SCM Gloria Buzău | - CS Danubius Călărași - CSU Neptun Constanța - ACS UAIC CNOT Iași - HCF Piatra Neamț - HC Activ CSO Plopeni - CSU Târgoviște - CSȘ Tulcea |

### Seria B
În seria B au concurat 14 echipe. Acestea erau:
| - CS Minaur Baia Mare - ASC Corona 2010 Brașov II - ACS Crișul Chișineu-Criș - CS Dacia Mioveni 2012 - FC Argeș Pitești - ACS Odorheiu Secuiesc - CS Universitar Oradea | - Național Râmnicu Vâlcea - CS Universitatea Reșița - ACS Olimpic Târgu Mureș - SC Mureșul Târgu Mureș1) - ASCS KSE Târgu Secuiesc2) - CSU de Vest Timișoara - SCM Timișoara |

Note:
1) SC Mureșul Târgu Mureș s-a retras din campionat după încheierea turului. FRH a anulat rezultatele din meciurile susținute de SC Mureșul Târgu Mureș în turul campionatului, iar adversarele din acele meciuri se consideră că au stat. În returul campionatului, echipele care erau programate să susțină meciuri împotriva SC Mureșul Târgu Mureș au stat.
2) ASCS KSE Târgu Secuiesc s-a retras din campionat după încheierea turului. FRH a anulat rezultatele din meciurile susținute de ASCS KSE Târgu Secuiesc în turul campionatului, iar adversarele din acele meciuri se consideră că au stat. În returul campionatului, echipele care erau programate să susțină meciuri împotriva ASCS KSE Târgu Secuiesc au stat.

## Regulament
Regulamentul de desfășurare a ediției 2017-18 a Diviziei A de handbal feminin a fost publicat pe 17 iulie 2017 și conținea și un calendar preliminar al partidelor, cu mențiunea că datele acestora se puteau modifica cu acordul echipelor.

## Partide
Meciurile ediției 2017-18 a Diviziei A de handbal feminin s-au jucat în sistem fiecare cu fiecare cu tur și retur, iar programul acestora a fost alcătuit după Tabela Berger. Calendarul competițional s-a stabilit prin tragerea la sorți care a avut loc la București, pe 31 august 2017, de la ora 11:00, la sediul FRH. Datele de desfășurare a partidelor au fost publicate pe 1 septembrie 2017.

## Seria A

### Clasament
|  | Echipe promovate direct în Liga Națională 2018-2019 |
|  | Echipe care au participat la barajul de promovare   |

Clasament valabil pe 22 mai 2018.
| Poz. | Echipa                         | J  | V  | E | Î  | GM  | GP  | DG    | P  |
| ---- | ------------------------------ | -- | -- | - | -- | --- | --- | ----- | -- |
| 1    | SCM Gloria Buzău               | 28 | 28 | 0 | 0  | 999 | 634 | + 365 | 84 |
| 2    | CSU Neptun Constanța           | 28 | 24 | 0 | 4  | 908 | 675 | + 233 | 72 |
| 3    | CSU Știința București          | 28 | 20 | 2 | 6  | 818 | 661 | + 157 | 62 |
| 4    | CSM București II               | 28 | 19 | 2 | 7  | 842 | 741 | + 101 | 59 |
| 5    | HCF Piatra Neamț               | 28 | 19 | 1 | 8  | 806 | 637 | + 169 | 58 |
| 6    | CS Dinamo București            | 28 | 19 | 0 | 9  | 806 | 677 | + 129 | 57 |
| 7    | CSȘ Tulcea                     | 28 | 16 | 1 | 10 | 766 | 751 | + 15  | 50 |
| 8    | CSA Steaua București           | 28 | 11 | 3 | 14 | 830 | 833 | – 3   | 36 |
| 9    | ACS UAIC CNOT Iași             | 28 | 11 | 2 | 15 | 788 | 804 | – 16  | 35 |
| 10   | CS Știința Bacău               | 28 | 10 | 0 | 18 | 754 | 832 | – 78  | 30 |
| 11   | HC Activ CSO Plopeni           | 28 | 8  | 0 | 20 | 800 | 869 | – 69  | 24 |
| 12   | ACS Școala 181 SSP București1) | 28 | 7  | 1 | 20 | 743 | 834 | – 91  | 21 |
| 13   | CSU Târgoviște                 | 28 | 4  | 1 | 23 | 616 | 959 | – 341 | 13 |
| 14   | CS Danubius Călărași           | 28 | 4  | 0 | 24 | 671 | 907 | – 236 | 12 |
| 15   | ACS Spartac București          | 28 | 2  | 2 | 24 | 530 | 865 | – 335 | 8  |

1) ACS Școala 181 SSP București a fost penalizată cu un punct pentru nerespectare cerințe regulament.

### Rezultate în tur
Date oficiale publicate de Federația Română de Handbal

### Etapa I
| 13 septembrie 2017 14:00 | CSA Steaua București | 33 - 24 | CSȘ Tulcea | Sala CSȘ 6, București Arbitri: Dumitru, Ionescu |
| 13 septembrie 2017 14:00 | (15-11)              |         |            | Sala CSȘ 6, București Arbitri: Dumitru, Ionescu |
| 13 septembrie 2017 14:00 | Cronica              |         |            | Sala CSȘ 6, București Arbitri: Dumitru, Ionescu |

| 13 septembrie 2017 14:00 | CS Știința Bacău | 27 - 26 | ACS CNOT Iași | Sala Sporturilor, Bacău Arbitri: Bărgăuan, Nicolaevici |
| 13 septembrie 2017 14:00 | Faig 9           | (13-14) |               | Sala Sporturilor, Bacău Arbitri: Bărgăuan, Nicolaevici |
| 13 septembrie 2017 14:00 | Cronica          |         |               | Sala Sporturilor, Bacău Arbitri: Bărgăuan, Nicolaevici |

| 13 septembrie 2017 14:30 | CS Dinamo București | 21 - 32 | HCF Piatra Neamț | Sala Dinamo, București Arbitri: Babău, Roibu |
| 13 septembrie 2017 14:30 | Matei 7             | Cronica | Oancea 11        | Sala Dinamo, București Arbitri: Babău, Roibu |
| 13 septembrie 2017 14:30 |                     |         |                  | Sala Dinamo, București Arbitri: Babău, Roibu |

| 13 septembrie 2017 16:30 | CSU Târgoviște | 27 - 24 | CS Danubius Călărași | Sala Polivalentă, Târgoviște Arbitri: Ionică, Mărgărit |
| 13 septembrie 2017 16:30 | (16-10)        |         |                      | Sala Polivalentă, Târgoviște Arbitri: Ionică, Mărgărit |
| 13 septembrie 2017 16:30 | Cronica        |         |                      | Sala Polivalentă, Târgoviște Arbitri: Ionică, Mărgărit |

| 13 septembrie 2017 17:00 | CSU Știința București | 37 - 20 | HC Activ Plopeni | Sala Iris, București Arbitri: Marii, Tache |
| 13 septembrie 2017 17:00 | (17-8)                |         |                  | Sala Iris, București Arbitri: Marii, Tache |
| 13 septembrie 2017 17:00 | Cronica               |         |                  | Sala Iris, București Arbitri: Marii, Tache |

| 13 septembrie 2017 17:00 | SCM Gloria Buzău | 28 - 25 | CSU Neptun Constanța | Sala Sporturilor „Romeo Iamandi”, Buzău Arbitri: Badiu, Barbu |
| 13 septembrie 2017 17:00 | Horjea 11        | (12-8)  |                      | Sala Sporturilor „Romeo Iamandi”, Buzău Arbitri: Badiu, Barbu |
| 13 septembrie 2017 17:00 | Cronica          |         |                      | Sala Sporturilor „Romeo Iamandi”, Buzău Arbitri: Badiu, Barbu |

| 13 septembrie 2017 18:45 | Spartac București | 26 - 26 | Școala 181 București | Sala Iris, București Arbitri: Constantin, Răduț |
| 13 septembrie 2017 18:45 | (12-14)           |         |                      | Sala Iris, București Arbitri: Constantin, Răduț |
| 13 septembrie 2017 18:45 | Cronica           |         |                      | Sala Iris, București Arbitri: Constantin, Răduț |

CSM București II a stat.

### Etapa a II-a
| 16 septembrie 2017 12:00 | HCF Piatra Neamț | 32 - 10 | Spartac București | Sala Polivalentă, Piatra Neamț Arbitri: Arsene, Bontea |
| 16 septembrie 2017 12:00 | (16-5)           |         |                   | Sala Polivalentă, Piatra Neamț Arbitri: Arsene, Bontea |
| 16 septembrie 2017 12:00 | Cronica          |         |                   | Sala Polivalentă, Piatra Neamț Arbitri: Arsene, Bontea |

| 16 septembrie 2017 12:00 | HC Activ Plopeni | 29 - 36 | SCM Gloria Buzău | Sala Sporturilor, Plopeni Arbitri: Dinu, Dogărescu |
| 16 septembrie 2017 12:00 |                  | (12-16) | Horjea 10        | Sala Sporturilor, Plopeni Arbitri: Dinu, Dogărescu |
| 16 septembrie 2017 12:00 | Cronica          |         |                  | Sala Sporturilor, Plopeni Arbitri: Dinu, Dogărescu |

| 16 septembrie 2017 12:30 | CS Danubius Călărași | 25 - 27 | CS Știința Bacău | Sala Șc. 11 T. Vladimirescu, Călărași Arbitri: Enache, Răduț |
| 16 septembrie 2017 12:30 |                      | (15-13) | Ciobanu 8        | Sala Șc. 11 T. Vladimirescu, Călărași Arbitri: Enache, Răduț |
| 16 septembrie 2017 12:30 | Cronica              |         |                  | Sala Șc. 11 T. Vladimirescu, Călărași Arbitri: Enache, Răduț |

| 16 septembrie 2017 13:00 | CSȘ Tulcea | 30 - 25 | CSU Târgoviște | Sala Polivalentă, Tulcea Arbitri: Constantin, Gál |
| 16 septembrie 2017 13:00 | (14-12)    |         |                | Sala Polivalentă, Tulcea Arbitri: Constantin, Gál |
| 16 septembrie 2017 13:00 | Cronica    |         |                | Sala Polivalentă, Tulcea Arbitri: Constantin, Gál |

| 16 septembrie 2017 13:30 | CSM București II | 27 - 25 | CSU Știința București | Sala Rapid, București Arbitri: Brebu, Ciutacu |
| 16 septembrie 2017 13:30 | (14-11)          |         |                       | Sala Rapid, București Arbitri: Brebu, Ciutacu |
| 16 septembrie 2017 13:30 | Cronica          |         |                       | Sala Rapid, București Arbitri: Brebu, Ciutacu |

| 16 septembrie 2017 14:00 | CSU Neptun Constanța | 39 - 25 | CSA Steaua București | Sala Sporturilor, Constanța Arbitri: Basso, Tofan |
| 16 septembrie 2017 14:00 | Pintilie 8           | (20-11) |                      | Sala Sporturilor, Constanța Arbitri: Basso, Tofan |
| 16 septembrie 2017 14:00 | Cronica              |         |                      | Sala Sporturilor, Constanța Arbitri: Basso, Tofan |

| 30 septembrie 2017 15:00 | ACS UAIC CNOT Iași | 29 - 27 | CS Dinamo București | Sala LPS, Iași Arbitri: Bărgăuan, Nicolaevici |
| 30 septembrie 2017 15:00 | (15-12)            |         |                     | Sala LPS, Iași Arbitri: Bărgăuan, Nicolaevici |
| 30 septembrie 2017 15:00 | Cronica            |         |                     | Sala LPS, Iași Arbitri: Bărgăuan, Nicolaevici |

ACS Școala 181 SSP București a stat.

### Etapa a III-a
| 23 septembrie 2017 10:00 | CSU Târgoviște | 12 - 45 | CSU Neptun Constanța | Sala Polivalentă, Târgoviște Arbitri: Costache, Vasile |
| 23 septembrie 2017 10:00 |                | (6-22)  | Mușat 9              | Sala Polivalentă, Târgoviște Arbitri: Costache, Vasile |
| 23 septembrie 2017 10:00 | Cronica        |         |                      | Sala Polivalentă, Târgoviște Arbitri: Costache, Vasile |

| 23 septembrie 2017 11:00 | SCM Gloria Buzău | 37 - 30 | CSM București II | Sala Sporturilor „Romeo Iamandi”, Buzău Arbitri: Chirițoiu, Neagu |
| 23 septembrie 2017 11:00 | Ionescu 10       | (19-13) |                  | Sala Sporturilor „Romeo Iamandi”, Buzău Arbitri: Chirițoiu, Neagu |
| 23 septembrie 2017 11:00 | Cronica          |         |                  | Sala Sporturilor „Romeo Iamandi”, Buzău Arbitri: Chirițoiu, Neagu |

| 23 septembrie 2017 11:00 | CS Știința Bacău         | 21 - 23 | CSȘ Tulcea | Sala Sporturilor, Bacău Arbitri: Ifrim, Ilisei |
| 23 septembrie 2017 11:00 | Cășeriu, Ciobanu, Faig 5 | (9-13)  |            | Sala Sporturilor, Bacău Arbitri: Ifrim, Ilisei |
| 23 septembrie 2017 11:00 | Cronica                  |         |            | Sala Sporturilor, Bacău Arbitri: Ifrim, Ilisei |

| 23 septembrie 2017 11:00 | Școala 181 București | 14 - 27 | HCF Piatra Neamț | Sala Iris, București Arbitri: Mihai, Petre |
| 23 septembrie 2017 11:00 |                      | (7-11)  | Miron 6          | Sala Iris, București Arbitri: Mihai, Petre |
| 23 septembrie 2017 11:00 | Cronica              |         |                  | Sala Iris, București Arbitri: Mihai, Petre |

| 23 septembrie 2017 12:30 | Spartac București | 21 - 19 | ACS UAIC CNOT Iași | Sala Rapid, București Arbitri: Ghesoiu, Tănăsescu |
| 23 septembrie 2017 12:30 | (9-13)            |         |                    | Sala Rapid, București Arbitri: Ghesoiu, Tănăsescu |
| 23 septembrie 2017 12:30 | Cronica           |         |                    | Sala Rapid, București Arbitri: Ghesoiu, Tănăsescu |

| 23 septembrie 2017 14:00 | CSA Steaua București | 38 - 29 | HC Activ Plopeni | Sala CSȘ 6, București Arbitri: Basso, Tofan |
| 23 septembrie 2017 14:00 | Vicențiu 10          | (15-15) |                  | Sala CSȘ 6, București Arbitri: Basso, Tofan |
| 23 septembrie 2017 14:00 | Cronica              |         |                  | Sala CSȘ 6, București Arbitri: Basso, Tofan |

| 23 septembrie 2017 17:30 | CS Dinamo București | 22 - 19 | CS Danubius Călărași | Sala Elite, București Arbitri: Mărgărit, Pirciu |
| 23 septembrie 2017 17:30 | (9-8)               |         |                      | Sala Elite, București Arbitri: Mărgărit, Pirciu |
| 23 septembrie 2017 17:30 | Cronica             |         |                      | Sala Elite, București Arbitri: Mărgărit, Pirciu |

CS Universitatea Știința București a stat.

### Etapa a IV-a
| 6 octombrie 2017 14:00 | CSU Neptun Constanța | 37 - 24 | CS Știința Bacău | Sala Sporturilor, Constanța Arbitri: Doană, Gociu |
| 6 octombrie 2017 14:00 | Ciucanu 11           | (22-12) |                  | Sala Sporturilor, Constanța Arbitri: Doană, Gociu |
| 6 octombrie 2017 14:00 | Cronica              |         |                  | Sala Sporturilor, Constanța Arbitri: Doană, Gociu |

| 6 octombrie 2017 17:00 | HC Activ Plopeni | 44 - 26 | CSU Târgoviște | Sala Sporturilor, Plopeni Arbitri: Mihai, Petre |
| 6 octombrie 2017 17:00 | (20-12)          |         |                | Sala Sporturilor, Plopeni Arbitri: Mihai, Petre |
| 6 octombrie 2017 17:00 | Cronica          |         |                | Sala Sporturilor, Plopeni Arbitri: Mihai, Petre |

| 7 octombrie 2017 10:00 | ACS UAIC CNOT Iași | 24 - 20 | Școala 181 București | Sala LPS, Iași Arbitri: Lungu, Paraschiv |
| 7 octombrie 2017 10:00 | (16-9)             |         |                      | Sala LPS, Iași Arbitri: Lungu, Paraschiv |
| 7 octombrie 2017 10:00 | Cronica            |         |                      | Sala LPS, Iași Arbitri: Lungu, Paraschiv |

| 7 octombrie 2017 10:30 | CSM București II | 31 - 30 | CSA Steaua București | Sala Rapid, București Arbitri: Ionică, Mărgărit |
| 7 octombrie 2017 10:30 | (14-16)          |         |                      | Sala Rapid, București Arbitri: Ionică, Mărgărit |
| 7 octombrie 2017 10:30 | Cronica          |         |                      | Sala Rapid, București Arbitri: Ionică, Mărgărit |

| 7 octombrie 2017 11:00 | CSU Știința București | 22 - 32 | SCM Gloria Buzău | Sala Iris, București Arbitri: Gurbina, Stanciu |
| 7 octombrie 2017 11:00 |                       | (10-14) | Horjea 10        | Sala Iris, București Arbitri: Gurbina, Stanciu |
| 7 octombrie 2017 11:00 | Cronica               |         |                  | Sala Iris, București Arbitri: Gurbina, Stanciu |

| 7 octombrie 2017 13:00 | CS Danubius Călărași | 31 - 22 | Spartac București | Sala Șc. 11 T. Vladimirescu, Călărași Arbitri: Popa, Toma |
| 7 octombrie 2017 13:00 | (14 - 11)            |         |                   | Sala Șc. 11 T. Vladimirescu, Călărași Arbitri: Popa, Toma |
| 7 octombrie 2017 13:00 | Cronica              |         |                   | Sala Șc. 11 T. Vladimirescu, Călărași Arbitri: Popa, Toma |

| 7 octombrie 2017 17:00 | CSȘ Tulcea | 29 - 19 | CS Dinamo București | Sala Polivalentă, Tulcea Arbitri: Cazan, Suliman |
| 7 octombrie 2017 17:00 | (10-7)     |         |                     | Sala Polivalentă, Tulcea Arbitri: Cazan, Suliman |
| 7 octombrie 2017 17:00 | Cronica    |         |                     | Sala Polivalentă, Tulcea Arbitri: Cazan, Suliman |

HCF Piatra Neamț a stat.

### Etapa a V-a
| 11 octombrie 2017 12:30 | CS Dinamo București | 25 - 26 | CSU Neptun Constanța | Sala Dinamo, București Arbitri: Mihai, Petre |
| 11 octombrie 2017 12:30 | (10-16)             |         |                      | Sala Dinamo, București Arbitri: Mihai, Petre |
| 11 octombrie 2017 12:30 | Cronica             |         |                      | Sala Dinamo, București Arbitri: Mihai, Petre |

| 11 octombrie 2017 16:00 | CS Știința Bacău | 33 - 28 | HC Activ Plopeni | Sala Sporturilor, Bacău Arbitri: Agraviloaie, Bura |
| 11 octombrie 2017 16:00 | Ciobanu 13       | (17-18) |                  | Sala Sporturilor, Bacău Arbitri: Agraviloaie, Bura |
| 11 octombrie 2017 16:00 | Cronica          |         |                  | Sala Sporturilor, Bacău Arbitri: Agraviloaie, Bura |

| 11 octombrie 2017 15:00 | Școala 181 București | 35 - 28 | CS Danubius Călărași | Sala Iris, București Arbitri: Balate, Szabo |
| 11 octombrie 2017 15:00 | (17-15)              |         |                      | Sala Iris, București Arbitri: Balate, Szabo |
| 11 octombrie 2017 15:00 | Cronica              |         |                      | Sala Iris, București Arbitri: Balate, Szabo |

| 11 octombrie 2017 16:30 | CSU Târgoviște | 21 - 34 | CSM București II | Sala CSȘ, Târgoviște Arbitri: Mărgărit, Pirciu |
| 11 octombrie 2017 16:30 | (10-15)        |         |                  | Sala CSȘ, Târgoviște Arbitri: Mărgărit, Pirciu |
| 11 octombrie 2017 16:30 | Cronica        |         |                  | Sala CSȘ, Târgoviște Arbitri: Mărgărit, Pirciu |

| 11 octombrie 2017 17:00 | CSA Steaua București | 29 - 33 | CSU Știința București | Sala CSȘ 6, București Arbitri: Enache, Răduț |
| 11 octombrie 2017 17:00 | (13-18)              |         |                       | Sala CSȘ 6, București Arbitri: Enache, Răduț |
| 11 octombrie 2017 17:00 | Cronica              |         |                       | Sala CSȘ 6, București Arbitri: Enache, Răduț |

| 11 octombrie 2017 17:00 | Spartac București | 19 - 31 | CSȘ Tulcea | Sala Iris, București Arbitri: Rusoiu, Tita |
| 11 octombrie 2017 17:00 | (11-14)           |         |            | Sala Iris, București Arbitri: Rusoiu, Tita |
| 11 octombrie 2017 17:00 | Cronica           |         |            | Sala Iris, București Arbitri: Rusoiu, Tita |

| 11 octombrie 2017 00:00 | HCF Piatra Neamț | 23 - 21 | ACS UAIC CNOT Iași | Sala Polivalentă, Piatra Neamț Arbitri: Popa, Toma |
| 11 octombrie 2017 00:00 | (11-9)           |         |                    | Sala Polivalentă, Piatra Neamț Arbitri: Popa, Toma |
| 11 octombrie 2017 00:00 | Cronica          |         |                    | Sala Polivalentă, Piatra Neamț Arbitri: Popa, Toma |

SCM Gloria Buzău a stat.

### Etapa a VI-a
| 14 octombrie 2017 11:00 | CSU Știința București | 36 - 18 | CSU Târgoviște | Sala Iris, București Arbitri: Geaburu, Mitran |
| 14 octombrie 2017 11:00 | (15-7)                |         |                | Sala Iris, București Arbitri: Geaburu, Mitran |
| 14 octombrie 2017 11:00 | Cronica               |         |                | Sala Iris, București Arbitri: Geaburu, Mitran |

| 14 octombrie 2017 12:00 | HC Activ Plopeni | 27 - 33 | CS Dinamo București | Sala Sporturilor, Plopeni Arbitri: Cristea, Marin |
| 14 octombrie 2017 12:00 | (14-14)          |         |                     | Sala Sporturilor, Plopeni Arbitri: Cristea, Marin |
| 14 octombrie 2017 12:00 | Cronica          |         |                     | Sala Sporturilor, Plopeni Arbitri: Cristea, Marin |

| 14 octombrie 2017 13:00 | CSU Neptun Constanța | 40 - 21 | Spartac București | Sala Sporturilor, Constanța Arbitri: Basso, Tofan |
| 14 octombrie 2017 13:00 | Birton 13            | (20-8)  |                   | Sala Sporturilor, Constanța Arbitri: Basso, Tofan |
| 14 octombrie 2017 13:00 | Cronica              |         |                   | Sala Sporturilor, Constanța Arbitri: Basso, Tofan |

| 14 octombrie 2017 14:00 | CS Danubius Călărași | 29 - 37 | HCF Piatra Neamț | Sala Șc. 11 T. Vladimirescu, Călărași Arbitri: Ghiță, Topliceanu |
| 14 octombrie 2017 14:00 |                      | (16-16) | Miron 9          | Sala Șc. 11 T. Vladimirescu, Călărași Arbitri: Ghiță, Topliceanu |
| 14 octombrie 2017 14:00 | Cronica              |         |                  | Sala Șc. 11 T. Vladimirescu, Călărași Arbitri: Ghiță, Topliceanu |

| 14 octombrie 2017 14:00 | CSȘ Tulcea | 29 - 25 | Școala 181 București | Sala Polivalentă, Tulcea Arbitri: Arsene, Bontea |
| 14 octombrie 2017 14:00 | (15-15)    |         |                      | Sala Polivalentă, Tulcea Arbitri: Arsene, Bontea |
| 14 octombrie 2017 14:00 | Cronica    |         |                      | Sala Polivalentă, Tulcea Arbitri: Arsene, Bontea |

| 14 octombrie 2017 15:00 | CSM București II | 35 - 28 | CS Știința Bacău | Sala Rapid, București Arbitri: Ghesoiu, Tănăsescu |
| 14 octombrie 2017 15:00 | (20-9)           |         |                  | Sala Rapid, București Arbitri: Ghesoiu, Tănăsescu |
| 14 octombrie 2017 15:00 | Cronica          |         |                  | Sala Rapid, București Arbitri: Ghesoiu, Tănăsescu |

| 14 octombrie 2017 18:00 | SCM Gloria Buzău | 34 - 27 | CSA Steaua București | Sala Sporturilor „Romeo Iamandi”, Buzău Asistență: 400 Arbitri: Dinu, Vovec |
| 14 octombrie 2017 18:00 | Horjea 10        | (20-12) |                      | Sala Sporturilor „Romeo Iamandi”, Buzău Asistență: 400 Arbitri: Dinu, Vovec |
| 14 octombrie 2017 18:00 | Cronica          |         |                      | Sala Sporturilor „Romeo Iamandi”, Buzău Asistență: 400 Arbitri: Dinu, Vovec |

ACS UAIC CNOT Iași a stat.

### Etapa a VII-a
| 21 octombrie 2017 09:00 | CS Dinamo București | 20 - 25 | CSM București II | Sala Dinamo, București Arbitri: Radu, Vișan |
| 21 octombrie 2017 09:00 | (10-15)             |         |                  | Sala Dinamo, București Arbitri: Radu, Vișan |
| 21 octombrie 2017 09:00 | Cronica             |         |                  | Sala Dinamo, București Arbitri: Radu, Vișan |

| 21 octombrie 2017 11:00 | Școala 181 București | 24 - 27 | CSU Neptun Constanța | Sala Iris, București Arbitri: Dumitru, Ionescu |
| 21 octombrie 2017 11:00 | (12-15)              |         |                      | Sala Iris, București Arbitri: Dumitru, Ionescu |
| 21 octombrie 2017 11:00 | Cronica              |         |                      | Sala Iris, București Arbitri: Dumitru, Ionescu |

| 21 octombrie 2017 11:00 | ACS UAIC CNOT Iași | 30 - 27 | CS Danubius Călărași | Sala LPS, Iași Arbitri: Hagiu, Pavel |
| 21 octombrie 2017 11:00 | (16-13)            |         |                      | Sala LPS, Iași Arbitri: Hagiu, Pavel |
| 21 octombrie 2017 11:00 | Cronica            |         |                      | Sala LPS, Iași Arbitri: Hagiu, Pavel |

| 21 octombrie 2017 13:00 | CS Știința Bacău | 23 - 35 | CSU Știința București | Sala Sporturilor, Bacău Arbitri: Arsene, Bontea |
| 21 octombrie 2017 13:00 | (14-16)          |         |                       | Sala Sporturilor, Bacău Arbitri: Arsene, Bontea |
| 21 octombrie 2017 13:00 | Cronica          |         |                       | Sala Sporturilor, Bacău Arbitri: Arsene, Bontea |

| 21 octombrie 2017 14:45 | CSU Târgoviște | 26 - 37 | SCM Gloria Buzău  | Sala Polivalentă, Târgoviște Asistență: 300 Arbitri: Costache, Vasile |
| 21 octombrie 2017 14:45 | Lipioașoa 8    | (11-23) | Ciuplea, Vrabie 8 | Sala Polivalentă, Târgoviște Asistență: 300 Arbitri: Costache, Vasile |
| 21 octombrie 2017 14:45 | Cronica        |         |                   | Sala Polivalentă, Târgoviște Asistență: 300 Arbitri: Costache, Vasile |

| 21 octombrie 2017 15:00 | Spartac București | 31 - 27 | HC Activ Plopeni | Sala Iris, București Arbitri: Ionică, Mărgărit |
| 21 octombrie 2017 15:00 | (13-15)           |         |                  | Sala Iris, București Arbitri: Ionică, Mărgărit |
| 21 octombrie 2017 15:00 | Cronica           |         |                  | Sala Iris, București Arbitri: Ionică, Mărgărit |

| 21 octombrie 2017 00:00 | HCF Piatra Neamț | 21 - 13 | CSȘ Tulcea | Sala Polivalentă, Piatra Neamț Arbitri: Gogolinca, Roibu |
| 21 octombrie 2017 00:00 | (10-7)           |         |            | Sala Polivalentă, Piatra Neamț Arbitri: Gogolinca, Roibu |
| 21 octombrie 2017 00:00 | Cronica          |         |            | Sala Polivalentă, Piatra Neamț Arbitri: Gogolinca, Roibu |

CSA Steaua București a stat.

### Etapa a VIII-a
| 26 octombrie 2017 17:00 | SCM Gloria Buzău | 42 - 17 | CS Știința Bacău | Sala Sporturilor „Romeo Iamandi”, Buzău Arbitri: Ghesoiu, Tănăsescu |
| 26 octombrie 2017 17:00 | (18-10)          |         |                  | Sala Sporturilor „Romeo Iamandi”, Buzău Arbitri: Ghesoiu, Tănăsescu |
| 26 octombrie 2017 17:00 | Cronica          |         |                  | Sala Sporturilor „Romeo Iamandi”, Buzău Arbitri: Ghesoiu, Tănăsescu |

| 28 octombrie 2017 11:00 | CSU Știința București | 26 - 23 | CS Dinamo București | Sala Iris, București Arbitri: Dinu, Dogărescu |
| 28 octombrie 2017 11:00 | (9-11)                |         |                     | Sala Iris, București Arbitri: Dinu, Dogărescu |
| 28 octombrie 2017 11:00 | Cronica               |         |                     | Sala Iris, București Arbitri: Dinu, Dogărescu |

| 28 octombrie 2017 12:00 | HC Activ Plopeni | 40 - 31 | Școala 181 București | Sala Sporturilor, Plopeni Arbitri: Mărgărit, Pirciu |
| 28 octombrie 2017 12:00 | (19-14)          |         |                      | Sala Sporturilor, Plopeni Arbitri: Mărgărit, Pirciu |
| 28 octombrie 2017 12:00 | Cronica          |         |                      | Sala Sporturilor, Plopeni Arbitri: Mărgărit, Pirciu |

| 28 octombrie 2017 13:00 | CSȘ Tulcea | 31 - 25 | ACS UAIC CNOT Iași | Sala Polivalentă, Tulcea Arbitri: Georgescu, Moldoveanu |
| 28 octombrie 2017 13:00 | (14-15)    |         |                    | Sala Polivalentă, Tulcea Arbitri: Georgescu, Moldoveanu |
| 28 octombrie 2017 13:00 | Cronica    |         |                    | Sala Polivalentă, Tulcea Arbitri: Georgescu, Moldoveanu |

| 28 octombrie 2017 13:00 | CSM București II | 30 - 19 | Spartac București | Sala Rapid, București Arbitri: Radu, Vișan |
| 28 octombrie 2017 13:00 | (12-8)           |         |                   | Sala Rapid, București Arbitri: Radu, Vișan |
| 28 octombrie 2017 13:00 | Cronica          |         |                   | Sala Rapid, București Arbitri: Radu, Vișan |

| 28 octombrie 2017 14:00 | CSU Neptun Constanța | 24 - 19 | HCF Piatra Neamț | Sala Sporturilor, Constanța Arbitri: Drăghici, Dragut |
| 28 octombrie 2017 14:00 | Birton 8             | (14-6)  |                  | Sala Sporturilor, Constanța Arbitri: Drăghici, Dragut |
| 28 octombrie 2017 14:00 | Cronica              |         |                  | Sala Sporturilor, Constanța Arbitri: Drăghici, Dragut |

| 28 octombrie 2017 14:00 | CSA Steaua București | 39 - 22 | CSU Târgoviște | Sala CSȘ 6, București Arbitri: Popa, Toma |
| 28 octombrie 2017 14:00 | (20-10)              |         |                | Sala CSȘ 6, București Arbitri: Popa, Toma |
| 28 octombrie 2017 14:00 | Cronica              |         |                | Sala CSȘ 6, București Arbitri: Popa, Toma |

CS Danubius Călărași a stat.

### Etapa a IX-a
| 4 noiembrie 2017 10:00 | CS Danubius Călărași | 23 - 25 | CSȘ Tulcea | Sala Șc. 11 T. Vladimirescu, Călărași Arbitri: Cazan, Suliman |
| 4 noiembrie 2017 10:00 | (9-13)               |         |            | Sala Șc. 11 T. Vladimirescu, Călărași Arbitri: Cazan, Suliman |
| 4 noiembrie 2017 10:00 | Cronica              |         |            | Sala Șc. 11 T. Vladimirescu, Călărași Arbitri: Cazan, Suliman |

| 4 noiembrie 2017 11:00 | CS Știința Bacău | 28 - 29 | CSA Steaua București | Sala Sporturilor, Bacău Arbitri: Bărgăuan, Nicolaevici |
| 4 noiembrie 2017 11:00 | Cășeriu 10       | (12-14) | Ilie 8               | Sala Sporturilor, Bacău Arbitri: Bărgăuan, Nicolaevici |
| 4 noiembrie 2017 11:00 | Cronica          |         |                      | Sala Sporturilor, Bacău Arbitri: Bărgăuan, Nicolaevici |

| 4 noiembrie 2017 12:00 | Școala 181 București | 26 - 41 | CSM București II | Sala Iris, București Arbitri: Mara, Stanciu |
| 4 noiembrie 2017 12:00 | (9-22)               |         |                  | Sala Iris, București Arbitri: Mara, Stanciu |
| 4 noiembrie 2017 12:00 | Cronica              |         |                  | Sala Iris, București Arbitri: Mara, Stanciu |

| 4 noiembrie 2017 12:00 | HCF Piatra Neamț | 28 - 24 | HC Activ Plopeni | Sala Polivalentă, Piatra Neamț Arbitri: Arsene, Bontea |
| 4 noiembrie 2017 12:00 | (19-12)          |         |                  | Sala Polivalentă, Piatra Neamț Arbitri: Arsene, Bontea |
| 4 noiembrie 2017 12:00 | Cronica          |         |                  | Sala Polivalentă, Piatra Neamț Arbitri: Arsene, Bontea |

| 4 noiembrie 2017 12:00 | ACS UAIC CNOT Iași | 26 - 34 | CSU Neptun Constanța | Sala LPS, Iași Arbitri: Ifrim, Ilisei |
| 4 noiembrie 2017 12:00 | (9-21)             |         |                      | Sala LPS, Iași Arbitri: Ifrim, Ilisei |
| 4 noiembrie 2017 12:00 | Cronica            |         |                      | Sala LPS, Iași Arbitri: Ifrim, Ilisei |

| 4 noiembrie 2017 16:00 | CS Dinamo București | 28 - 29 | SCM Gloria Buzău | Sala Elite, București Arbitri: Chirițoiu, Neagu |
| 4 noiembrie 2017 16:00 |                     | (15-12) | Ionescu 14       | Sala Elite, București Arbitri: Chirițoiu, Neagu |
| 4 noiembrie 2017 16:00 | Cronica             |         |                  | Sala Elite, București Arbitri: Chirițoiu, Neagu |

| 4 noiembrie 2017 16:00 | Spartac București | 17 - 38 | CSU Știința București | Sala Rapid, București Arbitri: Enache, Răduț |
| 4 noiembrie 2017 16:00 | (10-14)           |         |                       | Sala Rapid, București Arbitri: Enache, Răduț |
| 4 noiembrie 2017 16:00 | Cronica           |         |                       | Sala Rapid, București Arbitri: Enache, Răduț |

CSU Târgoviște a stat.

### Etapa a X-a
| 11 noiembrie 2017 10:30 | CSM București II | 23 - 36 | HCF Piatra Neamț | Sala Rapid, București Arbitri: Ghiță, Topliceanu |
| 11 noiembrie 2017 10:30 | (8-19)           |         |                  | Sala Rapid, București Arbitri: Ghiță, Topliceanu |
| 11 noiembrie 2017 10:30 | Cronica          |         |                  | Sala Rapid, București Arbitri: Ghiță, Topliceanu |

| 11 noiembrie 2017 10:30 | CSU Târgoviște | 25 - 37 | CS Știința Bacău | Sala Polivalentă, Târgoviște Arbitri: Dinu, Dogărescu |
| 11 noiembrie 2017 10:30 | (10-19)        |         |                  | Sala Polivalentă, Târgoviște Arbitri: Dinu, Dogărescu |
| 11 noiembrie 2017 10:30 | Cronica        |         |                  | Sala Polivalentă, Târgoviște Arbitri: Dinu, Dogărescu |

| 11 noiembrie 2017 11:00 | CSA Steaua București | 22 - 29 | CS Dinamo București | Sala Iris, București Arbitri: Pârvu, Potîrniche |
| 11 noiembrie 2017 11:00 | (11-15)              |         |                     | Sala Iris, București Arbitri: Pârvu, Potîrniche |
| 11 noiembrie 2017 11:00 | Cronica              |         |                     | Sala Iris, București Arbitri: Pârvu, Potîrniche |

| 11 noiembrie 2017 12:00 | HC Activ Plopeni | 28 - 38 | ACS UAIC CNOT Iași | Sala Sporturilor, Plopeni Arbitri: Doană, Gociu |
| 11 noiembrie 2017 12:00 | (14-20)          |         |                    | Sala Sporturilor, Plopeni Arbitri: Doană, Gociu |
| 11 noiembrie 2017 12:00 | Cronica          |         |                    | Sala Sporturilor, Plopeni Arbitri: Doană, Gociu |

| 11 noiembrie 2017 14:00 | CSU Neptun Constanța | 43 - 27 | CS Danubius Călărași | Sala Sporturilor, Constanța Arbitri: Chirițoiu, Neagu |
| 11 noiembrie 2017 14:00 | Birton 10            | (22-15) |                      | Sala Sporturilor, Constanța Arbitri: Chirițoiu, Neagu |
| 11 noiembrie 2017 14:00 | Cronica              |         |                      | Sala Sporturilor, Constanța Arbitri: Chirițoiu, Neagu |

| 11 noiembrie 2017 15:00 | CSU Știința București | 35 - 24 | Școala 181 București | Sala Iris, București Arbitri: Chicuș, Olteanu |
| 11 noiembrie 2017 15:00 | (15-7)                |         |                      | Sala Iris, București Arbitri: Chicuș, Olteanu |
| 11 noiembrie 2017 15:00 | Cronica               |         |                      | Sala Iris, București Arbitri: Chicuș, Olteanu |

| 12 noiembrie 2017 12:30 | SCM Gloria Buzău | 26 - 14 | Spartac București | Sala Sporturilor „Romeo Iamandi”, Buzău Asistență: 700 Arbitri: Cristea, Marin |
| 12 noiembrie 2017 12:30 | Tabarcea 6       | Cronica |                   | Sala Sporturilor „Romeo Iamandi”, Buzău Asistență: 700 Arbitri: Cristea, Marin |
| 12 noiembrie 2017 12:30 |                  |         |                   | Sala Sporturilor „Romeo Iamandi”, Buzău Asistență: 700 Arbitri: Cristea, Marin |

CSȘ Tulcea a stat.

### Etapa a XI-a
| 15 noiembrie 2017 14:00 | HCF Piatra Neamț | 17 - 19 | CSU Știința București | Sala Polivalentă, Piatra Neamț Arbitri: Babău, Roibu |
| 15 noiembrie 2017 14:00 | (7-10)           |         |                       | Sala Polivalentă, Piatra Neamț Arbitri: Babău, Roibu |
| 15 noiembrie 2017 14:00 | Cronica          |         |                       | Sala Polivalentă, Piatra Neamț Arbitri: Babău, Roibu |

| 15 noiembrie 2017 14:45 | ACS UAIC CNOT Iași | 20 - 34 | CSM București II | Sala LPS, Iași Arbitri: Dumitru, Gheorghiu |
| 15 noiembrie 2017 14:45 | (6-16)             |         |                  | Sala LPS, Iași Arbitri: Dumitru, Gheorghiu |
| 15 noiembrie 2017 14:45 | Cronica            |         |                  | Sala LPS, Iași Arbitri: Dumitru, Gheorghiu |

| 15 noiembrie 2017 15:00 | CS Dinamo București | 31 - 16 | CSU Târgoviște | Sala Iris, București Arbitri: Nițișor, Stamatoiu |
| 15 noiembrie 2017 15:00 | (17-5)              |         |                | Sala Iris, București Arbitri: Nițișor, Stamatoiu |
| 15 noiembrie 2017 15:00 | Cronica             |         |                | Sala Iris, București Arbitri: Nițișor, Stamatoiu |

| 15 noiembrie 2017 16:30 | CS Danubius Călărași | 25 - 31 | HC Activ Plopeni | Sala Șc. 11 T. Vladimirescu, Călărași Arbitri: Mihai, Petre |
| 15 noiembrie 2017 16:30 | (10-15)              |         |                  | Sala Șc. 11 T. Vladimirescu, Călărași Arbitri: Mihai, Petre |
| 15 noiembrie 2017 16:30 | Cronica              |         |                  | Sala Șc. 11 T. Vladimirescu, Călărași Arbitri: Mihai, Petre |

| 15 noiembrie 2017 00:00 | Școala 181 București | 29 - 33 | SCM Gloria Buzău | Sala Iris, București Arbitri: Cristea, Marin |
| 15 noiembrie 2017 00:00 | (15-19)              |         |                  | Sala Iris, București Arbitri: Cristea, Marin |
| 15 noiembrie 2017 00:00 | Cronica              |         |                  | Sala Iris, București Arbitri: Cristea, Marin |

| 15 noiembrie 2017 17:30 | CSȘ Tulcea | 25 - 28 | CSU Neptun Constanța | Sala Polivalentă, Tulcea Arbitri: Hagiu, Pavel |
| 15 noiembrie 2017 17:30 | Șerban 7   | (14-12) | Rebeca 8             | Sala Polivalentă, Tulcea Arbitri: Hagiu, Pavel |
| 15 noiembrie 2017 17:30 | Cronica    |         |                      | Sala Polivalentă, Tulcea Arbitri: Hagiu, Pavel |

| 15 noiembrie 2017 18:30 | Spartac București | 21 - 28 | CSA Steaua București | Sala Rapid, București Arbitri: Radu, Vișan |
| 15 noiembrie 2017 18:30 | (14-12)           |         |                      | Sala Rapid, București Arbitri: Radu, Vișan |
| 15 noiembrie 2017 18:30 | Cronica           |         |                      | Sala Rapid, București Arbitri: Radu, Vișan |

CS Știința Bacău a stat.

### Etapa a XII-a
| 17 noiembrie 2017 14:00 | CSA Steaua București | 29 - 26 | Școala 181 București | Sala CSȘ 6, București Arbitri: Enache, Răduț |
| 17 noiembrie 2017 14:00 | (16-14)              |         |                      | Sala CSȘ 6, București Arbitri: Enache, Răduț |
| 17 noiembrie 2017 14:00 | Cronica              |         |                      | Sala CSȘ 6, București Arbitri: Enache, Răduț |

| 18 noiembrie 2017 10:30 | CSU Știința București | 26 - 20 | ACS UAIC CNOT Iași | Sala Iris, București Arbitri: Ghiță, Topliceanu |
| 18 noiembrie 2017 10:30 | (17-9)                |         |                    | Sala Iris, București Arbitri: Ghiță, Topliceanu |
| 18 noiembrie 2017 10:30 | Cronica               |         |                    | Sala Iris, București Arbitri: Ghiță, Topliceanu |

| 18 noiembrie 2017 10:30 | CSU Târgoviște | 28 - 28 | Spartac București | Sala Polivalentă, Târgoviște Arbitri: Stuparu, Sîrbu |
| 18 noiembrie 2017 10:30 | (14-14)        |         |                   | Sala Polivalentă, Târgoviște Arbitri: Stuparu, Sîrbu |
| 18 noiembrie 2017 10:30 | Cronica        |         |                   | Sala Polivalentă, Târgoviște Arbitri: Stuparu, Sîrbu |

| 18 noiembrie 2017 13:00 | SCM Gloria Buzău | 35 - 24 | HCF Piatra Neamț | Sala Sporturilor „Romeo Iamandi”, Buzău Arbitri: Ciobea, Dordea |
| 18 noiembrie 2017 13:00 | (16-7)           |         |                  | Sala Sporturilor „Romeo Iamandi”, Buzău Arbitri: Ciobea, Dordea |
| 18 noiembrie 2017 13:00 | Cronica          |         |                  | Sala Sporturilor „Romeo Iamandi”, Buzău Arbitri: Ciobea, Dordea |

| 18 noiembrie 2017 00:00 | CS Știința Bacău | 26 - 25 | CS Dinamo București | Sala Sporturilor, Bacău Arbitri: Bădeliță, Poenaru |
| 18 noiembrie 2017 00:00 | Ciobanu 10       | (17-12) |                     | Sala Sporturilor, Bacău Arbitri: Bădeliță, Poenaru |
| 18 noiembrie 2017 00:00 | Cronica          |         |                     | Sala Sporturilor, Bacău Arbitri: Bădeliță, Poenaru |

| 19 noiembrie 2017 11:00 | CSM București II | 34 - 23 | CS Danubius Călărași | Sala Rapid, București Arbitri: Dușa, Manea |
| 19 noiembrie 2017 11:00 | (18-10)          |         |                      | Sala Rapid, București Arbitri: Dușa, Manea |
| 19 noiembrie 2017 11:00 | Cronica          |         |                      | Sala Rapid, București Arbitri: Dușa, Manea |

| 20 noiembrie 2017 17:00 | HC Activ Plopeni | 26 - 27 | CSȘ Tulcea | Sala Sporturilor, Plopeni Arbitri: Dinu, Dogărescu |
| 20 noiembrie 2017 17:00 | (13-13)          |         |            | Sala Sporturilor, Plopeni Arbitri: Dinu, Dogărescu |
| 20 noiembrie 2017 17:00 | Cronica          |         |            | Sala Sporturilor, Plopeni Arbitri: Dinu, Dogărescu |

CSU Neptun Constanța a stat.

### Etapa a XIII-a
| 27 noiembrie 2017 14:00 | ACS UAIC CNOT Iași | 23 - 40 | SCM Gloria Buzău | Sala LPS, Iași Arbitri: Murariu, Tăbăcariu |
| 27 noiembrie 2017 14:00 | (10-24)            |         |                  | Sala LPS, Iași Arbitri: Murariu, Tăbăcariu |
| 27 noiembrie 2017 14:00 | Cronica            |         |                  | Sala LPS, Iași Arbitri: Murariu, Tăbăcariu |

| 27 noiembrie 2017 14:00 | CSU Neptun Constanța | 33 - 26 | HC Activ Plopeni | Sala Sporturilor, Constanța |
| 27 noiembrie 2017 14:00 | Ciucanu, Rebeca 5    | (17-9)  |                  | Sala Sporturilor, Constanța |
| 27 noiembrie 2017 14:00 | Cronica              |         |                  | Sala Sporturilor, Constanța |

| 27 noiembrie 2017 14:30 | HCF Piatra Neamț | 33 - 28 | CSA Steaua București | Sala Polivalentă, Piatra Neamț Arbitri: Gogolinca, Roibu |
| 27 noiembrie 2017 14:30 | (13-11)          |         |                      | Sala Polivalentă, Piatra Neamț Arbitri: Gogolinca, Roibu |
| 27 noiembrie 2017 14:30 | Cronica          |         |                      | Sala Polivalentă, Piatra Neamț Arbitri: Gogolinca, Roibu |

| 27 noiembrie 2017 15:00 | CS Danubius Călărași | 21 - 36 | CSU Știința București | Sala Șc. 11 T. Vladimirescu, Călărași Arbitri: Chirițoiu, Neagu |
| 27 noiembrie 2017 15:00 | (15-20)              |         |                       | Sala Șc. 11 T. Vladimirescu, Călărași Arbitri: Chirițoiu, Neagu |
| 27 noiembrie 2017 15:00 | Cronica              |         |                       | Sala Șc. 11 T. Vladimirescu, Călărași Arbitri: Chirițoiu, Neagu |

| 27 noiembrie 2017 16:30 | Școala 181 București | 38 - 27 | CSU Târgoviște | Sala Iris, București Arbitri: Costache, Vasile |
| 27 noiembrie 2017 16:30 | (19-16)              |         |                | Sala Iris, București Arbitri: Costache, Vasile |
| 27 noiembrie 2017 16:30 | Cronica              |         |                | Sala Iris, București Arbitri: Costache, Vasile |

| 27 noiembrie 2017 18:00 | CSȘ Tulcea | 29 - 26 | CSM București II | Sala Polivalentă, Tulcea Asistență: 700 Arbitri: Arsene, Bontea |
| 27 noiembrie 2017 18:00 | Dragnea 10 | (13-14) |                  | Sala Polivalentă, Tulcea Asistență: 700 Arbitri: Arsene, Bontea |
| 27 noiembrie 2017 18:00 | Cronica    |         |                  | Sala Polivalentă, Tulcea Asistență: 700 Arbitri: Arsene, Bontea |

| 27 noiembrie 2017 18:30 | Spartac București | 19 - 31 | CS Știința Bacău | Sala Iris, București Arbitri: Ivanciu, Nedelcu |
| 27 noiembrie 2017 18:30 | (11-12)           |         |                  | Sala Iris, București Arbitri: Ivanciu, Nedelcu |
| 27 noiembrie 2017 18:30 | Cronica           |         |                  | Sala Iris, București Arbitri: Ivanciu, Nedelcu |

CS Dinamo București a stat.

### Etapa a XIV-a
| 15 decembrie 2017 17:00 | CSU Știința București | 32 - 21 | CSȘ Tulcea | Sala Iris, București Arbitri: Agraviloaie, Bura |
| 15 decembrie 2017 17:00 | (17-11)               |         |            | Sala Iris, București Arbitri: Agraviloaie, Bura |
| 15 decembrie 2017 17:00 | Cronica               |         |            | Sala Iris, București Arbitri: Agraviloaie, Bura |

| 16 decembrie 2017 11:00 | CSU Târgoviște | 22 - 38 | HCF Piatra Neamț | Sala Polivalentă, Târgoviște Arbitri: Mărgărit, Pirciu |
| 16 decembrie 2017 11:00 | (10-18)        |         |                  | Sala Polivalentă, Târgoviște Arbitri: Mărgărit, Pirciu |
| 16 decembrie 2017 11:00 | Cronica        |         |                  | Sala Polivalentă, Târgoviște Arbitri: Mărgărit, Pirciu |

| 17 decembrie 2017 13:00 | SCM Gloria Buzău | 41 - 22 | CS Danubius Călărași | Sala Sporturilor „Romeo Iamandi”, Buzău Arbitri: Cristea, Murariu |
| 17 decembrie 2017 13:00 | (21-10)          |         |                      | Sala Sporturilor „Romeo Iamandi”, Buzău Arbitri: Cristea, Murariu |
| 17 decembrie 2017 13:00 | Cronica          |         |                      | Sala Sporturilor „Romeo Iamandi”, Buzău Arbitri: Cristea, Murariu |

| 18 decembrie 2017 13:00 | CS Știința Bacău | 33 - 29 | Școala 181 București | Sala Sporturilor, Bacău Arbitri: Arsene, Bontea |
| 18 decembrie 2017 13:00 | (17-15)          |         |                      | Sala Sporturilor, Bacău Arbitri: Arsene, Bontea |
| 18 decembrie 2017 13:00 | Cronica          |         |                      | Sala Sporturilor, Bacău Arbitri: Arsene, Bontea |

| 18 decembrie 2017 14:00 | CSA Steaua București | 36 - 36 | ACS UAIC CNOT Iași | Sala CSȘ 6, București Arbitri: Ionică, Mărgărit |
| 18 decembrie 2017 14:00 | (15-21)              |         |                    | Sala CSȘ 6, București Arbitri: Ionică, Mărgărit |
| 18 decembrie 2017 14:00 | Cronica              |         |                    | Sala CSȘ 6, București Arbitri: Ionică, Mărgărit |

| 18 decembrie 2017 14:30 | CSM București II | 20 - 19 | CSU Neptun Constanța | Sala Rapid, București Arbitri: Ifrim, Ilisei |
| 18 decembrie 2017 14:30 | (7-12)           |         |                      | Sala Rapid, București Arbitri: Ifrim, Ilisei |
| 18 decembrie 2017 14:30 | Cronica          |         |                      | Sala Rapid, București Arbitri: Ifrim, Ilisei |

| 18 decembrie 2017 18:00 | CS Dinamo București | 32 - 15 | Spartac București | Sala Elite, București Arbitri: Radu, Vișan |
| 18 decembrie 2017 18:00 | Banciu 8            | (13-7)  |                   | Sala Elite, București Arbitri: Radu, Vișan |
| 18 decembrie 2017 18:00 | Cronica             |         |                   | Sala Elite, București Arbitri: Radu, Vișan |

HC Activ Plopeni a stat.

### Etapa a XV-a
| 20 decembrie 2017 14:00 | CSȘ Tulcea | 24 - 32 | SCM Gloria Buzău | Sala Polivalentă, Tulcea Arbitri: Ifrim, Ilisei |
| 20 decembrie 2017 14:00 | (9-16)     |         |                  | Sala Polivalentă, Tulcea Arbitri: Ifrim, Ilisei |
| 20 decembrie 2017 14:00 | Cronica    |         |                  | Sala Polivalentă, Tulcea Arbitri: Ifrim, Ilisei |

| 20 decembrie 2017 18:30 | HC Activ Plopeni | 25 - 29 | CSM București II | Sala Sporturilor, Plopeni Arbitri: Georgescu, Moldoveanu |
| 20 decembrie 2017 18:30 | (18-15)          |         |                  | Sala Sporturilor, Plopeni Arbitri: Georgescu, Moldoveanu |
| 20 decembrie 2017 18:30 | Cronica          |         |                  | Sala Sporturilor, Plopeni Arbitri: Georgescu, Moldoveanu |

| 22 decembrie 2017 14:30 | HCF Piatra Neamț | 30 - 17 | CS Știința Bacău | Sala Polivalentă, Piatra Neamț Arbitri: Gogolinca, Roibu |
| 22 decembrie 2017 14:30 | (14-7)           |         |                  | Sala Polivalentă, Piatra Neamț Arbitri: Gogolinca, Roibu |
| 22 decembrie 2017 14:30 | Cronica          |         |                  | Sala Polivalentă, Piatra Neamț Arbitri: Gogolinca, Roibu |

| 23 decembrie 2017 11:00 | Școala 181 București | 24 - 29 | CS Dinamo București | Sala Iris, București Arbitri: Enache, Răduț |
| 23 decembrie 2017 11:00 | Severin 9            | (13-15) |                     | Sala Iris, București Arbitri: Enache, Răduț |
| 23 decembrie 2017 11:00 | Cronica              |         |                     | Sala Iris, București Arbitri: Enache, Răduț |

| 23 decembrie 2017 12:00 | CS Danubius Călărași | 30 - 27 | CSA Steaua București | Sala Șc. 11 T. Vladimirescu, Călărași Arbitri: Ghiță, Topliceanu |
| 23 decembrie 2017 12:00 | (18-13)              |         |                      | Sala Șc. 11 T. Vladimirescu, Călărași Arbitri: Ghiță, Topliceanu |
| 23 decembrie 2017 12:00 | Cronica              |         |                      | Sala Șc. 11 T. Vladimirescu, Călărași Arbitri: Ghiță, Topliceanu |

| 27 decembrie 2017 14:00 | CSU Neptun Constanța | 28 - 22 | CSU Știința București | Sala Sporturilor, Constanța Arbitri: Babău, Roibu |
| 27 decembrie 2017 14:00 | (15-9)               |         |                       | Sala Sporturilor, Constanța Arbitri: Babău, Roibu |
| 27 decembrie 2017 14:00 | Cronica              |         |                       | Sala Sporturilor, Constanța Arbitri: Babău, Roibu |

| 27 decembrie 2017 14:00 | ACS UAIC CNOT Iași | 45 - 20 | CSU Târgoviște | Sala LPS, Iași |
| 27 decembrie 2017 14:00 | (21-8)             |         |                | Sala LPS, Iași |
| 27 decembrie 2017 14:00 | Cronica            |         |                | Sala LPS, Iași |

Spartac București a stat.

### Clasamentul la finalul turului
Valabil la finalul turului, pe 28 decembrie 2017
| Poz. | Echipa                       | J  | V  | E | Î  | GM  | GP  | DG    | P  |
| ---- | ---------------------------- | -- | -- | - | -- | --- | --- | ----- | -- |
| 1    | SCM Gloria Buzău             | 14 | 14 | 0 | 0  | 482 | 340 | + 142 | 42 |
| 2    | CSU Neptun Constanța         | 14 | 12 | 0 | 2  | 448 | 324 | + 124 | 36 |
| 3    | CSU Știința București        | 14 | 11 | 0 | 3  | 422 | 320 | + 102 | 33 |
| 4    | HCF Piatra Neamț             | 14 | 11 | 0 | 3  | 397 | 300 | + 97  | 33 |
| 5    | CSM București II             | 14 | 11 | 0 | 3  | 419 | 358 | + 61  | 33 |
| 6    | CSȘ Tulcea                   | 14 | 9  | 0 | 5  | 361 | 355 | + 6   | 27 |
| 7    | CS Știința Bacău             | 14 | 7  | 0 | 7  | 372 | 408 | – 36  | 21 |
| 8    | CSA Steaua București         | 14 | 6  | 1 | 7  | 420 | 415 | + 5   | 19 |
| 9    | CS Dinamo București          | 14 | 6  | 0 | 8  | 364 | 345 | + 19  | 18 |
| 10   | ACS UAIC CNOT Iași           | 14 | 5  | 1 | 8  | 382 | 394 | – 12  | 16 |
| 11   | HC Activ CSO Plopeni         | 14 | 3  | 0 | 11 | 404 | 445 | – 41  | 9  |
| 12   | ACS Spartac București        | 14 | 2  | 2 | 10 | 284 | 418 | – 134 | 8  |
| 13   | ACS Școala 181 SSP București | 14 | 2  | 1 | 10 | 342 | 395 | – 53  | 7  |
| 14   | CS Danubius Călărași         | 14 | 2  | 0 | 12 | 353 | 439 | – 85  | 6  |
| 15   | CSU Târgoviște               | 14 | 1  | 1 | 12 | 315 | 506 | – 191 | 4  |

### Rezultate în retur
Date oficiale publicate de Federația Română de Handbal

### Etapa a XVI-a
| 13 ianuarie 2018 10:00 | CS Danubius Călărași | 34 - 20 | CSU Târgoviște | Sala Șc. 11 T. Vladimirescu, Călărași Arbitri: Enache, Răduț |
| 13 ianuarie 2018 10:00 | C. Gavrilă 10        | (19-12) |                | Sala Șc. 11 T. Vladimirescu, Călărași Arbitri: Enache, Răduț |
| 13 ianuarie 2018 10:00 | Cronica              |         |                | Sala Șc. 11 T. Vladimirescu, Călărași Arbitri: Enache, Răduț |

| 13 ianuarie 2018 10:00 | ACS UAIC CNOT Iași | 27 - 24 | CS Știința Bacău | Sala LPS, Iași Arbitri: Mociornea, Savin |
| 13 ianuarie 2018 10:00 | (9-12)             |         |                  | Sala LPS, Iași Arbitri: Mociornea, Savin |
| 13 ianuarie 2018 10:00 | Cronica            |         |                  | Sala LPS, Iași Arbitri: Mociornea, Savin |

| 13 ianuarie 2018 11:00 | Școala 181 București | 30 - 23 | Spartac București | Sala Iris, București Arbitri: Radu, Vișan |
| 13 ianuarie 2018 11:00 | (13-8)               |         |                   | Sala Iris, București Arbitri: Radu, Vișan |
| 13 ianuarie 2018 11:00 | Cronica              |         |                   | Sala Iris, București Arbitri: Radu, Vișan |

| 13 ianuarie 2018 11:30 | HC Activ Plopeni | 26 - 29 | CSU Știința București | Sala Sporturilor „Olimpia”, Ploiești Arbitri: Mihai, Petre |
| 13 ianuarie 2018 11:30 | (14-13)          |         |                       | Sala Sporturilor „Olimpia”, Ploiești Arbitri: Mihai, Petre |
| 13 ianuarie 2018 11:30 | Cronica          |         |                       | Sala Sporturilor „Olimpia”, Ploiești Arbitri: Mihai, Petre |

| 13 ianuarie 2018 11:30 | HCF Piatra Neamț | 23 - b29 | CS Dinamo București | Sala Polivalentă, Piatra Neamț Arbitri: Arsene, Bontea |
| 13 ianuarie 2018 11:30 | (11-13)          |          |                     | Sala Polivalentă, Piatra Neamț Arbitri: Arsene, Bontea |
| 13 ianuarie 2018 11:30 | Cronica          |          |                     | Sala Polivalentă, Piatra Neamț Arbitri: Arsene, Bontea |

| 13 ianuarie 2018 14:00 | CSU Neptun Constanța | 20 - 28 | SCM Gloria Buzău | Sala Sporturilor, Constanța Arbitri: Murariu, Tăbăcariu |
| 13 ianuarie 2018 14:00 | Pintilie 6           | (9-12)  | Horjea 12        | Sala Sporturilor, Constanța Arbitri: Murariu, Tăbăcariu |
| 13 ianuarie 2018 14:00 | Cronica              |         |                  | Sala Sporturilor, Constanța Arbitri: Murariu, Tăbăcariu |

| 20 ianuarie 2018 17:00 | CSȘ Tulcea | 37 - 34 | CSA Steaua București | Sala Polivalentă, Tulcea Arbitri: Chirițoiu, Neagu |
| 20 ianuarie 2018 17:00 | (19-18)    |         |                      | Sala Polivalentă, Tulcea Arbitri: Chirițoiu, Neagu |
| 20 ianuarie 2018 17:00 | Cronica    |         |                      | Sala Polivalentă, Tulcea Arbitri: Chirițoiu, Neagu |

CSM București II a stat.

### Etapa a XVII-a
| 21 ianuarie 2018 11:00 | Spartac București | 16 - 31 | HCF Piatra Neamț | Sala Iris, București Arbitri: Rusoiu, Tiță |
| 21 ianuarie 2018 11:00 | (10-15)           |         |                  | Sala Iris, București Arbitri: Rusoiu, Tiță |
| 21 ianuarie 2018 11:00 | Cronica           |         |                  | Sala Iris, București Arbitri: Rusoiu, Tiță |

| 23 ianuarie 2018 18:30 | SCM Gloria Buzău | 38 - 17 | HC Activ Plopeni | Sala Sporturilor „Romeo Iamandi”, Buzău Arbitri: Drăghici, Dragut |
| 23 ianuarie 2018 18:30 | Strahan 10       | (20-4)  | Beșleagă 6       | Sala Sporturilor „Romeo Iamandi”, Buzău Arbitri: Drăghici, Dragut |
| 23 ianuarie 2018 18:30 | Cronica          |         |                  | Sala Sporturilor „Romeo Iamandi”, Buzău Arbitri: Drăghici, Dragut |

| 24 ianuarie 2018 14:00 | CS Știința Bacău | 29 - 18 | CS Danubius Călărași | Sala Sporturilor, Bacău Arbitri: Costache, Vasile |
| 24 ianuarie 2018 14:00 | Ciobanu 9        | (15-8)  | Sbingheci 6          | Sala Sporturilor, Bacău Arbitri: Costache, Vasile |
| 24 ianuarie 2018 14:00 | Cronica          |         |                      | Sala Sporturilor, Bacău Arbitri: Costache, Vasile |

| 24 ianuarie 2018 15:00 | CSA Steaua București | 34 - 38 | CSU Neptun Constanța | Sala CSȘ 6, București Arbitri: Arsene, Bontea |
| 24 ianuarie 2018 15:00 |                      | (14-22) | Oprică, Căldare 8    | Sala CSȘ 6, București Arbitri: Arsene, Bontea |
| 24 ianuarie 2018 15:00 | Cronica              |         |                      | Sala CSȘ 6, București Arbitri: Arsene, Bontea |

| 24 ianuarie 2018 16:00 | CS Dinamo București | 36 - 23 | ACS UAIC CNOT Iași | Sala Polivalentă, București Arbitri: Dumitru, Ionescu |
| 24 ianuarie 2018 16:00 | Danșina 7           | (20-9)  | Agape 8            | Sala Polivalentă, București Arbitri: Dumitru, Ionescu |
| 24 ianuarie 2018 16:00 | Cronica             |         |                    | Sala Polivalentă, București Arbitri: Dumitru, Ionescu |

| 24 ianuarie 2018 16:00 | CSU Târgoviște | 19 - 29 | CSȘ Tulcea | Sala Polivalentă, Târgoviște Arbitri: Chicuș, Olteanu |
| 24 ianuarie 2018 16:00 | (9-10)         |         |            | Sala Polivalentă, Târgoviște Arbitri: Chicuș, Olteanu |
| 24 ianuarie 2018 16:00 | Cronica        |         |            | Sala Polivalentă, Târgoviște Arbitri: Chicuș, Olteanu |

| 24 ianuarie 2018 17:00 | CSU Știința București | 28 - 26 | CSM București II | Sala Iris, București Arbitri: Pârvu, Potîrniche |
| 24 ianuarie 2018 17:00 | (14-13)               |         |                  | Sala Iris, București Arbitri: Pârvu, Potîrniche |
| 24 ianuarie 2018 17:00 | Cronica               |         |                  | Sala Iris, București Arbitri: Pârvu, Potîrniche |

ACS Școala 181 SSP București a stat.

### Etapa a XVIII-a
| 27 ianuarie 2018 12:00 | HC Activ Plopeni | 29 - 31 | CSA Steaua București | Sala Sporturilor, Plopeni Arbitri: Mărgărit, Pîrciu |
| 27 ianuarie 2018 12:00 | (14-15)          |         |                      | Sala Sporturilor, Plopeni Arbitri: Mărgărit, Pîrciu |
| 27 ianuarie 2018 12:00 | Cronica          |         |                      | Sala Sporturilor, Plopeni Arbitri: Mărgărit, Pîrciu |

| 27 ianuarie 2018 13:00 | HCF Piatra Neamț | 36 - 31 | Școala 181 București | Sala Polivalentă, Piatra Neamț Arbitri: Agliceriu, Turdean |
| 27 ianuarie 2018 13:00 | (19-15)          |         |                      | Sala Polivalentă, Piatra Neamț Arbitri: Agliceriu, Turdean |
| 27 ianuarie 2018 13:00 | Cronica          |         |                      | Sala Polivalentă, Piatra Neamț Arbitri: Agliceriu, Turdean |

| 27 ianuarie 2018 14:00 | CSU Neptun Constanța               | 40 - 19 | CSU Târgoviște | Sala Sporturilor, Constanța Arbitri: Radu, Vișan |
| 27 ianuarie 2018 14:00 | Căldare, Ciucanu, Mada, Pintilie 6 | (24-7)  | Lipioașoa 6    | Sala Sporturilor, Constanța Arbitri: Radu, Vișan |
| 27 ianuarie 2018 14:00 | Cronica                            |         |                | Sala Sporturilor, Constanța Arbitri: Radu, Vișan |

| 27 ianuarie 2018 15:00 | ACS UAIC CNOT Iași | 33 - 14 | Spartac București | Sala LPS, Iași Arbitri: Agaviloaie, Bura |
| 27 ianuarie 2018 15:00 | (19-6)             |         |                   | Sala LPS, Iași Arbitri: Agaviloaie, Bura |
| 27 ianuarie 2018 15:00 | Cronica            |         |                   | Sala LPS, Iași Arbitri: Agaviloaie, Bura |

| 27 ianuarie 2018 15:30 | CSM București II | 17 - 36 | SCM Gloria Buzău | Sala Rapid, București Arbitri: Popa, Toma |
| 27 ianuarie 2018 15:30 |                  | (12-16) | Ionescu 13       | Sala Rapid, București Arbitri: Popa, Toma |
| 27 ianuarie 2018 15:30 | Cronica          |         |                  | Sala Rapid, București Arbitri: Popa, Toma |

| 27 ianuarie 2018 16:00 | CSȘ Tulcea | 30 - 22 | CS Știința Bacău | Sala Polivalentă, Tulcea Arbitri: Enache, Răduț |
| 27 ianuarie 2018 16:00 | (16-11)    |         |                  | Sala Polivalentă, Tulcea Arbitri: Enache, Răduț |
| 27 ianuarie 2018 16:00 | Cronica    |         |                  | Sala Polivalentă, Tulcea Arbitri: Enache, Răduț |

| 27 ianuarie 2018 16:00 | CS Danubius Călărași | 23 - 33 | CS Dinamo București | Sala Șc. 11 T. Vladimirescu, Călărași Arbitri: Chirițoiu, Neagu |
| 27 ianuarie 2018 16:00 | David, Zecheru 8     | (8-17)  | Danșina 10          | Sala Șc. 11 T. Vladimirescu, Călărași Arbitri: Chirițoiu, Neagu |
| 27 ianuarie 2018 16:00 | Cronica              |         |                     | Sala Șc. 11 T. Vladimirescu, Călărași Arbitri: Chirițoiu, Neagu |

CS Universitatea Știința București a stat.

### Etapa a XIX-a
| 2 februarie 2018 14:00 | Școala 181 București | 29 - 26 | ACS UAIC CNOT Iași | Sala Iris, București Arbitri: Basso, Tofan |
| 2 februarie 2018 14:00 | (14-18)              |         |                    | Sala Iris, București Arbitri: Basso, Tofan |
| 2 februarie 2018 14:00 | Cronica              |         |                    | Sala Iris, București Arbitri: Basso, Tofan |

| 3 februarie 2018 11:00 | CS Știința Bacău | 25 - 27 | CSU Neptun Constanța | Sala Sporturilor, Bacău Arbitri: Gogolinca, Roibu |
| 3 februarie 2018 11:00 | Ciobanu 6        | (13-13) | Ciucanu 7            | Sala Sporturilor, Bacău Arbitri: Gogolinca, Roibu |
| 3 februarie 2018 11:00 | Cronica          |         |                      | Sala Sporturilor, Bacău Arbitri: Gogolinca, Roibu |

| 3 februarie 2018 13:30 | CS Dinamo București | 36 - 27 | CSȘ Tulcea  | Sala Iris, București Arbitri: Ghesoiu, Tănăsescu |
| 3 februarie 2018 13:30 | Danșina 9           | Cronica | Ghiulgian 7 | Sala Iris, București Arbitri: Ghesoiu, Tănăsescu |
| 3 februarie 2018 13:30 |                     |         |             | Sala Iris, București Arbitri: Ghesoiu, Tănăsescu |

| 3 februarie 2018 14:00 | CSU Târgoviște | 24 - 41 | HC Activ Plopeni | Sala Polivalentă, Târgoviște Arbitri: Bădescu, Matei |
| 3 februarie 2018 14:00 | (12-22)        |         |                  | Sala Polivalentă, Târgoviște Arbitri: Bădescu, Matei |
| 3 februarie 2018 14:00 | Cronica        |         |                  | Sala Polivalentă, Târgoviște Arbitri: Bădescu, Matei |

| 3 februarie 2018 14:30 | SCM Gloria Buzău | 29 - 22 | CSU Știința București | Sala Sporturilor „Romeo Iamandi”, Buzău Arbitri: Lungu, Paraschiv |
| 3 februarie 2018 14:30 | Horjea 12        | (12-8)  |                       | Sala Sporturilor „Romeo Iamandi”, Buzău Arbitri: Lungu, Paraschiv |
| 3 februarie 2018 14:30 | Cronica          |         |                       | Sala Sporturilor „Romeo Iamandi”, Buzău Arbitri: Lungu, Paraschiv |

| 3 februarie 2018 15:00 | CSA Steaua București | 26 - 26 | CSM București II | Sala Iris, București Arbitri: Costache, Vasile |
| 3 februarie 2018 15:00 | (11-16)              |         |                  | Sala Iris, București Arbitri: Costache, Vasile |
| 3 februarie 2018 15:00 | Cronica              |         |                  | Sala Iris, București Arbitri: Costache, Vasile |

| 3 februarie 2018 17:00 | Spartac București | 19 - 23 | CS Danubius Călărași | Sala Iris, București Arbitri: Mărgărit, Pîrciu |
| 3 februarie 2018 17:00 | (11-9)            |         |                      | Sala Iris, București Arbitri: Mărgărit, Pîrciu |
| 3 februarie 2018 17:00 | Cronica           |         |                      | Sala Iris, București Arbitri: Mărgărit, Pîrciu |

HCF Piatra Neamț a stat.

### Etapa a XX-a
| 10 februarie 2018 9:45 | CSM București II | 42 - 25 | CSU Târgoviște | Sala Rapid, București Arbitri: Chicuș, Olteanu |
| 10 februarie 2018 9:45 | (19-8)           |         |                | Sala Rapid, București Arbitri: Chicuș, Olteanu |
| 10 februarie 2018 9:45 | Cronica          |         |                | Sala Rapid, București Arbitri: Chicuș, Olteanu |

| 10 februarie 2018 10:30 | ACS UAIC CNOT Iași | 22 - 27 | HCF Piatra Neamț | Sala LPS, Iași Arbitri: Drăghici, Dragut |
| 10 februarie 2018 10:30 | (10-13)            |         |                  | Sala LPS, Iași Arbitri: Drăghici, Dragut |
| 10 februarie 2018 10:30 | Cronica            |         |                  | Sala LPS, Iași Arbitri: Drăghici, Dragut |

| 10 februarie 2018 11:00 | CSU Știința București | 25 - 25 | CSA Steaua București | Sala Iris, București Arbitri: Lungu, Paraschiv |
| 10 februarie 2018 11:00 | (12-9)                |         |                      | Sala Iris, București Arbitri: Lungu, Paraschiv |
| 10 februarie 2018 11:00 | Cronica               |         |                      | Sala Iris, București Arbitri: Lungu, Paraschiv |

| 10 februarie 2018 11:30 | CS Danubius Călărași | 24 - 34 | Școala 181 București | Sala Șc. 11 T. Vladimirescu, Călărași Arbitri: Ghită, Topliceanu |
| 10 februarie 2018 11:30 | (15-16)              |         |                      | Sala Șc. 11 T. Vladimirescu, Călărași Arbitri: Ghită, Topliceanu |
| 10 februarie 2018 11:30 | Cronica              |         |                      | Sala Șc. 11 T. Vladimirescu, Călărași Arbitri: Ghită, Topliceanu |

| 10 februarie 2018 12:00 | HC Activ Plopeni | 35 - 33 | CS Știința Bacău | Sala Sporturilor, Plopeni Arbitri: Enache, Răduț |
| 10 februarie 2018 12:00 | (17-16)          |         |                  | Sala Sporturilor, Plopeni Arbitri: Enache, Răduț |
| 10 februarie 2018 12:00 | Cronica          |         |                  | Sala Sporturilor, Plopeni Arbitri: Enache, Răduț |

| 10 februarie 2018 12:00 | CSU Neptun Constanța | 23 - 28 | CS Dinamo București | Sala Sporturilor, Constanța Arbitri: Ardene, Bontea |
| 10 februarie 2018 12:00 | Ciucanu 7            | (13-16) | Danșina 8           | Sala Sporturilor, Constanța Arbitri: Ardene, Bontea |
| 10 februarie 2018 12:00 | Cronica              |         |                     | Sala Sporturilor, Constanța Arbitri: Ardene, Bontea |

| 10 februarie 2018 14:00 | CSȘ Tulcea | 31 - 18 | Spartac București | Sala Polivalentă, Tulcea Arbitri: Dumitru, Gheorghiu |
| 10 februarie 2018 14:00 | (14-9)     |         |                   | Sala Polivalentă, Tulcea Arbitri: Dumitru, Gheorghiu |
| 10 februarie 2018 14:00 | Cronica    |         |                   | Sala Polivalentă, Tulcea Arbitri: Dumitru, Gheorghiu |

SCM Gloria Buzău a stat.

### Etapa a XXI-a
| 24 februarie 2018 10:30 | CSU Târgoviște | 22 - 32 | CSU Știința București | Sala Polivalentă, Târgoviște Arbitri: Bădescu, Matei |
| 24 februarie 2018 10:30 | (11-15)        |         |                       | Sala Polivalentă, Târgoviște Arbitri: Bădescu, Matei |
| 24 februarie 2018 10:30 | Cronica        |         |                       | Sala Polivalentă, Târgoviște Arbitri: Bădescu, Matei |

| 24 februarie 2018 11:00 | HCF Piatra Neamț | 38 - 18 | CS Danubius Călărași | Sala Polivalentă, Piatra Neamț Arbitri: Chicuș, Olteanu |
| 24 februarie 2018 11:00 | (17-6)           |         |                      | Sala Polivalentă, Piatra Neamț Arbitri: Chicuș, Olteanu |
| 24 februarie 2018 11:00 | Cronica          |         |                      | Sala Polivalentă, Piatra Neamț Arbitri: Chicuș, Olteanu |

| 24 februarie 2018 11:00 | Școala 181 București | 25 - 31 | CSȘ Tulcea | Sala Iris, București Arbitri: Dușa, Manea |
| 24 februarie 2018 11:00 | (9-16)               |         |            | Sala Iris, București Arbitri: Dușa, Manea |
| 24 februarie 2018 11:00 | Cronica              |         |            | Sala Iris, București Arbitri: Dușa, Manea |

| 24 februarie 2018 13:00 | Spartac București | 13 - 37 | CSU Neptun Constanța | Sala Iris, București Arbitri: Ghesoiu, Tănăsescu |
| 24 februarie 2018 13:00 |                   | (7-16)  | Căldare 6            | Sala Iris, București Arbitri: Ghesoiu, Tănăsescu |
| 24 februarie 2018 13:00 | Cronica           |         |                      | Sala Iris, București Arbitri: Ghesoiu, Tănăsescu |

| 24 februarie 2018 14:00 | CS Știința Bacău | 28 - 34 | CSM București II | Sala Sporturilor, Bacău Arbitri: Gogolinca, Roibu |
| 24 februarie 2018 14:00 | Faig 7           | (12-17) | Moraru 12        | Sala Sporturilor, Bacău Arbitri: Gogolinca, Roibu |
| 24 februarie 2018 14:00 | Cronica          |         |                  | Sala Sporturilor, Bacău Arbitri: Gogolinca, Roibu |

| 24 februarie 2018 15:00 | CSA Steaua București | 20 - 36 | CS HM Buzău | Sala Iris, București Arbitri: Popa, Toma |
| 24 februarie 2018 15:00 | (9-13)               |         |             | Sala Iris, București Arbitri: Popa, Toma |
| 24 februarie 2018 15:00 | Cronica              |         |             | Sala Iris, București Arbitri: Popa, Toma |

| 24 februarie 2018 17:00 | CS Dinamo București | 24 - 19 | HC Activ Plopeni | Sala Iris, București Arbitri: Chrițoiu, Neagu |
| 24 februarie 2018 17:00 | Verde 6             | (9-10)  | Beșleagă 8       | Sala Iris, București Arbitri: Chrițoiu, Neagu |
| 24 februarie 2018 17:00 | Cronica             |         |                  | Sala Iris, București Arbitri: Chrițoiu, Neagu |

ACS UAIC CNOT Iași a stat.

### Etapa a XXII-a
| 2 martie 2018 17:00 | CSU Știința București | 41 - 22 | CS Știința Bacău | Sala Iris, București Arbitri: Dumitru, Ionescu |
| 2 martie 2018 17:00 | (22-9)                |         |                  | Sala Iris, București Arbitri: Dumitru, Ionescu |
| 2 martie 2018 17:00 | Cronica               |         |                  | Sala Iris, București Arbitri: Dumitru, Ionescu |

| 3 martie 2018 10:45 | CSM București II | 25 - 26 | CS Dinamo București | Sala Elite, București Arbitri: Florescu, Stoia |
| 3 martie 2018 10:45 | (15-17)          |         |                     | Sala Elite, București Arbitri: Florescu, Stoia |
| 3 martie 2018 10:45 | Cronica          |         |                     | Sala Elite, București Arbitri: Florescu, Stoia |

| 3 martie 2018 12:30 | SCM Gloria Buzău | 39 - 11 | CSU Târgoviște | Sala LPS, Buzău Asistență: 300 Arbitri: Radu, Vișan |
| 3 martie 2018 12:30 | Goran 8          | (23-2)  |                | Sala LPS, Buzău Asistență: 300 Arbitri: Radu, Vișan |
| 3 martie 2018 12:30 | Cronica          |         |                | Sala LPS, Buzău Asistență: 300 Arbitri: Radu, Vișan |

| 3 martie 2018 13:00 | HC Activ Plopeni | 34 - 22 | Spartac București | Sala Sporturilor, Plopeni Arbitri: Stuparu, Velișca |
| 3 martie 2018 13:00 | (14-9)           |         |                   | Sala Sporturilor, Plopeni Arbitri: Stuparu, Velișca |
| 3 martie 2018 13:00 | Cronica          |         |                   | Sala Sporturilor, Plopeni Arbitri: Stuparu, Velișca |

| 14 martie 2018 14:00 | CSU Neptun Constanța | 33 - 221) | Școala 181 București | Sala Sporturilor, Constanța Arbitri: Dumitru, Gheorghiu |
| 14 martie 2018 14:00 | Birton 8             | (16-11)   |                      | Sala Sporturilor, Constanța Arbitri: Dumitru, Gheorghiu |
| 14 martie 2018 14:00 | Cronica              |           |                      | Sala Sporturilor, Constanța Arbitri: Dumitru, Gheorghiu |

| 14 martie 2018 019:00 | CS Danubius Călărași | 26 - 361) | ACS UAIC CNOT Iași | Sala Șc. 11 T. Vladimirescu, Călărași Arbitri: Basso, Tofan |
| 14 martie 2018 019:00 | (10-19)              |           |                    | Sala Șc. 11 T. Vladimirescu, Călărași Arbitri: Basso, Tofan |
| 14 martie 2018 019:00 | Cronica              |           |                    | Sala Șc. 11 T. Vladimirescu, Călărași Arbitri: Basso, Tofan |

| 5 mai 2018 17:00 | CSȘ Tulcea | 19 - 281) | HCF Piatra Neamț | Sala Polivalentă, Tulcea Arbitri: Arsene, Bontea |
| 5 mai 2018 17:00 | (6-12)     |           |                  | Sala Polivalentă, Tulcea Arbitri: Arsene, Bontea |
| 5 mai 2018 17:00 | Cronica    |           |                  | Sala Polivalentă, Tulcea Arbitri: Arsene, Bontea |

1) Reprogramate din cauza condițiilor meteo nefavorabile.
CSA Steaua București a stat.

### Etapa a XXIII-a
| 7 martie 2018 14:00 | CS Știința Bacău | 19 - 34 | SCM Gloria Buzău | Sala Sporturilor, Bacău Arbitri: Cristea, Murariu |
| 7 martie 2018 14:00 | Cășeriu 7        | (9-19)  | Horjea 11        | Sala Sporturilor, Bacău Arbitri: Cristea, Murariu |
| 7 martie 2018 14:00 | Cronica          |         |                  | Sala Sporturilor, Bacău Arbitri: Cristea, Murariu |

| 7 martie 2018 14:30 | ACS UAIC CNOT Iași | 32 - 32 | CSȘ Tulcea | Sala LPS, Iași Arbitri: Ifrim, Bura |
| 7 martie 2018 14:30 | (17-14)            |         |            | Sala LPS, Iași Arbitri: Ifrim, Bura |
| 7 martie 2018 14:30 | Cronica            |         |            | Sala LPS, Iași Arbitri: Ifrim, Bura |

| 7 martie 2018 14:30 | CS Dinamo București | 27 - 25 | CSU Știința București | Sala Apollo, București Arbitri: Enache, Răduț |
| 7 martie 2018 14:30 | Danșina, Severin 7  | (16-10) | Trufil-Ruje 5         | Sala Apollo, București Arbitri: Enache, Răduț |
| 7 martie 2018 14:30 | Cronica             |         |                       | Sala Apollo, București Arbitri: Enache, Răduț |

| 7 martie 2018 15:00 | HCF Piatra Neamț | 22 - 23 | CSU Neptun Constanța | Sala Polivalentă, Piatra Neamț Arbitri: Gogolinca, Roibu |
| 7 martie 2018 15:00 |                  | (12-12) | Pintilie 9           | Sala Polivalentă, Piatra Neamț Arbitri: Gogolinca, Roibu |
| 7 martie 2018 15:00 | Cronica          |         |                      | Sala Polivalentă, Piatra Neamț Arbitri: Gogolinca, Roibu |

| 7 martie 2018 16:00 | CSU Târgoviște | 34 - 31 | CSA Steaua București | Sala Polivalentă, Târgoviște Arbitri: Ivanciu, Nedelcu |
| 7 martie 2018 16:00 | (15-15)        |         |                      | Sala Polivalentă, Târgoviște Arbitri: Ivanciu, Nedelcu |
| 7 martie 2018 16:00 | Cronica        |         |                      | Sala Polivalentă, Târgoviște Arbitri: Ivanciu, Nedelcu |

| 7 martie 2018 17:00 | Școala 181 București | 30 - 32 | HC Activ Plopeni | Sala Iris, București Arbitri: Cazan, Suliman |
| 7 martie 2018 17:00 | (17-17)              |         |                  | Sala Iris, București Arbitri: Cazan, Suliman |
| 7 martie 2018 17:00 | Cronica              |         |                  | Sala Iris, București Arbitri: Cazan, Suliman |

| 7 martie 2018 18:30 | Spartac București | 15 - 30 | CSM București II | Sala Iris, București Arbitri: Bălțat, Marin |
| 7 martie 2018 18:30 | (5-15)            |         |                  | Sala Iris, București Arbitri: Bălțat, Marin |
| 7 martie 2018 18:30 | Cronica           |         |                  | Sala Iris, București Arbitri: Bălțat, Marin |

CS Danubius Călărași a stat.

### Etapa a XXIV-a
| 10 martie 2018 11:00 | CSU Știința București | 26 - 13 | Spartac București | Sala Iris, București Arbitri: Radu, Vișan |
| 10 martie 2018 11:00 | (13-6)                |         |                   | Sala Iris, București Arbitri: Radu, Vișan |
| 10 martie 2018 11:00 | Cronica               |         |                   | Sala Iris, București Arbitri: Radu, Vișan |

| 10 martie 2018 11:30 | CSM București II | 36 - 27 | Școala 181 București | Sala Rapid, București Arbitri: Doană, Gociu |
| 10 martie 2018 11:30 | (19-11)          |         |                      | Sala Rapid, București Arbitri: Doană, Gociu |
| 10 martie 2018 11:30 | Cronica          |         |                      | Sala Rapid, București Arbitri: Doană, Gociu |

| 10 martie 2018 12:00 | HC Activ Plopeni | 26 - 31 | HCF Piatra Neamț | Sala Sporturilor, Plopeni Arbitri: Pârvu, Potîrniche |
| 10 martie 2018 12:00 | (11-14)          |         |                  | Sala Sporturilor, Plopeni Arbitri: Pârvu, Potîrniche |
| 10 martie 2018 12:00 | Cronica          |         |                  | Sala Sporturilor, Plopeni Arbitri: Pârvu, Potîrniche |

| 10 martie 2018 14:00 | CSU Neptun Constanța | 35 - 31 | ACS UAIC CNOT Iași | Sala Sporturilor, Constanța Arbitri: Costache, Vasile |
| 10 martie 2018 14:00 | (19-14)              |         |                    | Sala Sporturilor, Constanța Arbitri: Costache, Vasile |
| 10 martie 2018 14:00 | Cronica              |         |                    | Sala Sporturilor, Constanța Arbitri: Costache, Vasile |

| 10 martie 2018 15:00 | CSA Steaua București | 36 - 34 | CS Știința Bacău | Sala Iris, București Arbitri: Ionică, Mărgărit |
| 10 martie 2018 15:00 | (19-19)              |         |                  | Sala Iris, București Arbitri: Ionică, Mărgărit |
| 10 martie 2018 15:00 | Cronica              |         |                  | Sala Iris, București Arbitri: Ionică, Mărgărit |

| 10 martie 2018 16:00 | SCM Gloria Buzău | 30 - 23 | CS Dinamo București | Sala Sporturilor „Romeo Iamandi”, Buzău Asistență: 500 Arbitri: Chrițoiu, Neagu |
| 10 martie 2018 16:00 | Horjea 13        | (14-11) | Danșina 6           | Sala Sporturilor „Romeo Iamandi”, Buzău Asistență: 500 Arbitri: Chrițoiu, Neagu |
| 10 martie 2018 16:00 | Cronica          |         |                     | Sala Sporturilor „Romeo Iamandi”, Buzău Asistență: 500 Arbitri: Chrițoiu, Neagu |

| 10 martie 2018 17:00 | CSȘ Tulcea | 32 - 23 | CS Danubius Călărași | Sala Polivalentă, Tulcea Arbitri: Ghiță, Topliceanu |
| 10 martie 2018 17:00 | (17-13)    |         |                      | Sala Polivalentă, Tulcea Arbitri: Ghiță, Topliceanu |
| 10 martie 2018 17:00 | Cronica    |         |                      | Sala Polivalentă, Tulcea Arbitri: Ghiță, Topliceanu |

CSU Târgoviște a stat.

### Etapa a XXV-a
| 30 martie 2018 14:30 | ACS UAIC CNOT Iași | 37 - 27 | HC Activ Plopeni | Sala LPS, Iași Arbitri: Agraviloaie, Bura |
| 30 martie 2018 14:30 | (20-16)            |         |                  | Sala LPS, Iași Arbitri: Agraviloaie, Bura |
| 30 martie 2018 14:30 | Cronica            |         |                  | Sala LPS, Iași Arbitri: Agraviloaie, Bura |

| 30 martie 2018 15:00 | HCF Piatra Neamț | 25 - 25 | CSM București II | Sala Polivalentă, Piatra Neamț Arbitri: Drăghici, Dragut |
| 30 martie 2018 15:00 | (14-11)          |         |                  | Sala Polivalentă, Piatra Neamț Arbitri: Drăghici, Dragut |
| 30 martie 2018 15:00 | Cronica          |         |                  | Sala Polivalentă, Piatra Neamț Arbitri: Drăghici, Dragut |

| 30 martie 2018 15:00 | CS Dinamo București | 36 - 26 | CSA Steaua București      | Sala Iris, București Arbitri: Doană, Gociu |
| 30 martie 2018 15:00 | Danșina 9           | (16-12) | Drăghici, Ilie, Stanciu 5 | Sala Iris, București Arbitri: Doană, Gociu |
| 30 martie 2018 15:00 | Cronica             |         |                           | Sala Iris, București Arbitri: Doană, Gociu |

| 30 martie 2018 17:00 | Școala 181 București | 29 - 31 | CSU Știința București | Sala Iris, București Arbitri: Costache, Vasile |
| 30 martie 2018 17:00 | (19-16)              |         |                       | Sala Iris, București Arbitri: Costache, Vasile |
| 30 martie 2018 17:00 | Cronica              |         |                       | Sala Iris, București Arbitri: Costache, Vasile |

| 30 martie 2018 18:30 | Spartac București | 19 - 44 | SCM Gloria Buzău | Sala Iris, București Arbitri: Nițișor, Stamatoiu |
| 30 martie 2018 18:30 | (11-20)           |         |                  | Sala Iris, București Arbitri: Nițișor, Stamatoiu |
| 30 martie 2018 18:30 | Cronica           |         |                  | Sala Iris, București Arbitri: Nițișor, Stamatoiu |

| 30 martie 2018 19:00 | CS Danubius Călărași | 20 - 47 | CSU Neptun Constanța | Sala Șc. 11 T. Vladimirescu, Călărași Arbitri: Popa, Toma |
| 30 martie 2018 19:00 |                      | (10-25) | Căldare 10           | Sala Șc. 11 T. Vladimirescu, Călărași Arbitri: Popa, Toma |
| 30 martie 2018 19:00 | Cronica              |         |                      | Sala Șc. 11 T. Vladimirescu, Călărași Arbitri: Popa, Toma |

| 31 martie 2018 13:00 | CS Știința Bacău | 40 - 26 | CSU Târgoviște | Sala Sporturilor, Bacău Arbitri: Arsene, Bontea |
| 31 martie 2018 13:00 | (21-12)          |         |                | Sala Sporturilor, Bacău Arbitri: Arsene, Bontea |
| 31 martie 2018 13:00 | Cronica          |         |                | Sala Sporturilor, Bacău Arbitri: Arsene, Bontea |

CSȘ Tulcea a stat.

### Etapa a XXVI-a
| 3 aprilie 2018 17:00 | SCM Gloria Buzău | 37 - 28 | Școala 181 București | Sala Sporturilor „Romeo Iamandi”, Buzău Arbitri: Dinu, Vovec |
| 3 aprilie 2018 17:00 | Ionescu 8        | (17-10) |                      | Sala Sporturilor „Romeo Iamandi”, Buzău Arbitri: Dinu, Vovec |
| 3 aprilie 2018 17:00 | Cronica          |         |                      | Sala Sporturilor „Romeo Iamandi”, Buzău Arbitri: Dinu, Vovec |

| 4 aprilie 2018 14:00 | CSU Neptun Constanța | 36 - 27 | CSȘ Tulcea | Sala Sporturilor, Constanța Arbitri: Arsene, Bontea |
| 4 aprilie 2018 14:00 | Birton, Pintilie 9   | (20-10) |            | Sala Sporturilor, Constanța Arbitri: Arsene, Bontea |
| 4 aprilie 2018 14:00 | Cronica              |         |            | Sala Sporturilor, Constanța Arbitri: Arsene, Bontea |

| 4 aprilie 2018 16:00 | CSU Târgoviște | 27 - 39 | CS Dinamo București | Sala Polivalentă, Târgoviște Arbitri: Balate, Szabo |
| 4 aprilie 2018 16:00 | (13-19)        |         |                     | Sala Polivalentă, Târgoviște Arbitri: Balate, Szabo |
| 4 aprilie 2018 16:00 | Cronica        |         |                     | Sala Polivalentă, Târgoviște Arbitri: Balate, Szabo |

| 4 aprilie 2018 16:30 | CSM București II | 37 - 30 | ACS UAIC CNOT Iași | Sala Agronomia, București Arbitri: Mărgărit, Pirciu |
| 4 aprilie 2018 16:30 | (17-20)          |         |                    | Sala Agronomia, București Arbitri: Mărgărit, Pirciu |
| 4 aprilie 2018 16:30 | Cronica          |         |                    | Sala Agronomia, București Arbitri: Mărgărit, Pirciu |

| 4 aprilie 2018 17:00 | CSU Știința București | 26 - 24 | HCF Piatra Neamț | Sala Iris, București Arbitri: Iacob, Savu |
| 4 aprilie 2018 17:00 |                       | (13-11) | Oancea 11        | Sala Iris, București Arbitri: Iacob, Savu |
| 4 aprilie 2018 17:00 | Cronica               |         |                  | Sala Iris, București Arbitri: Iacob, Savu |

| 4 aprilie 2018 18:30 | CSA Steaua București | 34 - 18 | Spartac București | Sala CSȘ 6, București Arbitri: Enache, Răduț |
| 4 aprilie 2018 18:30 | (17-9)               |         |                   | Sala CSȘ 6, București Arbitri: Enache, Răduț |
| 4 aprilie 2018 18:30 | Cronica              |         |                   | Sala CSȘ 6, București Arbitri: Enache, Răduț |

| 6 aprilie 2018 12:00 | HC Activ Plopeni | 33 - 28 | CS Danubius Călărași | Sala Sporturilor, Plopeni Arbitri: Bălțat, Marin |
| 6 aprilie 2018 12:00 | (19-12)          |         |                      | Sala Sporturilor, Plopeni Arbitri: Bălțat, Marin |
| 6 aprilie 2018 12:00 | Cronica          |         |                      | Sala Sporturilor, Plopeni Arbitri: Bălțat, Marin |

CS Știința Bacău a stat.

### Etapa a XXVII-a
| 25 aprilie 2018 14:00 | CSȘ Tulcea | 30 - 26 | HC Activ Plopeni | Sala Polivalentă, Tulcea Arbitri: Hagiu, Pavel |
| 25 aprilie 2018 14:00 | (16-9)     |         |                  | Sala Polivalentă, Tulcea Arbitri: Hagiu, Pavel |
| 25 aprilie 2018 14:00 | Cronica    |         |                  | Sala Polivalentă, Tulcea Arbitri: Hagiu, Pavel |

| 25 aprilie 2018 15:00 | CS Dinamo București | 33 - 23 | CS Știința Bacău | Sala Iris, București Arbitri: Agliceriu, Turdean |
| 25 aprilie 2018 15:00 | (16-14)             |         |                  | Sala Iris, București Arbitri: Agliceriu, Turdean |
| 25 aprilie 2018 15:00 | Cronica             |         |                  | Sala Iris, București Arbitri: Agliceriu, Turdean |

| 25 aprilie 2018 15:30 | HCF Piatra Neamț | 28 - 31 | SCM Gloria Buzău | Sala Polivalentă, Piatra Neamț Arbitri: Drăghici, Dragut |
| 25 aprilie 2018 15:30 |                  | (12-15) | Horjea 16        | Sala Polivalentă, Piatra Neamț Arbitri: Drăghici, Dragut |
| 25 aprilie 2018 15:30 | Cronica          |         |                  | Sala Polivalentă, Piatra Neamț Arbitri: Drăghici, Dragut |

| 25 aprilie 2018 16:00 | ACS UAIC CNOT Iași | 23 - 26 | CSU Știința București | Sala LPS, Iași Arbitri: Mociornea, Savin |
| 25 aprilie 2018 16:00 | (11-12)            |         |                       | Sala LPS, Iași Arbitri: Mociornea, Savin |
| 25 aprilie 2018 16:00 | Cronica            |         |                       | Sala LPS, Iași Arbitri: Mociornea, Savin |

| 25 aprilie 2018 17:00 | Școala 181 București | 32 - 25 | CSA Steaua București | Sala Iris, București Arbitri: Dinu, Dogărescu |
| 25 aprilie 2018 17:00 | (14-12)              |         |                      | Sala Iris, București Arbitri: Dinu, Dogărescu |
| 25 aprilie 2018 17:00 | Cronica              |         |                      | Sala Iris, București Arbitri: Dinu, Dogărescu |

| 25 aprilie 2018 18:00 | CS Danubius Călărași | 25 - 28 | CSM București II | Sala Șc. 11 T. Vladimirescu, Călărași Arbitri: Chirițoiu, Neagu |
| 25 aprilie 2018 18:00 | (14-20)              |         |                  | Sala Șc. 11 T. Vladimirescu, Călărași Arbitri: Chirițoiu, Neagu |
| 25 aprilie 2018 18:00 | Cronica              |         |                  | Sala Șc. 11 T. Vladimirescu, Călărași Arbitri: Chirițoiu, Neagu |

| 25 aprilie 2018 18:30 | Spartac București | 24 - 26 | CSU Târgoviște | Sala Iris, București Arbitri: Rușoiu, Tița |
| 25 aprilie 2018 18:30 | (9-15)            |         |                | Sala Iris, București Arbitri: Rușoiu, Tița |
| 25 aprilie 2018 18:30 | Cronica           |         |                | Sala Iris, București Arbitri: Rușoiu, Tița |

CSU Neptun Constanța a stat.

### Etapa a XXVIII-a
| 26 aprilie 2018 16:30 | CSM București II | 38 - 32 | CSȘ Tulcea | Sala Agronomia, București Arbitri: Babău, Roibu |
| 26 aprilie 2018 16:30 | (18-13)          |         |            | Sala Agronomia, București Arbitri: Babău, Roibu |
| 26 aprilie 2018 16:30 | Cronica          |         |            | Sala Agronomia, București Arbitri: Babău, Roibu |

| 27 aprilie 2018 17:00 | CSU Știința București | 33 - 21 | CS Danubius Călărași | Sala Iris, București Arbitri: Balate, Szabo |
| 27 aprilie 2018 17:00 | (15-10)               |         |                      | Sala Iris, București Arbitri: Balate, Szabo |
| 27 aprilie 2018 17:00 | Cronica               |         |                      | Sala Iris, București Arbitri: Balate, Szabo |

| 28 aprilie 2018 10:00 | CS Știința Bacău | 32 - 21 | Spartac București | Sala Sporturilor, Bacău Arbitri: Bădelița, Poenaru |
| 28 aprilie 2018 10:00 | (16-9)           |         |                   | Sala Sporturilor, Bacău Arbitri: Bădelița, Poenaru |
| 28 aprilie 2018 10:00 | Cronica          |         |                   | Sala Sporturilor, Bacău Arbitri: Bădelița, Poenaru |

| 28 aprilie 2018 10:00 | CSU Târgoviște | 32 - 30 | Școala 181 București | Sala Polivalentă, Târgoviște Arbitri: Mihai, Petre |
| 28 aprilie 2018 10:00 | (16-13)        |         |                      | Sala Polivalentă, Târgoviște Arbitri: Mihai, Petre |
| 28 aprilie 2018 10:00 | Cronica        |         |                      | Sala Polivalentă, Târgoviște Arbitri: Mihai, Petre |

| 28 aprilie 2018 12:00 | SCM Gloria Buzău | 49 - 31 | ACS UAIC CNOT Iași | Sala Sporturilor „Romeo Iamandi”, Buzău Arbitri: Enache, Răduț |
| 28 aprilie 2018 12:00 | (24-16)          |         |                    | Sala Sporturilor „Romeo Iamandi”, Buzău Arbitri: Enache, Răduț |
| 28 aprilie 2018 12:00 | Cronica          |         |                    | Sala Sporturilor „Romeo Iamandi”, Buzău Arbitri: Enache, Răduț |

| 28 aprilie 2018 13:00 | CSA Steaua București | 29 - 25 | HCF Piatra Neamț | Sala Iris, București Arbitri: Ghiță, Topliceanu |
| 28 aprilie 2018 13:00 | (14-10)              |         |                  | Sala Iris, București Arbitri: Ghiță, Topliceanu |
| 28 aprilie 2018 13:00 | Cronica              |         |                  | Sala Iris, București Arbitri: Ghiță, Topliceanu |

| 28 aprilie 2018 15:00 | HC Activ Plopeni | 27 - 37 | CSU Neptun Constanța | Sala Sporturilor, Plopeni Arbitri: Arsene, Bontea |
| 28 aprilie 2018 15:00 | (14-18)          |         |                      | Sala Sporturilor, Plopeni Arbitri: Arsene, Bontea |
| 28 aprilie 2018 15:00 | Cronica          |         |                      | Sala Sporturilor, Plopeni Arbitri: Arsene, Bontea |

CS Dinamo București a stat.

### Etapa a XXIX-a
| 9 mai 2018 14:00 | CSU Neptun Constanța | 36 - 29 | CSM București II | Sala Sporturilor, Constanța Arbitri: Hagiu, Pavel |
| 9 mai 2018 14:00 | Căldare, Pintilie 9  | (20-15) |                  | Sala Sporturilor, Constanța Arbitri: Hagiu, Pavel |
| 9 mai 2018 14:00 | Cronica              |         |                  | Sala Sporturilor, Constanța Arbitri: Hagiu, Pavel |

| 9 mai 2018 15:00 | ACS UAIC CNOT Iași | 30 - 25 | CSA Steaua București | Sala LPS, Iași Arbitri: Gogolinca, Roibu |
| 9 mai 2018 15:00 | (11-11)            |         |                      | Sala LPS, Iași Arbitri: Gogolinca, Roibu |
| 9 mai 2018 15:00 | Cronica            |         |                      | Sala LPS, Iași Arbitri: Gogolinca, Roibu |

| 9 mai 2018 15:00 | Școala 181 București | 28 - 26 | CS Știința Bacău | Sala Iris, București Arbitri: Rușoiu, Tița |
| 9 mai 2018 15:00 | (11-13)              |         |                  | Sala Iris, București Arbitri: Rușoiu, Tița |
| 9 mai 2018 15:00 | Cronica              |         |                  | Sala Iris, București Arbitri: Rușoiu, Tița |

| 9 mai 2018 16:00 | HCF Piatra Neamț | 37 - 17 | CSU Târgoviște | Sala Polivalentă, Piatra Neamț Arbitri: Lungu, Paraschiv |
| 9 mai 2018 16:00 | (19-8)           |         |                | Sala Polivalentă, Piatra Neamț Arbitri: Lungu, Paraschiv |
| 9 mai 2018 16:00 | Cronica          |         |                | Sala Polivalentă, Piatra Neamț Arbitri: Lungu, Paraschiv |

| 9 mai 2018 18:00 | CSȘ Tulcea | 26 - 26 | CSU Știința București | Sala Polivalentă, Tulcea Arbitri: Chirițoiu, Neagu |
| 9 mai 2018 18:00 | (14-13)    |         |                       | Sala Polivalentă, Tulcea Arbitri: Chirițoiu, Neagu |
| 9 mai 2018 18:00 | Cronica    |         |                       | Sala Polivalentă, Tulcea Arbitri: Chirițoiu, Neagu |

| 9 mai 2018 18:30 | Spartac București | 11 - 36 | CS Dinamo București | Sala Iris, București Arbitri: Enache, Răduț |
| 9 mai 2018 18:30 | Petrescu 5        | (8-15)  | Verde 7             | Sala Iris, București Arbitri: Enache, Răduț |
| 9 mai 2018 18:30 | Cronica           |         |                     | Sala Iris, București Arbitri: Enache, Răduț |

| 9 mai 2018 19:00 | CS Danubius Călărași | 17 - 53 | SCM Gloria Buzău | Sala Șc. 11 T. Vladimirescu, Călărași Arbitri: Ghiță, Topliceanu |
| 9 mai 2018 19:00 | (9-25)               |         |                  | Sala Șc. 11 T. Vladimirescu, Călărași Arbitri: Ghiță, Topliceanu |
| 9 mai 2018 19:00 | Cronica              |         |                  | Sala Șc. 11 T. Vladimirescu, Călărași Arbitri: Ghiță, Topliceanu |

HC Activ Plopeni a stat.

### Etapa a XXX-a
| 12 mai 2018 9:00 | CS Dinamo București | 36 - 27 | Școala 181 București | Sala Elite, București Arbitri: Enache, Răduț |
| 12 mai 2018 9:00 | (18-14)             |         |                      | Sala Elite, București Arbitri: Enache, Răduț |
| 12 mai 2018 9:00 | Cronica             |         |                      | Sala Elite, București Arbitri: Enache, Răduț |

| 12 mai 2018 11:00 | CS Știința Bacău | 25 - 34 | HCF Piatra Neamț | Sala Sporturilor, Bacău Arbitri: Drăghici, Dragut |
| 12 mai 2018 11:00 | Ciobanu 8        | (17-15) | Oancea 9         | Sala Sporturilor, Bacău Arbitri: Drăghici, Dragut |
| 12 mai 2018 11:00 | Cronica          |         |                  | Sala Sporturilor, Bacău Arbitri: Drăghici, Dragut |

| 12 mai 2018 11:00 | CSU Târgoviște | 23 - 25 | ACS UAIC CNOT Iași | Sala Polivalentă, Târgoviște Arbitri: Costache, Vasile |
| 12 mai 2018 11:00 | (13-12)        |         |                    | Sala Polivalentă, Târgoviște Arbitri: Costache, Vasile |
| 12 mai 2018 11:00 | Cronica        |         |                    | Sala Polivalentă, Târgoviște Arbitri: Costache, Vasile |

| 12 mai 2018 11:00 | CSU Știința București | 26 - 28 | CSU Neptun Constanța | Sala Iris, București Arbitri: Dumitru, Ionescu |
| 12 mai 2018 11:00 | (11-17)               |         |                      | Sala Iris, București Arbitri: Dumitru, Ionescu |
| 12 mai 2018 11:00 | Cronica               |         |                      | Sala Iris, București Arbitri: Dumitru, Ionescu |

| 12 mai 2018 13:00 | CSA Steaua București | 34 - 18 | CS Danubius Călărași | Sala Iris, București Arbitri: Balate, Szabo |
| 12 mai 2018 13:00 | (14-12)              |         |                      | Sala Iris, București Arbitri: Balate, Szabo |
| 12 mai 2018 13:00 | Cronica              |         |                      | Sala Iris, București Arbitri: Balate, Szabo |

| 12 mai 2018 14:30 | SCM Gloria Buzău | 33 - 22 | CSȘ Tulcea | Sala Sporturilor „Romeo Iamandi”, Buzău Arbitri: Popa, Toma |
| 12 mai 2018 14:30 | (15-12)          |         |            | Sala Sporturilor „Romeo Iamandi”, Buzău Arbitri: Popa, Toma |
| 12 mai 2018 14:30 | Cronica          |         |            | Sala Sporturilor „Romeo Iamandi”, Buzău Arbitri: Popa, Toma |

| 22 mai 2018 16:30 | CSM București II | 30 - 24 | HC Activ Plopeni | Sala Agronomia, București Arbitri: Cazan, Suliman |
| 22 mai 2018 16:30 | (16-12)          |         |                  | Sala Agronomia, București Arbitri: Cazan, Suliman |
| 22 mai 2018 16:30 | Cronica          |         |                  | Sala Agronomia, București Arbitri: Cazan, Suliman |

Spartac București a stat.

## Seria B

### Clasament
|  | Echipe promovate direct în Liga Națională 2018-2019 |
|  | Echipe care au participat la barajul de promovare   |

Clasament valabil pe 18 mai 2018.
ASCS KSE Târgu Secuiesc și SC Mureșul Târgu Mureș s-au retras din campionat după încheierea turului. FRH a anulat rezultatele din meciurile susținute de cele două echipe, iar adversarele din acele meciuri se consideră că au stat.
Clasament valabil după anularea rezultatelor din meciurile susținute de ASCS KSE Târgu Secuiesc și SC Mureșul Târgu Mureș.
| Poz. | Echipa                              | J  | V  | E | Î  | GM  | GP  | DG    | P   |
| ---- | ----------------------------------- | -- | -- | - | -- | --- | --- | ----- | --- |
| 1    | CS Minaur Baia Mare                 | 22 | 21 | 1 | 0  | 713 | 480 | + 233 | 64  |
| 2    | SCM Timișoara                       | 22 | 19 | 0 | 3  | 696 | 533 | + 163 | 57  |
| 3    | CS Dacia Mioveni 2012               | 22 | 13 | 1 | 8  | 551 | 498 | + 53  | 40  |
| 4    | ACS Corona Brașov II8)              | 22 | 13 | 1 | 8  | 623 | 627 | – 4   | 40  |
| 5    | CS Universitatea Reșița             | 22 | 11 | 0 | 11 | 550 | 527 | + 23  | 33  |
| 6    | Național Râmnicu Vâlcea             | 22 | 10 | 1 | 11 | 558 | 551 | + 7   | 31  |
| 7    | FC Argeș Pitești                    | 22 | 10 | 1 | 11 | 613 | 609 | + 7   | 31  |
| 8    | ACS Olimpic Târgu Mureș             | 22 | 10 | 1 | 11 | 600 | 626 | – 26  | 31  |
| 9    | CS Universitar Oradea               | 22 | 9  | 3 | 10 | 574 | 610 | – 36  | 30  |
| 10   | CSU de Vest Timișoara               | 22 | 6  | 0 | 16 | 601 | 693 | – 92  | 18  |
| 11   | ACS Crișul Chișineu-Criș            | 22 | 5  | 1 | 16 | 602 | 692 | – 90  | 16  |
| 12   | ACS Odorheiu Secuiesc1)2)3)4)5)6)7) | 22 | 0  | 0 | 22 | 326 | 561 | – 235 | – 7 |

1) ACS Odorheiu Secuiesc a fost penalizată cu un punct pentru nerespectare cerințe regulament (jucătoare cu dublă legitimare).
2) ACS Odorheiu Secuiesc a fost penalizată cu un punct pentru nerespectare cerințe regulament (jucătoare cu dublă legitimare).
3) ACS Odorheiu Secuiesc a fost penalizată cu un punct pentru nerespectare cerințe regulament (jucătoare cu dublă legitimare).
4) ACS Odorheiu Secuiesc a fost penalizată cu un punct pentru nerespectare cerințe regulament (jucătoare cu dublă legitimare).
5) ACS Odorheiu Secuiesc a fost penalizată cu un punct pentru nerespectare cerințe regulament (jucătoare cu dublă legitimare).
6) ACS Odorheiu Secuiesc a fost penalizată cu un punct pentru nerespectare cerințe vârstă.
7) ACS Odorheiu Secuiesc a fost penalizată cu un punct pentru nerespectare cerințe vârstă.
8) În urma adresei depuse de SCM Timișoara în legătură cu meciul ACS Corona Brașov II - SCM Timișoara, disputat în 14 octombrie 2017, Comisia Centrală de Competiții a penalizat ACS Corona Brașov II cu un punct pentru folosirea unei handbaliste fără drept de joc și cu pierderea meciului la „masa verde” cu 0-10.ACS Corona Brașov II a depus apel și, pe 24 noiembrie 2017, Consiliul de Administrație al FRH a dispus invalidarea hotârârii Comisiei Centrale de Competiții și revenirea la situația anterioară aplicării sancțiunii.
Clasament valabil pe 21 decembrie 2017.
Clasament valabil înainte de anularea rezultatelor din meciurile susținute de ASCS KSE Târgu Secuiesc și SC Mureșul Târgu Mureș.
| Poz. | Echipa                          | J  | V  | E | Î  | GM  | GP  | DG    | P   |
| ---- | ------------------------------- | -- | -- | - | -- | --- | --- | ----- | --- |
| 1    | CS Minaur Baia Mare             | 13 | 13 | 0 | 0  | 402 | 232 | + 170 | 39  |
| 2    | SCM Timișoara                   | 13 | 11 | 0 | 2  | 414 | 308 | + 106 | 33  |
| 3    | ACS Corona Brașov II7)          | 13 | 9  | 1 | 3  | 381 | 324 | + 57  | 28  |
| 4    | CS Dacia Mioveni 2012           | 13 | 8  | 0 | 5  | 327 | 287 | + 40  | 24  |
| 5    | CS Universitar Oradea           | 13 | 7  | 2 | 4  | 342 | 359 | – 17  | 23  |
| 6    | CS Universitatea Reșița         | 13 | 7  | 0 | 6  | 348 | 318 | + 30  | 21  |
| 7    | FC Argeș Pitești                | 13 | 6  | 1 | 6  | 404 | 397 | + 7   | 19  |
| 8    | Național Râmnicu Vâlcea         | 13 | 6  | 0 | 7  | 352 | 334 | + 18  | 18  |
| 9    | CSU de Vest Timișoara           | 13 | 6  | 0 | 7  | 382 | 409 | – 27  | 18  |
| 10   | ACS Olimpic Târgu Mureș         | 13 | 5  | 1 | 7  | 381 | 386 | – 3   | 16  |
| 11   | ACS Crișul Chișineu-Criș        | 13 | 5  | 1 | 7  | 367 | 398 | – 31  | 16  |
| 12   | SC Mureșul Târgu Mureș1)        | 13 | 4  | 0 | 9  | 315 | 345 | – 30  | 9   |
| 13   | ASCS KSE Târgu Secuiesc         | 13 | 1  | 0 | 12 | 295 | 480 | – 185 | 3   |
| 14   | ACS Odorheiu Secuiesc2)3)4)5)6) | 13 | 0  | 0 | 13 | 166 | 299 | – 133 | – 5 |

1) SC Mureșul Târgu Mureș a fost penalizată cu 3 punct pentru neprezentare.
2) ACS Odorheiu Secuiesc a fost penalizată cu un punct pentru nerespectare cerințe regulament (jucătoare cu dublă legitimare).
3) ACS Odorheiu Secuiesc a fost penalizată cu un punct pentru nerespectare cerințe regulament (jucătoare cu dublă legitimare).
4) ACS Odorheiu Secuiesc a fost penalizată cu un punct pentru nerespectare cerințe regulament (jucătoare cu dublă legitimare).
5) ACS Odorheiu Secuiesc a fost penalizată cu un punct pentru nerespectare cerințe regulament (jucătoare cu dublă legitimare).
6) ACS Odorheiu Secuiesc a fost penalizată cu un punct pentru nerespectare cerințe regulament (jucătoare cu dublă legitimare).
7) În urma adresei depuse de SCM Timișoara în legătură cu meciul ACS Corona Brașov II - SCM Timișoara, disputat în 14 octombrie 2017, Comisia Centrală de Competiții a penalizat ACS Corona Brașov II cu un punct pentru folosirea unei handbaliste fără drept de joc și cu pierderea meciului la „masa verde” cu 0-10.ACS Corona Brașov II a depus apel și, pe 24 noiembrie 2017, Consiliul de Administrație al FRH a dispus invalidarea hotârârii Comisiei Centrale de Competiții și revenirea la situația anterioară aplicării sancțiunii.

### Rezultate în tur
Date oficiale publicate de Federația Română de Handbal

### Etapa I
| 16 septembrie 2017 09:00 | CSU de Vest Timișoara | 35 - 40 | FC Argeș Pitești | Sala Banu Sport, Timișoara Arbitri: Drăgănescu, Eremia |
| 16 septembrie 2017 09:00 | (19-22)               |         |                  | Sala Banu Sport, Timișoara Arbitri: Drăgănescu, Eremia |
| 16 septembrie 2017 09:00 | Cronica               |         |                  | Sala Banu Sport, Timișoara Arbitri: Drăgănescu, Eremia |

| 16 septembrie 2017 11:00 | KSE Târgu Secuiesc | 27 - 411) | SCM Timișoara | Sala Polivalentă, Târgu Secuiesc Arbitri: Agliceriu, Turdean |
| 16 septembrie 2017 11:00 | (8-19)             |           |               | Sala Polivalentă, Târgu Secuiesc Arbitri: Agliceriu, Turdean |
| 16 septembrie 2017 11:00 | Cronica            |           |               | Sala Polivalentă, Târgu Secuiesc Arbitri: Agliceriu, Turdean |

| 16 septembrie 2017 11:00 | Național Rm. Vâlcea | 26 - 21 | Dacia Mioveni 2012 | Sala liceului Energetic, Râmnicu Vâlcea Arbitri: Gorina, Melencu |
| 16 septembrie 2017 11:00 | (11-6)              |         |                    | Sala liceului Energetic, Râmnicu Vâlcea Arbitri: Gorina, Melencu |
| 16 septembrie 2017 11:00 | Cronica             |         |                    | Sala liceului Energetic, Râmnicu Vâlcea Arbitri: Gorina, Melencu |

| 16 septembrie 2017 11:00 | Corona Brașov II | 35 - 18 | CSU Oradea | Sala Sporturilor „Dumitru Popescu Colibași”, Brașov Arbitri: Mărgărit, Pîrciu |
| 16 septembrie 2017 11:00 | Lopătaru 8       | (17-8)  | Petric 5   | Sala Sporturilor „Dumitru Popescu Colibași”, Brașov Arbitri: Mărgărit, Pîrciu |
| 16 septembrie 2017 11:00 | Cronica          |         |            | Sala Sporturilor „Dumitru Popescu Colibași”, Brașov Arbitri: Mărgărit, Pîrciu |

| 16 septembrie 2017 15:00 | CSU Reșița | 33 - 19 | ACS Odorheiu Secuiesc | Sala Polivalentă, Reșița Arbitri: Ghiocel, Râpă |
| 16 septembrie 2017 15:00 | Voina 10   | (18-6)  | Ördög 4               | Sala Polivalentă, Reșița Arbitri: Ghiocel, Râpă |
| 16 septembrie 2017 15:00 | Cronica    |         |                       | Sala Polivalentă, Reșița Arbitri: Ghiocel, Râpă |

| 16 septembrie 2017 18:00 | CS Minaur Baia Mare | 44 - 17 | Crișul Chișineu-Criș | Sala Sporturilor „Lascăr Pană”, Baia Mare Asistență: 800 Arbitri: Gherman, Horoba |
| 16 septembrie 2017 18:00 | A. Pricop 8         | (21-10) | Boldor, Morariu 5    | Sala Sporturilor „Lascăr Pană”, Baia Mare Asistență: 800 Arbitri: Gherman, Horoba |
| 16 septembrie 2017 18:00 | 1×                  | Cronica | 3×                   | Sala Sporturilor „Lascăr Pană”, Baia Mare Asistență: 800 Arbitri: Gherman, Horoba |

| 17 septembrie 2017 17:00 | SC Mureșul Târgu Mureș | 27 - 212) | Olimpic Târgu Mureș | Sala Polivalentă, Târgu Mureș Arbitri: Mihai, Petre |
| 17 septembrie 2017 17:00 | (12-11)                |           |                     | Sala Polivalentă, Târgu Mureș Arbitri: Mihai, Petre |
| 17 septembrie 2017 17:00 | Cronica                |           |                     | Sala Polivalentă, Târgu Mureș Arbitri: Mihai, Petre |

1)ASCS KSE Târgu Secuiesc s-a retras din campionat după încheierea turului. FRH a anulat rezultatele din meciurile susținute de ASCS KSE Târgu Secuiesc, iar adversarele din acele meciuri se consideră că au stat.
2)SC Mureșul Târgu Mureș s-a retras din campionat după încheierea turului. FRH a anulat rezultatele din meciurile susținute de SC Mureșul Târgu Mureș, iar adversarele din acele meciuri se consideră că au stat.

### Etapa a II-a
| 21 septembrie 2017 15:00 | ACS Odorheiu Secuiesc | 26 - 29 | FC Argeș Pitești  | Sala Sporturilor, Odorheiu Secuiesc Arbitri: Agliceriu, Turdean |
| 21 septembrie 2017 15:00 |                       | (13-15) | Obedeanu, Udrea 9 | Sala Sporturilor, Odorheiu Secuiesc Arbitri: Agliceriu, Turdean |
| 21 septembrie 2017 15:00 | Cronica               |         |                   | Sala Sporturilor, Odorheiu Secuiesc Arbitri: Agliceriu, Turdean |

| 22 septembrie 2017 18:00 | Olimpic Târgu Mureș  | 28 - 28 | Corona Brașov II | Sala gimnaziului Liviu Rebreanu, Târgu Mureș Arbitri: Foltic, Pipa |
| 22 septembrie 2017 18:00 | Bărăbaș, Târșoagă 10 | (14-17) | Tîrcă 14         | Sala gimnaziului Liviu Rebreanu, Târgu Mureș Arbitri: Foltic, Pipa |
| 22 septembrie 2017 18:00 | Cronica              |         |                  | Sala gimnaziului Liviu Rebreanu, Târgu Mureș Arbitri: Foltic, Pipa |

| 23 septembrie 2017 10:00 | Dacia Mioveni 2012 | 21 - 28 | CS Minaur Baia Mare | Sala Sporturilor Trivale, Pitești Arbitri: Nacu, Rucoi |
| 23 septembrie 2017 10:00 | Ciontoiu 6         | (12-17) | Bondar 6            | Sala Sporturilor Trivale, Pitești Arbitri: Nacu, Rucoi |
| 23 septembrie 2017 10:00 | 4×                 | Cronica | 6×                  | Sala Sporturilor Trivale, Pitești Arbitri: Nacu, Rucoi |

| 23 septembrie 2017 12:30 | CSU Oradea | 19 - 21 | CSU de Vest Timișoara | Sala de Jocuri Sportive a Universității, Oradea Arbitri: Gurbina, Stanciu |
| 23 septembrie 2017 12:30 | Rudics 5   | (8-10)  | Puta 5                | Sala de Jocuri Sportive a Universității, Oradea Arbitri: Gurbina, Stanciu |
| 23 septembrie 2017 12:30 | 3×         | Cronica | 2×                    | Sala de Jocuri Sportive a Universității, Oradea Arbitri: Gurbina, Stanciu |

| 23 septembrie 2017 14:30 | SCM Timișoara | 35 - 28 | Național Rm. Vâlcea | Sala Sporturilor „Constantin Jude”, Timișoara Arbitri: Ardelean, Botez |
| 23 septembrie 2017 14:30 | Klimek 10     | (19-12) | Vâlcan 8            | Sala Sporturilor „Constantin Jude”, Timișoara Arbitri: Ardelean, Botez |
| 23 septembrie 2017 14:30 | Cronica       |         |                     | Sala Sporturilor „Constantin Jude”, Timișoara Arbitri: Ardelean, Botez |

| 23 septembrie 2017 15:00 | CSU Reșița | 36 - 191) | KSE Târgu Secuiesc | Sala Sporturilor, Reșița Asistență: 300 Arbitri: Cruceru, Rădulescu |
| 23 septembrie 2017 15:00 | Voina 8    | (18-6)    | Matis 9            | Sala Sporturilor, Reșița Asistență: 300 Arbitri: Cruceru, Rădulescu |
| 23 septembrie 2017 15:00 | Cronica    |           |                    | Sala Sporturilor, Reșița Asistență: 300 Arbitri: Cruceru, Rădulescu |

| 25 septembrie 2017 16:00 | Crișul Chișineu-Criș           | 26 - 232) | SC Mureșul Târgu Mureș | Sala Sporturilor Victoria, Arad Arbitri: Ghiocel, Râpă |
| 25 septembrie 2017 16:00 | Boldor, Cherecheș, Iuga, Sas 5 | (13-9)    | Deac 7                 | Sala Sporturilor Victoria, Arad Arbitri: Ghiocel, Râpă |
| 25 septembrie 2017 16:00 | Cronica                        |           |                        | Sala Sporturilor Victoria, Arad Arbitri: Ghiocel, Râpă |

1)ASCS KSE Târgu Secuiesc s-a retras din campionat după încheierea turului. FRH a anulat rezultatele din meciurile susținute de ASCS KSE Târgu Secuiesc, iar adversarele din acele meciuri se consideră că au stat.
2)SC Mureșul Târgu Mureș s-a retras din campionat după încheierea turului. FRH a anulat rezultatele din meciurile susținute de SC Mureșul Târgu Mureș, iar adversarele din acele meciuri se consideră că au stat.

### Etapa a III-a
| 5 octombrie 2017 16:00 | Corona Brașov II | 29 - 23 | Crișul Chișineu-Criș | Sala Sporturilor „Dumitru Popescu Colibași”, Brașov Arbitri: Agliceriu, Turdean |
| 5 octombrie 2017 16:00 | Căprar 10        | (17-11) |                      | Sala Sporturilor „Dumitru Popescu Colibași”, Brașov Arbitri: Agliceriu, Turdean |
| 5 octombrie 2017 16:00 | Cronica          |         |                      | Sala Sporturilor „Dumitru Popescu Colibași”, Brașov Arbitri: Agliceriu, Turdean |

| 6 octombrie 2017 11:00 | Național Rm. Vâlcea | 25 - 24 | CSU Reșița | Sala Sporturilor „Traian”, Râmnicu Vâlcea Arbitri: Samson, Trandafirescu |
| 6 octombrie 2017 11:00 |                     | (12-11) | Voina 10   | Sala Sporturilor „Traian”, Râmnicu Vâlcea Arbitri: Samson, Trandafirescu |
| 6 octombrie 2017 11:00 | Cronica             |         |            | Sala Sporturilor „Traian”, Râmnicu Vâlcea Arbitri: Samson, Trandafirescu |

| 7 octombrie 2017 11:00 | CSU de Vest Timișoara | 37 - 32 | Olimpic Târgu Mureș | Sala UVT, Timișoara Arbitri: Ciati, Lupu |
| 7 octombrie 2017 11:00 | Istrate 7             | (20-13) |                     | Sala UVT, Timișoara Arbitri: Ciati, Lupu |
| 7 octombrie 2017 11:00 | Cronica               |         |                     | Sala UVT, Timișoara Arbitri: Ciati, Lupu |

| 7 octombrie 2017 11:00 | FC Argeș Pitești | 30 - 30 | CSU Oradea | Sala de Sport a Universității, Pitești Arbitri: Babău, Roibu |
| 7 octombrie 2017 11:00 |                  | (15-14) | Petric 11  | Sala de Sport a Universității, Pitești Arbitri: Babău, Roibu |
| 7 octombrie 2017 11:00 | Cronica          |         |            | Sala de Sport a Universității, Pitești Arbitri: Babău, Roibu |

| 7 octombrie 2017 17:00 | KSE Târgu Secuiesc | 28 - 201) | ACS Odorheiu Secuiesc | Sala Polivalentă, Târgu Secuiesc Arbitri: Chicuș, Olteanu |
| 7 octombrie 2017 17:00 | (12-14)            |           |                       | Sala Polivalentă, Târgu Secuiesc Arbitri: Chicuș, Olteanu |
| 7 octombrie 2017 17:00 | Cronica            |           |                       | Sala Polivalentă, Târgu Secuiesc Arbitri: Chicuș, Olteanu |

| 7 octombrie 2017 18:00 | CS Minaur Baia Mare | 29 - 28 | SCM Timișoara | Sala Sporturilor „Lascăr Pană”, Baia Mare Asistență: 600 Arbitri: Băducu, Voicu |
| 7 octombrie 2017 18:00 | Bondar 6            | (17-14) | Klimek 9      | Sala Sporturilor „Lascăr Pană”, Baia Mare Asistență: 600 Arbitri: Băducu, Voicu |
| 7 octombrie 2017 18:00 | 1×                  | Cronica | 6× 1×         | Sala Sporturilor „Lascăr Pană”, Baia Mare Asistență: 600 Arbitri: Băducu, Voicu |

| 7 octombrie 2017 19:00 | SC Mureșul Târgu Mureș | 23 - 242) | Dacia Mioveni 2012 | Sala Polivalentă, Târgu Mureș Arbitri: Beldiman, Moldoveanu |
| 7 octombrie 2017 19:00 | Stângu 11              | (11-8)    | Bojan 9            | Sala Polivalentă, Târgu Mureș Arbitri: Beldiman, Moldoveanu |
| 7 octombrie 2017 19:00 | Cronica                |           |                    | Sala Polivalentă, Târgu Mureș Arbitri: Beldiman, Moldoveanu |

1)ASCS KSE Târgu Secuiesc s-a retras din campionat după încheierea turului. FRH a anulat rezultatele din meciurile susținute de ASCS KSE Târgu Secuiesc, iar adversarele din acele meciuri se consideră că au stat.
2)SC Mureșul Târgu Mureș s-a retras din campionat după încheierea turului. FRH a anulat rezultatele din meciurile susținute de SC Mureșul Târgu Mureș, iar adversarele din acele meciuri se consideră că au stat.

### Etapa a IV-a
| 11 octombrie 2017 13:00 | Dacia Mioveni 2012 | 31 - 19 | Corona Brașov II | Sala Sporturilor Trivale, Pitești Arbitri: Doană, Gociu |
| 11 octombrie 2017 13:00 | Bojan 10           | (14-11) |                  | Sala Sporturilor Trivale, Pitești Arbitri: Doană, Gociu |
| 11 octombrie 2017 13:00 | Cronica            |         |                  | Sala Sporturilor Trivale, Pitești Arbitri: Doană, Gociu |

| 11 octombrie 2017 14:00 | ACS Odorheiu Secuiesc | 31 - 37 | CSU Oradea | Sala Sporturilor, Odorheiu Secuiesc Arbitri: Chiriac, Vlasa |
| 11 octombrie 2017 14:00 |                       | (14-22) | Rudics 15  | Sala Sporturilor, Odorheiu Secuiesc Arbitri: Chiriac, Vlasa |
| 11 octombrie 2017 14:00 | Cronica               |         |            | Sala Sporturilor, Odorheiu Secuiesc Arbitri: Chiriac, Vlasa |

| 11 octombrie 2017 15:00 | SCM Timișoara | 32 - 261) | SC Mureșul Târgu Mureș | Sala Sporturilor „Constantin Jude”, Timișoara Arbitri: Foltic, Pipa |
| 11 octombrie 2017 15:00 | C. Predoi 11  | (16-11)   |                        | Sala Sporturilor „Constantin Jude”, Timișoara Arbitri: Foltic, Pipa |
| 11 octombrie 2017 15:00 | Cronica       |           |                        | Sala Sporturilor „Constantin Jude”, Timișoara Arbitri: Foltic, Pipa |

| 11 octombrie 2017 15:00 | CSU Reșița | 19 - 28 | CS Minaur Baia Mare | Sala Sporturilor, Reșița Asistență: 500 Arbitri: Mârza, Nedelea |
| 11 octombrie 2017 15:00 | Voina 9    | (10-15) | Lipară 8            | Sala Sporturilor, Reșița Asistență: 500 Arbitri: Mârza, Nedelea |
| 11 octombrie 2017 15:00 | 1×         | Cronica | 4×                  | Sala Sporturilor, Reșița Asistență: 500 Arbitri: Mârza, Nedelea |

| 11 octombrie 2017 16:00 | Crișul Chișineu-Criș | 35 - 31 | CSU de Vest Timișoara | Sala Sporturilor Victoria, Arad Arbitri: Gherman, Moldovan |
| 11 octombrie 2017 16:00 | Boldor 11            | (15-17) | Senciuc 7             | Sala Sporturilor Victoria, Arad Arbitri: Gherman, Moldovan |
| 11 octombrie 2017 16:00 | Cronica              |         |                       | Sala Sporturilor Victoria, Arad Arbitri: Gherman, Moldovan |

| 11 octombrie 2017 17:00 | KSE Târgu Secuiesc | 17 - 382) | Național Rm. Vâlcea | Sala Polivalentă, Târgu Secuiesc Arbitri: Moldovan, Stan |
| 11 octombrie 2017 17:00 | (6-21)             |           |                     | Sala Polivalentă, Târgu Secuiesc Arbitri: Moldovan, Stan |
| 11 octombrie 2017 17:00 | Cronica            |           |                     | Sala Polivalentă, Târgu Secuiesc Arbitri: Moldovan, Stan |

| 11 octombrie 2017 17:30 | Olimpic Târgu Mureș | 32 - 25 | FC Argeș Pitești | Sala gimnaziului Liviu Rebreanu, Târgu Mureș Arbitri: Ifrim, Ilisei |
| 11 octombrie 2017 17:30 | Bărăbaș 12          | (14-13) |                  | Sala gimnaziului Liviu Rebreanu, Târgu Mureș Arbitri: Ifrim, Ilisei |
| 11 octombrie 2017 17:30 | Cronica             |         |                  | Sala gimnaziului Liviu Rebreanu, Târgu Mureș Arbitri: Ifrim, Ilisei |

1)SC Mureșul Târgu Mureș s-a retras din campionat după încheierea turului. FRH a anulat rezultatele din meciurile susținute de SC Mureșul Târgu Mureș, iar adversarele din acele meciuri se consideră că au stat.
2)ASCS KSE Târgu Secuiesc s-a retras din campionat după încheierea turului. FRH a anulat rezultatele din meciurile susținute de ASCS KSE Târgu Secuiesc, iar adversarele din acele meciuri se consideră că au stat.

### Etapa a V-a
| 14 octombrie 2017 10:00 | CSU Oradea | 30 - 28 | Olimpic Târgu Mureș | Sala de Jocuri Sportive a Universității, Oradea Arbitri: Durnea, Toacă |
| 14 octombrie 2017 10:00 | Rudics 10  | (19-12) | Bărăbaș 8           | Sala de Jocuri Sportive a Universității, Oradea Arbitri: Durnea, Toacă |
| 14 octombrie 2017 10:00 | 4×         | Cronica | 5×                  | Sala de Jocuri Sportive a Universității, Oradea Arbitri: Durnea, Toacă |

| 14 octombrie 2017 11:00 | Național Rm. Vâlcea | 10 - 01) 41 - 19 | ACS Odorheiu Secuiesc | Sala liceului Energetic, Râmnicu Vâlcea Arbitri: Fugaru, Radu |
| 14 octombrie 2017 11:00 | (24-10)             |                  |                       | Sala liceului Energetic, Râmnicu Vâlcea Arbitri: Fugaru, Radu |
| 14 octombrie 2017 11:00 | Cronica             |                  |                       | Sala liceului Energetic, Râmnicu Vâlcea Arbitri: Fugaru, Radu |

| 14 octombrie 2017 11:00 | CSU de Vest Timișoara | 30 - 28 | Dacia Mioveni 2012 | Sala UVT, Timișoara Arbitri: Gurbina, Stanciu |
| 14 octombrie 2017 11:00 | Cioriciu 9            | (18-12) |                    | Sala UVT, Timișoara Arbitri: Gurbina, Stanciu |
| 14 octombrie 2017 11:00 | Cronica               |         |                    | Sala UVT, Timișoara Arbitri: Gurbina, Stanciu |

| 14 octombrie 2017 11:00 | FC Argeș Pitești | 40 - 34 | Crișul Chișineu-Criș | Sala de Sport a Universității, Pitești Arbitri: Dinu, Dogărescu |
| 14 octombrie 2017 11:00 | (21-19)          |         |                      | Sala de Sport a Universității, Pitești Arbitri: Dinu, Dogărescu |
| 14 octombrie 2017 11:00 | Cronica          |         |                      | Sala de Sport a Universității, Pitești Arbitri: Dinu, Dogărescu |

| 14 octombrie 2017 18:00 | Corona Brașov II | 28 - 272) | SCM Timișoara | Sala Sporturilor „Dumitru Popescu Colibași”, Brașov Arbitri: Nițișor, Stamatoiu |
| 14 octombrie 2017 18:00 | Tîrcă 11         | (15-15)   |               | Sala Sporturilor „Dumitru Popescu Colibași”, Brașov Arbitri: Nițișor, Stamatoiu |
| 14 octombrie 2017 18:00 | Cronica          |           |               | Sala Sporturilor „Dumitru Popescu Colibași”, Brașov Arbitri: Nițișor, Stamatoiu |

| 15 octombrie 2017 17:00 | SC Mureșul Târgu Mureș | 28 - 353) | CSU Reșița | Sala Polivalentă, Târgu Mureș Arbitri: Murariu, Tăbăcariu |
| 15 octombrie 2017 17:00 | Stângu 13              | (12-16)   | Voina 14   | Sala Polivalentă, Târgu Mureș Arbitri: Murariu, Tăbăcariu |
| 15 octombrie 2017 17:00 | Cronica                |           |            | Sala Polivalentă, Târgu Mureș Arbitri: Murariu, Tăbăcariu |

| 17 octombrie 2017 17:00 | CS Minaur Baia Mare | 54 - 144) | KSE Târgu Secuiesc | Sala Sporturilor „Lascăr Pană”, Baia Mare Asistență: 350 Arbitri: Gherman, Horoba |
| 17 octombrie 2017 17:00 | Tecar 11            | (25-7)    | Dobra 5            | Sala Sporturilor „Lascăr Pană”, Baia Mare Asistență: 350 Arbitri: Gherman, Horoba |
| 17 octombrie 2017 17:00 | 2×                  | Cronica   | 1×                 | Sala Sporturilor „Lascăr Pană”, Baia Mare Asistență: 350 Arbitri: Gherman, Horoba |

1) ACS Odorheiu Secuiesc a fost penalizată cu un punct pentru nerespectare cerințe regulament (jucătoare cu dublă legitimare). FRH a decis că ACS Odorheiu Secuiesc va pierde meciul la „masa verde” cu 0-10.
2) În urma adresei depuse de SCM Timișoara în legătură cu meciul ACS Corona Brașov II - SCM Timișoara, Comisia Centrală de Competiții a penalizat ACS Corona Brașov II cu un punct pentru folosirea unei handbaliste fără drept de joc și cu pierderea meciului la „masa verde” cu 0-10.Clubul din Brașov a depus apel și, pe 24 noiembrie 2017, Consiliul de Administrație al FRH a dispus invalidarea hotârârii 
Comisiei Centrale de Competiții și revenirea la situația anterioară aplicării sancțiunii.
3)SC Mureșul Târgu Mureș s-a retras din campionat după încheierea turului. FRH a anulat rezultatele din meciurile susținute de SC Mureșul Târgu Mureș, iar adversarele din acele meciuri se consideră că au stat.
4)ASCS KSE Târgu Secuiesc s-a retras din campionat după încheierea turului. FRH a anulat rezultatele din meciurile susținute de ASCS KSE Târgu Secuiesc, iar adversarele din acele meciuri se consideră că au stat.

### Etapa a VI-a
| 21 octombrie 2017 10:00 | Național Rm. Vâlcea | 22 - 28 | CS Minaur Baia Mare | Sala liceului Energetic, Râmnicu Vâlcea Asistență: 100 Arbitri: Agliceriu, Turdean |
| 21 octombrie 2017 10:00 | Bălăceanu 8         | (12-15) | Andrița 6           | Sala liceului Energetic, Râmnicu Vâlcea Asistență: 100 Arbitri: Agliceriu, Turdean |
| 21 octombrie 2017 10:00 | 3×                  | Cronica | 2×                  | Sala liceului Energetic, Râmnicu Vâlcea Asistență: 100 Arbitri: Agliceriu, Turdean |

| 21 octombrie 2017 11:00 | Dacia Mioveni 2012 | 25 - 23 | FC Argeș Pitești | Sala Sporturilor Trivale, Pitești Arbitri: Harabagiu, Stănescu |
| 21 octombrie 2017 11:00 | Bojan 8            | (10-9)  | F. Popescu 10    | Sala Sporturilor Trivale, Pitești Arbitri: Harabagiu, Stănescu |
| 21 octombrie 2017 11:00 | Cronica            |         |                  | Sala Sporturilor Trivale, Pitești Arbitri: Harabagiu, Stănescu |

| 21 octombrie 2017 14:00 | Crișul Chișineu-Criș | 26 - 26 | CSU Oradea | Sala de Sport a Universității „Aurel Vlaicu”, Arad Arbitri: Cruceru, Rădulescu |
| 21 octombrie 2017 14:00 | Boldor 8             | (13-17) | Petric 8   | Sala de Sport a Universității „Aurel Vlaicu”, Arad Arbitri: Cruceru, Rădulescu |
| 21 octombrie 2017 14:00 | 3×                   | Cronica | 8×         | Sala de Sport a Universității „Aurel Vlaicu”, Arad Arbitri: Cruceru, Rădulescu |

| 21 octombrie 2017 15:00 | CSU Reșița | 26 - 28 | Corona Brașov II | Sala Sporturilor, Reșița Arbitri: Drăgănescu, Eremia |
| 21 octombrie 2017 15:00 | Cristea 9  | (14-14) |                  | Sala Sporturilor, Reșița Arbitri: Drăgănescu, Eremia |
| 21 octombrie 2017 15:00 | Cronica    |         |                  | Sala Sporturilor, Reșița Arbitri: Drăgănescu, Eremia |

| 21 octombrie 2017 17:00 | ACS Odorheiu Secuiesc | 23 - 32 | Olimpic Târgu Mureș | Sala Sporturilor, Odorheiu Secuiesc Arbitri: Ifrim, Olisei |
| 21 octombrie 2017 17:00 | (9-20)                |         |                     | Sala Sporturilor, Odorheiu Secuiesc Arbitri: Ifrim, Olisei |
| 21 octombrie 2017 17:00 | Cronica               |         |                     | Sala Sporturilor, Odorheiu Secuiesc Arbitri: Ifrim, Olisei |

| 21 octombrie 2017 17:00 | KSE Târgu Secuiesc | 27 - 301) | SC Mureșul Târgu Mureș | Sala Polivalentă, Târgu Secuiesc Arbitri: Botezatu, Constantin |
| 21 octombrie 2017 17:00 | (7-12)             |           |                        | Sala Polivalentă, Târgu Secuiesc Arbitri: Botezatu, Constantin |
| 21 octombrie 2017 17:00 | Cronica            |           |                        | Sala Polivalentă, Târgu Secuiesc Arbitri: Botezatu, Constantin |

| 21 octombrie 2017 00:00 | SCM Timișoara | 31 - 19 | CSU de Vest Timișoara | Sala Sporturilor „Constantin Jude”, Timișoara Arbitri: Gorina, Melencu |
| 21 octombrie 2017 00:00 | D. Predoi 8   | (15-11) | Puta 6                | Sala Sporturilor „Constantin Jude”, Timișoara Arbitri: Gorina, Melencu |
| 21 octombrie 2017 00:00 |               | Cronica | 1×                    | Sala Sporturilor „Constantin Jude”, Timișoara Arbitri: Gorina, Melencu |

1)ASCS KSE Târgu Secuiesc și SC Mureșul Târgu Mureș s-au retras din campionat după încheierea turului. FRH a anulat rezultatele din meciurile susținute de ASCS KSE Târgu Secuiesc și SC Mureșul Târgu Mureș, iar adversarele din acele meciuri se consideră că au stat.

### Etapa a VII-a
| 26 octombrie 2017 19:00 | Corona Brașov II | 40 - 172) | KSE Târgu Secuiesc | Sala Sporturilor „Dumitru Popescu Colibași”, Brașov Arbitri: Ivanciu, Nedelcu |
| 26 octombrie 2017 19:00 | Lopătaru 8       | (19-8)    |                    | Sala Sporturilor „Dumitru Popescu Colibași”, Brașov Arbitri: Ivanciu, Nedelcu |
| 26 octombrie 2017 19:00 | Cronica          |           |                    | Sala Sporturilor „Dumitru Popescu Colibași”, Brașov Arbitri: Ivanciu, Nedelcu |

| 27 octombrie 2017 17:00 | CS Minaur Baia Mare | 10 - 01) 44 - 9 | ACS Odorheiu Secuiesc | Sala Sporturilor „Lascăr Pană”, Baia Mare Arbitri: Beldiman, Moldoveanu |
| 27 octombrie 2017 17:00 | Biriș 6             | (24-9)          |                       | Sala Sporturilor „Lascăr Pană”, Baia Mare Arbitri: Beldiman, Moldoveanu |
| 27 octombrie 2017 17:00 | 2×                  | Cronica         | 1×                    | Sala Sporturilor „Lascăr Pană”, Baia Mare Arbitri: Beldiman, Moldoveanu |

| 28 octombrie 2017 11:00 | FC Argeș Pitești | 27 - 35 | SCM Timișoara | Sala de Sport a Universității, Pitești Arbitri: Nițișor, Stamatoiu |
| 28 octombrie 2017 11:00 | (12-19)          |         |               | Sala de Sport a Universității, Pitești Arbitri: Nițișor, Stamatoiu |
| 28 octombrie 2017 11:00 | Cronica          |         |               | Sala de Sport a Universității, Pitești Arbitri: Nițișor, Stamatoiu |

| 28 octombrie 2017 11:00 | CSU Oradea | 26 - 22 | Dacia Mioveni 2012 | Sala de Jocuri Sportive a Universității, Oradea Arbitri: Badiu, Barbu |
| 28 octombrie 2017 11:00 | Rudics 7   | (12-10) | Bojan 7            | Sala de Jocuri Sportive a Universității, Oradea Arbitri: Badiu, Barbu |
| 28 octombrie 2017 11:00 | 5×         | Cronica | 4×                 | Sala de Jocuri Sportive a Universității, Oradea Arbitri: Badiu, Barbu |

| 28 octombrie 2017 15:00 | SC Mureșul Târgu Mureș | 31 - 353) | Național Rm. Vâlcea | Sala de Sport a gimnaziului „Serafim Duicu”, Târgu Mureș Arbitri: Mârza, Nedelea |
| 28 octombrie 2017 15:00 | Stângu 18              | (12-17)   |                     | Sala de Sport a gimnaziului „Serafim Duicu”, Târgu Mureș Arbitri: Mârza, Nedelea |
| 28 octombrie 2017 15:00 | Cronica                |           |                     | Sala de Sport a gimnaziului „Serafim Duicu”, Târgu Mureș Arbitri: Mârza, Nedelea |

| 28 octombrie 2017 17:00 | Olimpic Târgu Mureș | 35 - 29 | Crișul Chișineu-Criș | Sala gimnaziului Liviu Rebreanu, Târgu Mureș Arbitri: Constantin, Gal |
| 28 octombrie 2017 17:00 | Bărăbaș 11          | (16-15) |                      | Sala gimnaziului Liviu Rebreanu, Târgu Mureș Arbitri: Constantin, Gal |
| 28 octombrie 2017 17:00 | Cronica             |         |                      | Sala gimnaziului Liviu Rebreanu, Târgu Mureș Arbitri: Constantin, Gal |

| 28 octombrie 2017 00:00 | CSU de Vest Timișoara | 23 - 27 | CSU Reșița | Sala Banu Sport, Timișoara Arbitri: Cruceru, Rădulescu |
| 28 octombrie 2017 00:00 | (11-10)               |         |            | Sala Banu Sport, Timișoara Arbitri: Cruceru, Rădulescu |
| 28 octombrie 2017 00:00 | Cronica               |         |            | Sala Banu Sport, Timișoara Arbitri: Cruceru, Rădulescu |

1) ACS Odorheiu Secuiesc a fost penalizată cu un punct pentru nerespectare cerințe regulament (jucătoare cu dublă legitimare). FRH a decis că ACS Odorheiu Secuiesc va pierde meciul la „masa verde” cu 0-10.
2)ASCS KSE Târgu Secuiesc s-a retras din campionat după încheierea turului. FRH a anulat rezultatele din meciurile susținute de ASCS KSE Târgu Secuiesc, iar adversarele din acele meciuri se consideră că au stat.
3)SC Mureșul Târgu Mureș s-a retras din campionat după încheierea turului. FRH a anulat rezultatele din meciurile susținute de SC Mureșul Târgu Mureș, iar adversarele din acele meciuri se consideră că au stat.

### Etapa a VIII-a
| 3 noiembrie 2017 12:00 | Național Rm. Vâlcea | 30 - 31 | Corona Brașov II | Sala liceului Energetic, Râmnicu Vâlcea Arbitri: Marii, Tache |
| 3 noiembrie 2017 12:00 |                     | (14-15) | Tîrcă 10         | Sala liceului Energetic, Râmnicu Vâlcea Arbitri: Marii, Tache |
| 3 noiembrie 2017 12:00 | Cronica             |         |                  | Sala liceului Energetic, Râmnicu Vâlcea Arbitri: Marii, Tache |

| 4 noiembrie 2017 12:30 | KSE Târgu Secuiesc | 22 - 322) | CSU de Vest Timișoara | Sala Polivalentă, Târgu Secuiesc Arbitri: Agliceriu, Turdean |
| 4 noiembrie 2017 12:30 | (10-21)            |           |                       | Sala Polivalentă, Târgu Secuiesc Arbitri: Agliceriu, Turdean |
| 4 noiembrie 2017 12:30 | Cronica            |           |                       | Sala Polivalentă, Târgu Secuiesc Arbitri: Agliceriu, Turdean |

| 4 noiembrie 2017 13:00 | SCM Timișoara | 36 - 21 | CSU Oradea | Sala Sporturilor „Constantin Jude”, Timișoara Arbitri: Ciati, Lupu |
| 4 noiembrie 2017 13:00 | (19-10)       |         |            | Sala Sporturilor „Constantin Jude”, Timișoara Arbitri: Ciati, Lupu |
| 4 noiembrie 2017 13:00 | Cronica       |         |            | Sala Sporturilor „Constantin Jude”, Timișoara Arbitri: Ciati, Lupu |

| 4 noiembrie 2017 13:30 | ACS Odorheiu Secuiesc | 22 - 41 | Crișul Chișineu-Criș | Sala Sporturilor, Odorheiu Secuiesc Arbitri: Dinu, Dogărescu |
| 4 noiembrie 2017 13:30 | Lukacs 5              | (10-19) | Boldor 7             | Sala Sporturilor, Odorheiu Secuiesc Arbitri: Dinu, Dogărescu |
| 4 noiembrie 2017 13:30 | Cronica               |         |                      | Sala Sporturilor, Odorheiu Secuiesc Arbitri: Dinu, Dogărescu |

| 4 noiembrie 2017 14:00 | Dacia Mioveni 2012 | 28 - 24 | Olimpic Târgu Mureș | Sala Sporturilor Trivale, Pitești Arbitri: Mihai, Petre |
| 4 noiembrie 2017 14:00 |                    | (15-14) | Bărăbaș 8           | Sala Sporturilor Trivale, Pitești Arbitri: Mihai, Petre |
| 4 noiembrie 2017 14:00 | Cronica            |         |                     | Sala Sporturilor Trivale, Pitești Arbitri: Mihai, Petre |

| 4 noiembrie 2017 15:00 | CSU Reșița | 28 - 21 | FC Argeș Pitești | Sala Sporturilor, Reșița Arbitri: Beldiman, Moldoveanu |
| 4 noiembrie 2017 15:00 | Cronica    |         |                  | Sala Sporturilor, Reșița Arbitri: Beldiman, Moldoveanu |
| 4 noiembrie 2017 15:00 |            |         |                  | Sala Sporturilor, Reșița Arbitri: Beldiman, Moldoveanu |

| 4 noiembrie 2017 00:00 | CS Minaur Baia Mare | 10 - 01)3) | SC Mureșul Târgu Mureș | Sala Sporturilor „Lascăr Pană”, Baia Mare |
| 4 noiembrie 2017 00:00 | (0-0)               |            |                        | Sala Sporturilor „Lascăr Pană”, Baia Mare |
| 4 noiembrie 2017 00:00 | Cronica             |            |                        | Sala Sporturilor „Lascăr Pană”, Baia Mare |

1) SC Mureșul Târgu Mureș nu s-a prezentat la meci iar CS Minaur Baia Mare a câștigat la „masa verde” cu 10-0. FRH a decis că SC Mureșul Târgu Mureș va fi penalizată cu 3 puncte pentru neprezentare.
2)ASCS KSE Târgu Secuiesc s-a retras din campionat după încheierea turului. FRH a anulat rezultatele din meciurile susținute de ASCS KSE Târgu Secuiesc, iar adversarele din acele meciuri se consideră că au stat.
3)SC Mureșul Târgu Mureș s-a retras din campionat după încheierea turului. FRH a anulat rezultatele din meciurile susținute de SC Mureșul Târgu Mureș, iar adversarele din acele meciuri se consideră că au stat.

### Etapa a IX-a
| 9 noiembrie 2017 16:00 | Corona Brașov II | 24 - 30 | CS Minaur Baia Mare | Sala Sporturilor „Dumitru Popescu Colibași”, Brașov Arbitri: Ifrim, Ilisei |
| 9 noiembrie 2017 16:00 | Tîrcă 9          | (11-14) | Tecar 7             | Sala Sporturilor „Dumitru Popescu Colibași”, Brașov Arbitri: Ifrim, Ilisei |
| 9 noiembrie 2017 16:00 | 1×               | Cronica | 5×                  | Sala Sporturilor „Dumitru Popescu Colibași”, Brașov Arbitri: Ifrim, Ilisei |

| 11 noiembrie 2017 10:00 | CSU Oradea | 28 - 25 | CSU Reșița | Sala de Jocuri Sportive a Universității, Oradea Arbitri: Durnea, Toacă |
| 11 noiembrie 2017 10:00 | Petric 7   | (15-8)  | Voina 7    | Sala de Jocuri Sportive a Universității, Oradea Arbitri: Durnea, Toacă |
| 11 noiembrie 2017 10:00 | 3×         | Cronica | 1×         | Sala de Jocuri Sportive a Universității, Oradea Arbitri: Durnea, Toacă |

| 11 noiembrie 2017 11:00 | CSU de Vest Timișoara | 32 - 35 | Național Rm. Vâlcea | Sala UVT, Timișoara Arbitri: Moldoveanu, Beldiman |
| 11 noiembrie 2017 11:00 | (16-14)               |         |                     | Sala UVT, Timișoara Arbitri: Moldoveanu, Beldiman |
| 11 noiembrie 2017 11:00 | Cronica               |         |                     | Sala UVT, Timișoara Arbitri: Moldoveanu, Beldiman |

| 11 noiembrie 2017 11:00 | Olimpic Târgu Mureș | 27 - 38 | SCM Timișoara | Sala gimnaziului Liviu Rebreanu, Târgu Mureș Arbitri: Ciobea, Dordea |
| 11 noiembrie 2017 11:00 | Târșoagă 10         | (11-19) |               | Sala gimnaziului Liviu Rebreanu, Târgu Mureș Arbitri: Ciobea, Dordea |
| 11 noiembrie 2017 11:00 | Cronica             |         |               | Sala gimnaziului Liviu Rebreanu, Târgu Mureș Arbitri: Ciobea, Dordea |

| 11 noiembrie 2017 12:00 | Crișul Chișineu-Criș | 24 - 27 | Dacia Mioveni 2012 | Sala Sporturilor Victoria, Arad Arbitri: Gherman, Moldovean |
| 11 noiembrie 2017 12:00 | Boldor 12            | (15-14) |                    | Sala Sporturilor Victoria, Arad Arbitri: Gherman, Moldovean |
| 11 noiembrie 2017 12:00 | Cronica              |         |                    | Sala Sporturilor Victoria, Arad Arbitri: Gherman, Moldovean |

| 11 noiembrie 2017 13:00 | FC Argeș Pitești | 41 - 232) | KSE Târgu Secuiesc | Sala Sporturilor Trivale, Pitești Arbitri: Samson, Trandafirescu |
| 11 noiembrie 2017 13:00 | (19-10)          |           |                    | Sala Sporturilor Trivale, Pitești Arbitri: Samson, Trandafirescu |
| 11 noiembrie 2017 13:00 | Cronica          |           |                    | Sala Sporturilor Trivale, Pitești Arbitri: Samson, Trandafirescu |

| 11 noiembrie 2017 14:00 | SC Mureșul Târgu Mureș | 10 - 01)3) 41 - 37 | ACS Odorheiu Secuiesc | Sala de Sport a gimnaziului „Serafim Duicu”, Târgu Mureș Arbitri: Tătaru, Văcariu |
| 11 noiembrie 2017 14:00 | (25-15)                |                    |                       | Sala de Sport a gimnaziului „Serafim Duicu”, Târgu Mureș Arbitri: Tătaru, Văcariu |
| 11 noiembrie 2017 14:00 | Cronica                |                    |                       | Sala de Sport a gimnaziului „Serafim Duicu”, Târgu Mureș Arbitri: Tătaru, Văcariu |

1) ACS Odorheiu Secuiesc a fost penalizată cu un punct pentru nerespectare cerințe regulament (jucătoare cu dublă legitimare). FRH a decis că ACS Odorheiu Secuiesc va pierde meciul la „masa verde” cu 0-10.
2)ASCS KSE Târgu Secuiesc s-a retras din campionat după încheierea turului. FRH a anulat rezultatele din meciurile susținute de ASCS KSE Târgu Secuiesc, iar adversarele din acele meciuri se consideră că au stat.
3)SC Mureșul Târgu Mureș s-a retras din campionat după încheierea turului. FRH a anulat rezultatele din meciurile susținute de SC Mureșul Târgu Mureș, iar adversarele din acele meciuri se consideră că au stat.

### Etapa a X-a
| 13 noiembrie 2017 16:00 | Național Rm. Vâlcea | 26 - 28 | FC Argeș Pitești | Sala liceului Energetic, Râmnicu Vâlcea Arbitri: Dinu, Dogărescu |
| 13 noiembrie 2017 16:00 | (12-13)             |         |                  | Sala liceului Energetic, Râmnicu Vâlcea Arbitri: Dinu, Dogărescu |
| 13 noiembrie 2017 16:00 | Cronica             |         |                  | Sala liceului Energetic, Râmnicu Vâlcea Arbitri: Dinu, Dogărescu |

| 15 noiembrie 2017 14:00 | KSE Târgu Secuiesc | 27 - 352) | CSU Oradea | Sala Polivalentă, Târgu Secuiesc Arbitri: Balate, Szabo |
| 15 noiembrie 2017 14:00 |                    | (10-16)   | Rudics 7   | Sala Polivalentă, Târgu Secuiesc Arbitri: Balate, Szabo |
| 15 noiembrie 2017 14:00 | Cronica            |           |            | Sala Polivalentă, Târgu Secuiesc Arbitri: Balate, Szabo |

| 15 noiembrie 2017 15:00 | ACS Odorheiu Secuiesc | 0 - 101) 22 - 31 | Dacia Mioveni 2012 | Sala Sporturilor, Odorheiu Secuiesc Arbitri: Nacu, Rucoi |
| 15 noiembrie 2017 15:00 | (9-12)                |                  |                    | Sala Sporturilor, Odorheiu Secuiesc Arbitri: Nacu, Rucoi |
| 15 noiembrie 2017 15:00 | Cronica               |                  |                    | Sala Sporturilor, Odorheiu Secuiesc Arbitri: Nacu, Rucoi |

| 15 noiembrie 2017 15:00 | SCM Timișoara | 40 - 30 | Crișul Chișineu-Criș | Sala Sporturilor „Constantin Jude”, Timișoara Arbitri: Dosa, Ianu |
| 15 noiembrie 2017 15:00 |               | (16-12) | Boldor 12            | Sala Sporturilor „Constantin Jude”, Timișoara Arbitri: Dosa, Ianu |
| 15 noiembrie 2017 15:00 | Cronica       |         |                      | Sala Sporturilor „Constantin Jude”, Timișoara Arbitri: Dosa, Ianu |

| 15 noiembrie 2017 15:00 | CSU Reșița  | 30 - 23 | Olimpic Târgu Mureș | Sala Sporturilor, Reșița Arbitri: Cruceru, Rădulescu |
| 15 noiembrie 2017 15:00 | Vezentan 10 | (14-12) |                     | Sala Sporturilor, Reșița Arbitri: Cruceru, Rădulescu |
| 15 noiembrie 2017 15:00 | Cronica     |         |                     | Sala Sporturilor, Reșița Arbitri: Cruceru, Rădulescu |

| 15 noiembrie 2017 15:00 | SC Mureșul Târgu Mureș | 29 - 283) | Corona Brașov II | Sala de Sport a gimnaziului „Serafim Duicu”, Târgu Mureș Arbitri: Gherman, Moldovan |
| 15 noiembrie 2017 15:00 | Stângu 11              | (14-19)   |                  | Sala de Sport a gimnaziului „Serafim Duicu”, Târgu Mureș Arbitri: Gherman, Moldovan |
| 15 noiembrie 2017 15:00 | Cronica                |           |                  | Sala de Sport a gimnaziului „Serafim Duicu”, Târgu Mureș Arbitri: Gherman, Moldovan |

| 15 noiembrie 2017 16:00 | CS Minaur Baia Mare | 41 - 15 | CSU de Vest Timișoara | Sala Sporturilor „Lascăr Pană”, Baia Mare Arbitri: Beldiman, Moldoveanu |
| 15 noiembrie 2017 16:00 | Tecar 7             | (23-10) |                       | Sala Sporturilor „Lascăr Pană”, Baia Mare Arbitri: Beldiman, Moldoveanu |
| 15 noiembrie 2017 16:00 | 3×                  | Cronica | 1×                    | Sala Sporturilor „Lascăr Pană”, Baia Mare Arbitri: Beldiman, Moldoveanu |

1) ACS Odorheiu Secuiesc a fost penalizată cu un punct pentru nerespectare cerințe regulament (jucătoare cu dublă legitimare). FRH a decis că ACS Odorheiu Secuiesc va pierde meciul la „masa verde” cu 0-10.
2)ASCS KSE Târgu Secuiesc s-a retras din campionat după încheierea turului. FRH a anulat rezultatele din meciurile susținute de ASCS KSE Târgu Secuiesc, iar adversarele din acele meciuri se consideră că au stat.
3)SC Mureșul Târgu Mureș s-a retras din campionat după încheierea turului. FRH a anulat rezultatele din meciurile susținute de SC Mureșul Târgu Mureș, iar adversarele din acele meciuri se consideră că au stat.

### Etapa a XI-a
| 18 noiembrie 2017 9:30 | CSU Oradea | 27 - 22 | Național Rm. Vâlcea | Sala de Jocuri Sportive a Universității, Oradea Arbitri: Gurbina, Stanciu |
| 18 noiembrie 2017 9:30 | Rudics 11  | (16-10) | Moroianu 8          | Sala de Jocuri Sportive a Universității, Oradea Arbitri: Gurbina, Stanciu |
| 18 noiembrie 2017 9:30 | 2×         | Cronica | 1×                  | Sala de Jocuri Sportive a Universității, Oradea Arbitri: Gurbina, Stanciu |

| 18 noiembrie 2017 10:00 | Dacia Mioveni 2012 | 25 - 27 | SCM Timișoara | Sala Sporturilor Trivale, Pitești Arbitri: Eremia, Drăgănescu |
| 18 noiembrie 2017 10:00 | (11-15)            |         |               | Sala Sporturilor Trivale, Pitești Arbitri: Eremia, Drăgănescu |
| 18 noiembrie 2017 10:00 | Cronica            |         |               | Sala Sporturilor Trivale, Pitești Arbitri: Eremia, Drăgănescu |

| 18 noiembrie 2017 11:00 | CSU de Vest Timișoara | 38 - 332) | SC Mureșul Târgu Mureș | Sala UVT, Timișoara Arbitri: Cruceru, Rădulescu |
| 18 noiembrie 2017 11:00 | (20-14)               |           |                        | Sala UVT, Timișoara Arbitri: Cruceru, Rădulescu |
| 18 noiembrie 2017 11:00 | Cronica               |           |                        | Sala UVT, Timișoara Arbitri: Cruceru, Rădulescu |

| 18 noiembrie 2017 12:00 | FC Argeș Pitești | 26 - 34 | CS Minaur Baia Mare | Sala de Sport a Universității, Pitești Arbitri: Gorina, Melencu |
| 18 noiembrie 2017 12:00 | Obedeanu 7       | (10-15) | Zaremba 5           | Sala de Sport a Universității, Pitești Arbitri: Gorina, Melencu |
| 18 noiembrie 2017 12:00 | 6×               | Cronica | 3×                  | Sala de Sport a Universității, Pitești Arbitri: Gorina, Melencu |

| 18 noiembrie 2017 16:00 | Crișul Chișineu-Criș | 21 - 25 | CSU Reșița | Sala de Sport a Universității „Aurel Vlaicu”, Arad Arbitri: Tătaru, Văcariu |
| 18 noiembrie 2017 16:00 | Boldor 6             | (12-14) | Vezentan 7 | Sala de Sport a Universității „Aurel Vlaicu”, Arad Arbitri: Tătaru, Văcariu |
| 18 noiembrie 2017 16:00 | Cronica              |         |            | Sala de Sport a Universității „Aurel Vlaicu”, Arad Arbitri: Tătaru, Văcariu |

| 21 noiembrie 2017 15:00 | Corona Brașov II | 10 - 01) 47 - 29 | ACS Odorheiu Secuiesc | Sala Sporturilor „Dumitru Popescu Colibași”, Brașov Arbitri: Dumitru, Gheorghiu |
| 21 noiembrie 2017 15:00 | Căprar 9         | (28-13)          |                       | Sala Sporturilor „Dumitru Popescu Colibași”, Brașov Arbitri: Dumitru, Gheorghiu |
| 21 noiembrie 2017 15:00 | Cronica          |                  |                       | Sala Sporturilor „Dumitru Popescu Colibași”, Brașov Arbitri: Dumitru, Gheorghiu |

| 25 noiembrie 2017 14:00 | Olimpic Târgu Mureș   | 39 - 273) | KSE Târgu Secuiesc | Sala gimnaziului Liviu Rebreanu, Târgu Mureș Arbitri: Biriș, Coroban |
| 25 noiembrie 2017 14:00 | Munteanu, Târșoagă 10 | (17-12)   | Matis 13           | Sala gimnaziului Liviu Rebreanu, Târgu Mureș Arbitri: Biriș, Coroban |
| 25 noiembrie 2017 14:00 | Cronica               |           |                    | Sala gimnaziului Liviu Rebreanu, Târgu Mureș Arbitri: Biriș, Coroban |

1) ACS Odorheiu Secuiesc a fost penalizată cu un punct pentru nerespectare cerințe regulament (jucătoare cu dublă legitimare). FRH a decis că ACS Odorheiu Secuiesc va pierde meciul la „masa verde” cu 0-10.
2)SC Mureșul Târgu Mureș s-a retras din campionat după încheierea turului. FRH a anulat rezultatele din meciurile susținute de SC Mureșul Târgu Mureș, iar adversarele din acele meciuri se consideră că au stat.
3)ASCS KSE Târgu Secuiesc s-a retras din campionat după încheierea turului. FRH a anulat rezultatele din meciurile susținute de ASCS KSE Târgu Secuiesc, iar adversarele din acele meciuri se consideră că au stat.

### Etapa a XII-a
| 24 noiembrie 2017 14:00 | Corona Brașov II | 41 - 30 | CSU de Vest Timișoara | Sala Sporturilor „Dumitru Popescu Colibași”, Brașov Arbitri: Dinu, Dogărescu |
| 24 noiembrie 2017 14:00 | Tîrcă 11         | (17-14) |                       | Sala Sporturilor „Dumitru Popescu Colibași”, Brașov Arbitri: Dinu, Dogărescu |
| 24 noiembrie 2017 14:00 | Cronica          |         |                       | Sala Sporturilor „Dumitru Popescu Colibași”, Brașov Arbitri: Dinu, Dogărescu |

| 26 noiembrie 2017 11:00 | SC Mureșul Târgu Mureș | 29 - 392) | FC Argeș Pitești | Sala de Sport a gimnaziului „Serafim Duicu”, Târgu Mureș Arbitri: Mârza, Nedelea |
| 26 noiembrie 2017 11:00 | Bucin 12               | (11-18)   |                  | Sala de Sport a gimnaziului „Serafim Duicu”, Târgu Mureș Arbitri: Mârza, Nedelea |
| 26 noiembrie 2017 11:00 | Cronica                |           |                  | Sala de Sport a gimnaziului „Serafim Duicu”, Târgu Mureș Arbitri: Mârza, Nedelea |

| 26 noiembrie 2017 12:00 | CSU Reșița | 19 - 21 | Dacia Mioveni 2012 | Sala Sporturilor, Reșița Arbitri: Gorina, Melencu |
| 26 noiembrie 2017 12:00 | Cristea 8  | (11-11) |                    | Sala Sporturilor, Reșița Arbitri: Gorina, Melencu |
| 26 noiembrie 2017 12:00 | Cronica    |         |                    | Sala Sporturilor, Reșița Arbitri: Gorina, Melencu |

| 26 noiembrie 2017 14:00 | CS Minaur Baia Mare | 30 - 15 | CSU Oradea     | Sala Sporturilor „Lascăr Pană”, Baia Mare Asistență: 300 Arbitri: Pavel, Pentea |
| 26 noiembrie 2017 14:00 | Tecar 7             | (12-8)  | Diniș-Vârtic 7 | Sala Sporturilor „Lascăr Pană”, Baia Mare Asistență: 300 Arbitri: Pavel, Pentea |
| 26 noiembrie 2017 14:00 | 2×                  | Cronica |                | Sala Sporturilor „Lascăr Pană”, Baia Mare Asistență: 300 Arbitri: Pavel, Pentea |

| 27 noiembrie 2017 16:00 | ACS Odorheiu Secuiesc | 0 - 101) 27 - 39 | SCM Timișoara | Sala Sporturilor, Odorheiu Secuiesc Arbitri: Agliceriu, Turdean |
| 27 noiembrie 2017 16:00 | (12-22)               |                  |               | Sala Sporturilor, Odorheiu Secuiesc Arbitri: Agliceriu, Turdean |
| 27 noiembrie 2017 16:00 | Cronica               |                  |               | Sala Sporturilor, Odorheiu Secuiesc Arbitri: Agliceriu, Turdean |

| 26 noiembrie 2017 17:00 | Național Rm. Vâlcea | 28 - 29 | Olimpic Târgu Mureș | Sala liceului Energetic, Râmnicu Vâlcea Arbitri: Ionică, Mărgărit |
| 26 noiembrie 2017 17:00 |                     | (15-13) | Bărăbaș 15          | Sala liceului Energetic, Râmnicu Vâlcea Arbitri: Ionică, Mărgărit |
| 26 noiembrie 2017 17:00 | Cronica             |         |                     | Sala liceului Energetic, Râmnicu Vâlcea Arbitri: Ionică, Mărgărit |

| 27 noiembrie 2017 17:00 | KSE Târgu Secuiesc | 29 - 302) | Crișul Chișineu-Criș | Sala Polivalentă, Târgu Secuiesc Arbitri: Gherman, Horoba |
| 27 noiembrie 2017 17:00 |                    | (9-15)    | Cherecheș 6          | Sala Polivalentă, Târgu Secuiesc Arbitri: Gherman, Horoba |
| 27 noiembrie 2017 17:00 | Cronica            |           |                      | Sala Polivalentă, Târgu Secuiesc Arbitri: Gherman, Horoba |

1) ACS Odorheiu Secuiesc a fost penalizată cu un punct pentru nerespectare cerințe regulament (jucătoare cu dublă legitimare). FRH a decis că ACS Odorheiu Secuiesc va pierde meciul la „masa verde” cu 0-10.
2)SC Mureșul Târgu Mureș s-a retras din campionat după încheierea turului. FRH a anulat rezultatele din meciurile susținute de SC Mureșul Târgu Mureș, iar adversarele din acele meciuri se consideră că au stat.
3)ASCS KSE Târgu Secuiesc s-a retras din campionat după încheierea turului. FRH a anulat rezultatele din meciurile susținute de ASCS KSE Târgu Secuiesc, iar adversarele din acele meciuri se consideră că au stat.

### Etapa a XIII-a
| 9 decembrie 2017 13:00 | Dacia Mioveni 2012 | 44 - 181) | KSE Târgu Secuiesc | Sala Sporturilor Trivale, Pitești Arbitri: Marii, Tache |
| 9 decembrie 2017 13:00 | (23-11)            |           |                    | Sala Sporturilor Trivale, Pitești Arbitri: Marii, Tache |
| 9 decembrie 2017 13:00 | Cronica            |           |                    | Sala Sporturilor Trivale, Pitești Arbitri: Marii, Tache |

| 11 decembrie 2017 14:00 | CSU de Vest Timișoara | 39 - 25 | ACS Odorheiu Secuiesc | Sala Banu Sport, Timișoara Arbitri: Foltic, Pipa |
| 11 decembrie 2017 14:00 | (17-11)               |         |                       | Sala Banu Sport, Timișoara Arbitri: Foltic, Pipa |
| 11 decembrie 2017 14:00 | Cronica               |         |                       | Sala Banu Sport, Timișoara Arbitri: Foltic, Pipa |

| 17 decembrie 2017 16:00 | Olimpic Târgu Mureș | 31 - 36 | CS Minaur Baia Mare | Sala gimnaziului Liviu Rebreanu, Târgu Mureș Asistență: 120 Arbitri: Florescu, Stoia |
| 17 decembrie 2017 16:00 | Bărăbaș 14          | (17-17) | Andrița 8           | Sala gimnaziului Liviu Rebreanu, Târgu Mureș Asistență: 120 Arbitri: Florescu, Stoia |
| 17 decembrie 2017 16:00 | Cronica             |         |                     | Sala gimnaziului Liviu Rebreanu, Târgu Mureș Asistență: 120 Arbitri: Florescu, Stoia |

| 18 decembrie 2017 14:00 | FC Argeș Pitești | 35 - 40 | Corona Brașov II | Sala Sporturilor Trivale, Pitești Arbitri: Dinu, Dogărescu |
| 18 decembrie 2017 14:00 |                  | (15-19) | Tîrcă 10         | Sala Sporturilor Trivale, Pitești Arbitri: Dinu, Dogărescu |
| 18 decembrie 2017 14:00 | Cronica          |         |                  | Sala Sporturilor Trivale, Pitești Arbitri: Dinu, Dogărescu |

| 18 decembrie 2017 14:00 | CSU Oradea | 30 - 262) | SC Mureșul Târgu Mureș | Sala de Jocuri Sportive a Universității, Oradea Arbitri: Gherman, Moldovan |
| 18 decembrie 2017 14:00 | Rudics 13  | (16-16)   |                        | Sala de Jocuri Sportive a Universității, Oradea Arbitri: Gherman, Moldovan |
| 18 decembrie 2017 14:00 | Cronica    |           |                        | Sala de Jocuri Sportive a Universității, Oradea Arbitri: Gherman, Moldovan |

| 18 decembrie 2017 15:00 | SCM Timișoara | 34 - 21 | CSU Reșița | Sala Sporturilor „Constantin Jude”, Timișoara Arbitri: Beldiman, Moldoveanu |
| 18 decembrie 2017 15:00 | Manda 8       | (16-11) | Baldovin 6 | Sala Sporturilor „Constantin Jude”, Timișoara Arbitri: Beldiman, Moldoveanu |
| 18 decembrie 2017 15:00 | 5× 2×         | Cronica | 3× 3×      | Sala Sporturilor „Constantin Jude”, Timișoara Arbitri: Beldiman, Moldoveanu |

| 20 decembrie 2017 14:00 | Crișul Chișineu-Criș | 31 - 27 | Național Rm. Vâlcea | Sala Sporturilor Victoria, Arad Arbitri: Gurbina, Stanciu |
| 20 decembrie 2017 14:00 | Puț 8                | (13-11) | Neacșu 5            | Sala Sporturilor Victoria, Arad Arbitri: Gurbina, Stanciu |
| 20 decembrie 2017 14:00 | Cronica              |         |                     | Sala Sporturilor Victoria, Arad Arbitri: Gurbina, Stanciu |

1)ASCS KSE Târgu Secuiesc s-a retras din campionat după încheierea turului. FRH a anulat rezultatele din meciurile susținute de ASCS KSE Târgu Secuiesc, iar adversarele din acele meciuri se consideră că au stat.
2)SC Mureșul Târgu Mureș s-a retras din campionat după încheierea turului. FRH a anulat rezultatele din meciurile susținute de SC Mureșul Târgu Mureș, iar adversarele din acele meciuri se consideră că au stat.

### Clasamentul la finalul turului
Valabil la finalul turului, pe 21 decembrie 2017
ASCS KSE Târgu Secuiesc și SC Mureșul Târgu Mureș s-au retras din campionat după încheierea turului. FRH a anulat rezultatele din meciurile susținute de cele două echipe, iar adversarele din acele meciuri se consideră că au stat.
Clasament valabil înainte de anularea rezultatelor din meciurile susținute de ASCS KSE Târgu Secuiesc și SC Mureșul Târgu Mureș.
| Poz. | Echipa                          | J  | V  | E | Î  | GM  | GP  | DG    | P   |
| ---- | ------------------------------- | -- | -- | - | -- | --- | --- | ----- | --- |
| 1    | CS Minaur Baia Mare             | 13 | 13 | 0 | 0  | 402 | 232 | + 170 | 39  |
| 2    | SCM Timișoara                   | 13 | 11 | 0 | 2  | 414 | 308 | + 106 | 33  |
| 3    | ACS Corona Brașov II7)          | 13 | 9  | 1 | 3  | 381 | 324 | + 57  | 28  |
| 4    | CS Dacia Mioveni 2012           | 13 | 8  | 0 | 5  | 327 | 287 | + 40  | 24  |
| 5    | CS Universitar Oradea           | 13 | 7  | 2 | 4  | 342 | 359 | – 17  | 23  |
| 6    | CS Universitatea Reșița         | 13 | 7  | 0 | 6  | 348 | 318 | + 30  | 21  |
| 7    | FC Argeș Pitești                | 13 | 6  | 1 | 6  | 404 | 397 | + 7   | 19  |
| 8    | Național Râmnicu Vâlcea         | 13 | 6  | 0 | 7  | 352 | 334 | + 18  | 18  |
| 9    | CSU de Vest Timișoara           | 13 | 6  | 0 | 7  | 382 | 409 | – 27  | 18  |
| 10   | ACS Olimpic Târgu Mureș         | 13 | 5  | 1 | 7  | 381 | 386 | – 3   | 16  |
| 11   | ACS Crișul Chișineu-Criș        | 13 | 5  | 1 | 7  | 367 | 398 | – 31  | 16  |
| 12   | SC Mureșul Târgu Mureș1)        | 13 | 4  | 0 | 9  | 315 | 345 | – 30  | 9   |
| 13   | ASCS KSE Târgu Secuiesc         | 13 | 1  | 0 | 12 | 295 | 480 | – 185 | 3   |
| 14   | ACS Odorheiu Secuiesc2)3)4)5)6) | 13 | 0  | 0 | 13 | 166 | 299 | – 133 | – 5 |

1) SC Mureșul Târgu Mureș a fost penalizată cu 3 punct pentru neprezentare.
2) ACS Odorheiu Secuiesc a fost penalizată cu un punct pentru nerespectare cerințe regulament (jucătoare cu dublă legitimare).
3) ACS Odorheiu Secuiesc a fost penalizată cu un punct pentru nerespectare cerințe regulament (jucătoare cu dublă legitimare).
4) ACS Odorheiu Secuiesc a fost penalizată cu un punct pentru nerespectare cerințe regulament (jucătoare cu dublă legitimare).
5) ACS Odorheiu Secuiesc a fost penalizată cu un punct pentru nerespectare cerințe regulament (jucătoare cu dublă legitimare).
6) ACS Odorheiu Secuiesc a fost penalizată cu un punct pentru nerespectare cerințe regulament (jucătoare cu dublă legitimare).
7) În urma adresei depuse de SCM Timișoara în legătură cu meciul ACS Corona Brașov II - SCM Timișoara, disputat în 14 octombrie 2017, Comisia Centrală de Competiții a penalizat ACS Corona Brașov II cu un punct pentru folosirea unei handbaliste fără drept de joc și cu pierderea meciului la „masa verde” cu 0-10.ACS Corona Brașov II a depus apel și, pe 24 noiembrie 2017, Consiliul de Administrație al FRH a dispus invalidarea hotârârii Comisiei Centrale de Competiții și revenirea la situația anterioară aplicării sancțiunii.
Valabil la finalul turului, pe 21 decembrie 2017
Clasament valabil după anularea rezultatelor din meciurile susținute de ASCS KSE Târgu Secuiesc și SC Mureșul Târgu Mureș.
| Poz. | Echipa                          | J  | V  | E | Î  | GM  | GP  | DG    | P   |
| ---- | ------------------------------- | -- | -- | - | -- | --- | --- | ----- | --- |
| 1    | CS Minaur Baia Mare             | 11 | 11 | 0 | 0  | 338 | 218 | + 120 | 33  |
| 2    | SCM Timișoara                   | 11 | 9  | 0 | 2  | 341 | 255 | + 86  | 27  |
| 3    | ACS Corona Brașov II6)          | 11 | 8  | 1 | 2  | 313 | 278 | + 35  | 25  |
| 4    | CS Dacia Mioveni 2012           | 11 | 6  | 0 | 5  | 259 | 246 | + 13  | 18  |
| 5    | CS Universitar Oradea           | 11 | 5  | 2 | 4  | 277 | 306 | – 29  | 17  |
| 6    | CS Universitatea Reșița         | 11 | 5  | 0 | 6  | 277 | 271 | + 6   | 15  |
| 7    | ACS Olimpic Târgu Mureș         | 11 | 4  | 1 | 6  | 321 | 332 | – 11  | 13  |
| 8    | FC Argeș Pitești                | 11 | 4  | 1 | 6  | 324 | 345 | – 21  | 13  |
| 9    | Național Râmnicu Vâlcea         | 11 | 4  | 0 | 7  | 279 | 286 | – 7   | 12  |
| 10   | CSU de Vest Timișoara           | 11 | 4  | 0 | 7  | 290 | 340 | – 50  | 12  |
| 11   | ACS Crișul Chișineu-Criș        | 11 | 3  | 1 | 7  | 311 | 346 | – 35  | 10  |
| 12   | ACS Odorheiu Secuiesc1)2)3)4)5) | 11 | 0  | 0 | 11 | 132 | 239 | – 107 | – 5 |

1) ACS Odorheiu Secuiesc a fost penalizată cu un punct pentru nerespectare cerințe regulament (jucătoare cu dublă legitimare).
2) ACS Odorheiu Secuiesc a fost penalizată cu un punct pentru nerespectare cerințe regulament (jucătoare cu dublă legitimare).
3) ACS Odorheiu Secuiesc a fost penalizată cu un punct pentru nerespectare cerințe regulament (jucătoare cu dublă legitimare).
4) ACS Odorheiu Secuiesc a fost penalizată cu un punct pentru nerespectare cerințe regulament (jucătoare cu dublă legitimare).
5) ACS Odorheiu Secuiesc a fost penalizată cu un punct pentru nerespectare cerințe regulament (jucătoare cu dublă legitimare).
6) În urma adresei depuse de SCM Timișoara în legătură cu meciul ACS Corona Brașov II - SCM Timișoara, disputat în 14 octombrie 2017, Comisia Centrală de Competiții a penalizat ACS Corona Brașov II cu un punct pentru folosirea unei handbaliste fără drept de joc și cu pierderea meciului la „masa verde” cu 0-10.ACS Corona Brașov II a depus apel și, pe 24 noiembrie 2017, Consiliul de Administrație al FRH a dispus invalidarea hotârârii Comisiei Centrale de Competiții și revenirea la situația anterioară aplicării sancțiunii.

### Rezultate în retur
Date oficiale publicate de Federația Română de Handbal

### Etapa a XIV-a
| 13 ianuarie 2018 11:00 | CSU Oradea             | 34 - 35 | Corona Brașov II | Sala de Jocuri Sportive a Universității, Oradea Arbitri: Nacu, Rucoi |
| 13 ianuarie 2018 11:00 | Diniș-Vârtic, Rudics 8 | (16-20) | Tîrcă 16         | Sala de Jocuri Sportive a Universității, Oradea Arbitri: Nacu, Rucoi |
| 13 ianuarie 2018 11:00 | 1×                     | Cronica | 6×               | Sala de Jocuri Sportive a Universității, Oradea Arbitri: Nacu, Rucoi |

| 13 ianuarie 2018 11:00 | FC Argeș Pitești | 30 - 24 | CSU de Vest Timișoara | Sala de Sport a Universității, Pitești Arbitri: Babău, Roibu |
| 13 ianuarie 2018 11:00 | (14-12)          |         |                       | Sala de Sport a Universității, Pitești Arbitri: Babău, Roibu |
| 13 ianuarie 2018 11:00 | Cronica          |         |                       | Sala de Sport a Universității, Pitești Arbitri: Babău, Roibu |

| 20 ianuarie 2018 13:00 | Crișul Chișineu-Criș | 21 - 40 | CS Minaur Baia Mare  | Sala Sporturilor Victoria, Arad Arbitri: Foltic, Pipa |
| 20 ianuarie 2018 13:00 | Puț 8                | (9-19)  | Andrița, A. Pricop 6 | Sala Sporturilor Victoria, Arad Arbitri: Foltic, Pipa |
| 20 ianuarie 2018 13:00 | 6×                   | Cronica | 4×                   | Sala Sporturilor Victoria, Arad Arbitri: Foltic, Pipa |

| 14 ianuarie 2018 15:00 | ACS Odorheiu Secuiesc | 17 - 27 | CSU Reșița | Sala Sporturilor, Odorheiu Secuiesc Arbitri: Lungu, Paraschiv |
| 14 ianuarie 2018 15:00 | Cristea 8             | (8-13)  |            | Sala Sporturilor, Odorheiu Secuiesc Arbitri: Lungu, Paraschiv |
| 14 ianuarie 2018 15:00 | Cronica               |         |            | Sala Sporturilor, Odorheiu Secuiesc Arbitri: Lungu, Paraschiv |

| 20 ianuarie 2018 12:30 | SCM Timișoara | 1) | KSE Târgu Secuiesc | Sala Sporturilor „Constantin Jude”, Timișoara Arbitri: Dumitru, Ionescu |
| 20 ianuarie 2018 12:30 | Cronica       |    |                    | Sala Sporturilor „Constantin Jude”, Timișoara Arbitri: Dumitru, Ionescu |
| 20 ianuarie 2018 12:30 |               |    |                    | Sala Sporturilor „Constantin Jude”, Timișoara Arbitri: Dumitru, Ionescu |

| 21 ianuarie 2018 00:00 | Olimpic Târgu Mureș | 2) | SC Mureșul Târgu Mureș | Sala gimnaziului Liviu Rebreanu, Târgu Mureș |
| 21 ianuarie 2018 00:00 | Cronica             |    |                        | Sala gimnaziului Liviu Rebreanu, Târgu Mureș |
| 21 ianuarie 2018 00:00 |                     |    |                        | Sala gimnaziului Liviu Rebreanu, Târgu Mureș |

| 21 ianuarie 2018 12:00 | Dacia Mioveni 2012 | 22 - 21 | Național Rm. Vâlcea | Sala Sporturilor Trivale, Pitești Arbitri: Dinu, Dogărescu |
| 21 ianuarie 2018 12:00 | (13-12)            |         |                     | Sala Sporturilor Trivale, Pitești Arbitri: Dinu, Dogărescu |
| 21 ianuarie 2018 12:00 | Cronica            |         |                     | Sala Sporturilor Trivale, Pitești Arbitri: Dinu, Dogărescu |

1)ASCS KSE Târgu Secuiesc s-a retras din campionat după încheierea turului. În retur, echipele care erau programate să susțină meciuri împotriva ASCS KSE Târgu Secuiesc au stat.
2)SC Mureșul Târgu Mureș s-a retras din campionat după încheierea turului. În retur, echipele care erau programate să susțină meciuri împotriva SC Mureșul Târgu Mureș au stat.

### Etapa a XV-a
| 26 ianuarie 2018 18:00 | Corona Brașov II | 39 - 30 | Olimpic Târgu Mureș | Sala Sporturilor „Dumitru Popescu Colibași”, Brașov Arbitri: Beldiman, Moldoveanu |
| 26 ianuarie 2018 18:00 | Bucur 12         | (17-10) |                     | Sala Sporturilor „Dumitru Popescu Colibași”, Brașov Arbitri: Beldiman, Moldoveanu |
| 26 ianuarie 2018 18:00 | Cronica          |         |                     | Sala Sporturilor „Dumitru Popescu Colibași”, Brașov Arbitri: Beldiman, Moldoveanu |

| 27 ianuarie 2018 11:00 | CS Minaur Baia Mare | 28 - 28 | Dacia Mioveni 2012  | Sala de Sport a Școlii nr.5, Baia Mare Asistență: 60 Arbitri: Mârza, Nedelea |
| 27 ianuarie 2018 11:00 | Poradnik, Zaremba 6 | (16-15) | Ciontoiu, Văcariu 7 | Sala de Sport a Școlii nr.5, Baia Mare Asistență: 60 Arbitri: Mârza, Nedelea |
| 27 ianuarie 2018 11:00 | 4×                  | Cronica | 6×                  | Sala de Sport a Școlii nr.5, Baia Mare Asistență: 60 Arbitri: Mârza, Nedelea |

| 27 ianuarie 2018 10:00 | CSU de Vest Timișoara | 22 - 31 | CSU Oradea      | Sala UVT, Timișoara Arbitri: Drâgânescu, Eremia |
| 27 ianuarie 2018 10:00 |                       | (13-16) | Bițiș, Rudics 7 | Sala UVT, Timișoara Arbitri: Drâgânescu, Eremia |
| 27 ianuarie 2018 10:00 | Cronica               |         |                 | Sala UVT, Timișoara Arbitri: Drâgânescu, Eremia |

| 27 ianuarie 2018 12:00 | Național Rm. Vâlcea | 23 - 27 | SCM Timișoara | Sala liceului Energetic, Râmnicu Vâlcea Arbitri: Constantin, Gal |
| 27 ianuarie 2018 12:00 | (14-12)             |         |               | Sala liceului Energetic, Râmnicu Vâlcea Arbitri: Constantin, Gal |
| 27 ianuarie 2018 12:00 | Cronica             |         |               | Sala liceului Energetic, Râmnicu Vâlcea Arbitri: Constantin, Gal |

| 27 ianuarie 2018 00:00 | FC Argeș Pitești | 35 - 16 | ACS Odorheiu Secuiesc | Sala de Sport a Universității, Pitești |
| 27 ianuarie 2018 00:00 | (16-8)           |         |                       | Sala de Sport a Universității, Pitești |
| 27 ianuarie 2018 00:00 | Cronica          |         |                       | Sala de Sport a Universității, Pitești |

| 27 ianuarie 2018 00:00 | SC Mureșul Târgu Mureș | 1) | Crișul Chișineu-Criș | Sala Polivalentă, Târgu Mureș |
| 27 ianuarie 2018 00:00 | Cronica                |    |                      | Sala Polivalentă, Târgu Mureș |
| 27 ianuarie 2018 00:00 |                        |    |                      | Sala Polivalentă, Târgu Mureș |

| 27 ianuarie 2018 00:00 | KSE Târgu Secuiesc | 2) | CSU Reșița | Sala Polivalentă, Târgu Secuiesc |
| 27 ianuarie 2018 00:00 | Cronica            |    |            | Sala Polivalentă, Târgu Secuiesc |
| 27 ianuarie 2018 00:00 |                    |    |            | Sala Polivalentă, Târgu Secuiesc |

1)SC Mureșul Târgu Mureș s-a retras din campionat după încheierea turului. În retur, echipele care erau programate să susțină meciuri împotriva SC Mureșul Târgu Mureș au stat.
2)ASCS KSE Târgu Secuiesc s-a retras din campionat după încheierea turului. În retur, echipele care erau programate să susțină meciuri împotriva ASCS KSE Târgu Secuiesc au stat.

### Etapa a XVI-a
| 3 februarie 2018 11:00 | CSU Reșița | 23 - 24 | Național Rm. Vâlcea | Sala Sporturilor, Reșița Arbitri: Cruceru, Rădulescu |
| 3 februarie 2018 11:00 | Cristea 5  | (11-13) |                     | Sala Sporturilor, Reșița Arbitri: Cruceru, Rădulescu |
| 3 februarie 2018 11:00 | Cronica    |         |                     | Sala Sporturilor, Reșița Arbitri: Cruceru, Rădulescu |

| 3 februarie 2018 11:00 | CSU Oradea | 20 - 17 | FC Argeș Pitești | Sala de Jocuri Sportive a Universității, Oradea Arbitri: Gurbina, Stanciu |
| 3 februarie 2018 11:00 | Petric 5   | (11-14) | F. Popescu 6     | Sala de Jocuri Sportive a Universității, Oradea Arbitri: Gurbina, Stanciu |
| 3 februarie 2018 11:00 | 3×         | Cronica | 5×               | Sala de Jocuri Sportive a Universității, Oradea Arbitri: Gurbina, Stanciu |

| 3 februarie 2018 15:00 | SCM Timișoara | 20 - 27 | CS Minaur Baia Mare | Sala Sporturilor „Constantin Jude”, Timișoara Asistență: 800 Arbitri: Băducu, Voicu |
| 3 februarie 2018 15:00 | Klimek 9      | (10-11) | Poradnik, Tecar 6   | Sala Sporturilor „Constantin Jude”, Timișoara Asistență: 800 Arbitri: Băducu, Voicu |
| 3 februarie 2018 15:00 | 3×            | Cronica | 4×                  | Sala Sporturilor „Constantin Jude”, Timișoara Asistență: 800 Arbitri: Băducu, Voicu |

| 3 februarie 2018 15:30 | Crișul Chișineu-Criș | 31 - 29 | Corona Brașov II | Sala Sporturilor Victoria, Arad Arbitri: Apostu, Chinde |
| 3 februarie 2018 15:30 | Boldor 8             | (19-13) |                  | Sala Sporturilor Victoria, Arad Arbitri: Apostu, Chinde |
| 3 februarie 2018 15:30 | Cronica              |         |                  | Sala Sporturilor Victoria, Arad Arbitri: Apostu, Chinde |

| 3 februarie 2018 18:00 | Olimpic Târgu Mureș | 29 - 25 | CSU de Vest Timișoara | Sala gimnaziului Liviu Rebreanu, Târgu Mureș Arbitri: Mihai, Petre |
| 3 februarie 2018 18:00 | (17-10)             |         |                       | Sala gimnaziului Liviu Rebreanu, Târgu Mureș Arbitri: Mihai, Petre |
| 3 februarie 2018 18:00 | Cronica             |         |                       | Sala gimnaziului Liviu Rebreanu, Târgu Mureș Arbitri: Mihai, Petre |

| 3 februarie 2018 00:00 | ACS Odorheiu Secuiesc | 1) | KSE Târgu Secuiesc | Sala Sporturilor, Odorheiu Secuiesc |
| 3 februarie 2018 00:00 | Cronica               |    |                    | Sala Sporturilor, Odorheiu Secuiesc |
| 3 februarie 2018 00:00 |                       |    |                    | Sala Sporturilor, Odorheiu Secuiesc |

| 3 februarie 2018 00:00 | Dacia Mioveni 2012 | 2) | SC Mureșul Târgu Mureș | Sala Sporturilor Trivale, Pitești |
| 3 februarie 2018 00:00 | Cronica            |    |                        | Sala Sporturilor Trivale, Pitești |
| 3 februarie 2018 00:00 |                    |    |                        | Sala Sporturilor Trivale, Pitești |

1)ASCS KSE Târgu Secuiesc s-a retras din campionat după încheierea turului. În retur, echipele care erau programate să susțină meciuri împotriva ASCS KSE Târgu Secuiesc au stat.
2)SC Mureșul Târgu Mureș s-a retras din campionat după încheierea turului. În retur, echipele care erau programate să susțină meciuri împotriva SC Mureșul Târgu Mureș au stat.

### Etapa a XVII-a
| 10 februarie 2018 10:30 | CSU Oradea | 35 - 25 | ACS Odorheiu Secuiesc | Sala de Jocuri Sportive a Universității, Oradea Arbitri: Durnea, Toacă |
| 10 februarie 2018 10:30 | Petric 9   | (15-11) | Major 7               | Sala de Jocuri Sportive a Universității, Oradea Arbitri: Durnea, Toacă |
| 10 februarie 2018 10:30 | Cronica    |         |                       | Sala de Jocuri Sportive a Universității, Oradea Arbitri: Durnea, Toacă |

| 10 februarie 2018 11:00 | FC Argeș Pitești | 30 - 20 | Olimpic Târgu Mureș | Sala Sporturilor Trivale, Pitești Arbitri: Mihai, Petre |
| 10 februarie 2018 11:00 | (13-11)          |         |                     | Sala Sporturilor Trivale, Pitești Arbitri: Mihai, Petre |
| 10 februarie 2018 11:00 | Cronica          |         |                     | Sala Sporturilor Trivale, Pitești Arbitri: Mihai, Petre |

| 10 februarie 2018 12:00 | Corona Brașov II | 27 - 25 | Dacia Mioveni 2012 | Sala Sporturilor „Dumitru Popescu Colibași”, Brașov Arbitri: Agliceriu, Turdean |
| 10 februarie 2018 12:00 | Tîrcă 10         | (14-14) |                    | Sala Sporturilor „Dumitru Popescu Colibași”, Brașov Arbitri: Agliceriu, Turdean |
| 10 februarie 2018 12:00 | Cronica          |         |                    | Sala Sporturilor „Dumitru Popescu Colibași”, Brașov Arbitri: Agliceriu, Turdean |

| 10 februarie 2018 13:00 | CSU de Vest Timișoara | 32 - 26 | Crișul Chișineu-Criș | Sala UVT, Timișoara Arbitri: Dosa, Ianu |
| 10 februarie 2018 13:00 | Puta 14               | (17-13) | Boldor 7             | Sala UVT, Timișoara Arbitri: Dosa, Ianu |
| 10 februarie 2018 13:00 | Cronica               |         |                      | Sala UVT, Timișoara Arbitri: Dosa, Ianu |

| 10 februarie 2018 16:00 | CS Minaur Baia Mare | 31 - 20 | CSU Reșița        | Sala Sporturilor „Lascăr Pană”, Baia Mare Asistență: 400 Arbitri: Gherman, Horoba |
| 10 februarie 2018 16:00 | Avdekova, Bondar 6  | (15-10) | Dumitrescu, Ion 4 | Sala Sporturilor „Lascăr Pană”, Baia Mare Asistență: 400 Arbitri: Gherman, Horoba |
| 10 februarie 2018 16:00 | 1×                  | Cronica | 1×                | Sala Sporturilor „Lascăr Pană”, Baia Mare Asistență: 400 Arbitri: Gherman, Horoba |

| 10 februarie 2018 00:00 | SC Mureșul Târgu Mureș | 1) | SCM Timișoara | Sala Polivalentă, Târgu Mureș |
| 10 februarie 2018 00:00 | Cronica                |    |               | Sala Polivalentă, Târgu Mureș |
| 10 februarie 2018 00:00 |                        |    |               | Sala Polivalentă, Târgu Mureș |

| 10 februarie 2018 00:00 | Național Rm. Vâlcea | 2) | KSE Târgu Secuiesc | Sala liceului Energetic, Râmnicu Vâlcea |
| 10 februarie 2018 00:00 | Cronica             |    |                    | Sala liceului Energetic, Râmnicu Vâlcea |
| 10 februarie 2018 00:00 |                     |    |                    | Sala liceului Energetic, Râmnicu Vâlcea |

1)SC Mureșul Târgu Mureș s-a retras din campionat după încheierea turului. În retur, echipele care erau programate să susțină meciuri împotriva SC Mureșul Târgu Mureș au stat.
2)ASCS KSE Târgu Secuiesc s-a retras din campionat după încheierea turului. În retur, echipele care erau programate să susțină meciuri împotriva ASCS KSE Târgu Secuiesc au stat.

### Etapa a XVIII-a
| 19 februarie 2018 17:00 | ACS Odorheiu Secuiesc | 0 - 103) 19 - 37 | Național Rm. Vâlcea | Sala Sporturilor, Odorheiu Secuiesc Arbitri: Moldovan, Stan |
| 19 februarie 2018 17:00 | (12-17)               |                  |                     | Sala Sporturilor, Odorheiu Secuiesc Arbitri: Moldovan, Stan |
| 19 februarie 2018 17:00 | Cronica               |                  |                     | Sala Sporturilor, Odorheiu Secuiesc Arbitri: Moldovan, Stan |

| 22 februarie 2018 12:00 | Crișul Chișineu-Criș | 20 - 26 | FC Argeș Pitești | Sala Sporturilor Victoria, Arad Arbitri: Gurbina, Stanciu |
| 22 februarie 2018 12:00 | Boldor 11            | (10-13) | F. Popescu 13    | Sala Sporturilor Victoria, Arad Arbitri: Gurbina, Stanciu |
| 22 februarie 2018 12:00 | Cronica              |         |                  | Sala Sporturilor Victoria, Arad Arbitri: Gurbina, Stanciu |

| 24 februarie 2018 13:00 | Dacia Mioveni 2012 | 32 - 24 | CSU de Vest Timișoara | Sala Sporturilor Trivale, Pitești Arbitri: Babău, Roibu |
| 24 februarie 2018 13:00 | (18-15)            |         |                       | Sala Sporturilor Trivale, Pitești Arbitri: Babău, Roibu |
| 24 februarie 2018 13:00 | Cronica            |         |                       | Sala Sporturilor Trivale, Pitești Arbitri: Babău, Roibu |

| 24 februarie 2018 14:00 | SCM Timișoara | 43 - 21 | Corona Brașov II | Sala Sporturilor „Constantin Jude”, Timișoara Arbitri: Foltic, Pipa |
| 24 februarie 2018 14:00 | (19-8)        |         |                  | Sala Sporturilor „Constantin Jude”, Timișoara Arbitri: Foltic, Pipa |
| 24 februarie 2018 14:00 | Cronica       |         |                  | Sala Sporturilor „Constantin Jude”, Timișoara Arbitri: Foltic, Pipa |

| 24 februarie 2018 17:00 | Olimpic Târgu Mureș | 30 - 29 | CSU Oradea | Sala gimnaziului Liviu Rebreanu, Târgu Mureș Arbitri: Gherman, Moldovean |
| 24 februarie 2018 17:00 | Târșoagă 9          | (13-13) |            | Sala gimnaziului Liviu Rebreanu, Târgu Mureș Arbitri: Gherman, Moldovean |
| 24 februarie 2018 17:00 | Cronica             |         |            | Sala gimnaziului Liviu Rebreanu, Târgu Mureș Arbitri: Gherman, Moldovean |

| 24 februarie 2018 00:00 | KSE Târgu Secuiesc | 1) | CS Minaur Baia Mare | Sala Polivalentă, Târgu Secuiesc |
| 24 februarie 2018 00:00 | Cronica            |    |                     | Sala Polivalentă, Târgu Secuiesc |
| 24 februarie 2018 00:00 |                    |    |                     | Sala Polivalentă, Târgu Secuiesc |

| 24 februarie 2018 00:00 | CSU Reșița | 2) | SC Mureșul Târgu Mureș | Sala Sporturilor, Reșița |
| 24 februarie 2018 00:00 | Cronica    |    |                        | Sala Sporturilor, Reșița |
| 24 februarie 2018 00:00 |            |    |                        | Sala Sporturilor, Reșița |

1)ASCS KSE Târgu Secuiesc s-a retras din campionat după încheierea turului. În retur, echipele care erau programate să susțină meciuri împotriva ASCS KSE Târgu Secuiesc au stat.
2)SC Mureșul Târgu Mureș s-a retras din campionat după încheierea turului. În retur, echipele care erau programate să susțină meciuri împotriva SC Mureșul Târgu Mureș au stat.
3) ACS Odorheiu Secuiesc a fost penalizată cu un punct pentru nerespectare cerințe vârstă. FRH a decis că ACS Odorheiu Secuiesc va pierde meciul la „masa verde” cu 0-10.

### Etapa a XIX-a
| 3 martie 2018 00:00 | Olimpic Târgu Mureș | 10 - 02) 28 - 22 | ACS Odorheiu Secuiesc | Sala gimnaziului Liviu Rebreanu, Târgu Mureș Arbitri: Balate, Szabo |
| 3 martie 2018 00:00 | Ola 8               | (13-10)          |                       | Sala gimnaziului Liviu Rebreanu, Târgu Mureș Arbitri: Balate, Szabo |
| 3 martie 2018 00:00 | Cronica             |                  |                       | Sala gimnaziului Liviu Rebreanu, Târgu Mureș Arbitri: Balate, Szabo |

| 3 martie 2018 10:30 | CSU Oradea | 29 - 21 | Crișul Chișineu-Criș | Sala de Jocuri Sportive a Universității, Oradea |
| 3 martie 2018 10:30 | Rudics 10  | (14-10) | Sas 8                | Sala de Jocuri Sportive a Universității, Oradea |
| 3 martie 2018 10:30 | Cronica    |         |                      | Sala de Jocuri Sportive a Universității, Oradea |

| 3 martie 2018 11:00 | FC Argeș Pitești   | 21 - 20 | Dacia Mioveni 2012 | Sala de Sport a Universității, Pitești Arbitri: Harabagiu, Stănescu |
| 3 martie 2018 11:00 | Mînzicu, Popescu 5 | (11-9)  | Văcariu 7          | Sala de Sport a Universității, Pitești Arbitri: Harabagiu, Stănescu |
| 3 martie 2018 11:00 | Cronica            |         |                    | Sala de Sport a Universității, Pitești Arbitri: Harabagiu, Stănescu |

| 3 martie 2018 12:30 | CSU de Vest Timișoara | 28 - 37 | SCM Timișoara | Sala UVT, Timișoara Arbitri: Baghiu, Fiscu |
| 3 martie 2018 12:30 | (12-20)               |         |               | Sala UVT, Timișoara Arbitri: Baghiu, Fiscu |
| 3 martie 2018 12:30 | Cronica               |         |               | Sala UVT, Timișoara Arbitri: Baghiu, Fiscu |

| 3 martie 2018 14:30 | Corona Brașov II | 20 - 29 | CSU Reșița          | Sala Sporturilor „Dumitru Popescu Colibași”, Brașov Arbitri: Arsene, Bontea |
| 3 martie 2018 14:30 |                  | (10-17) | Bledea, M. Pricop 6 | Sala Sporturilor „Dumitru Popescu Colibași”, Brașov Arbitri: Arsene, Bontea |
| 3 martie 2018 14:30 | Cronica          |         |                     | Sala Sporturilor „Dumitru Popescu Colibași”, Brașov Arbitri: Arsene, Bontea |

| 3 martie 2018 17:00 | CS Minaur Baia Mare | 33 - 24 | Național Rm. Vâlcea | Sala de Sport a Școlii nr.5, Baia Mare Asistență: 200 Arbitri: Foltic, Pipa |
| 3 martie 2018 17:00 | Tecar, Zaremba 7    | (16-10) | Bălăceanu 7         | Sala de Sport a Școlii nr.5, Baia Mare Asistență: 200 Arbitri: Foltic, Pipa |
| 3 martie 2018 17:00 | 2×                  | Cronica | 1×                  | Sala de Sport a Școlii nr.5, Baia Mare Asistență: 200 Arbitri: Foltic, Pipa |

| 3 martie 2018 00:00 | SC Mureșul Târgu Mureș | 1) | KSE Târgu Secuiesc | Sala Polivalentă, Târgu Mureș |
| 3 martie 2018 00:00 | Cronica                |    |                    | Sala Polivalentă, Târgu Mureș |
| 3 martie 2018 00:00 |                        |    |                    | Sala Polivalentă, Târgu Mureș |

1)ASCS KSE Târgu Secuiesc și SC Mureșul Târgu Mureș s-au retras din campionat după încheierea turului.
2) ACS Odorheiu Secuiesc a fost penalizată cu un punct pentru nerespectare cerințe vârstă. FRH a decis că ACS Odorheiu Secuiesc va pierde meciul la „masa verde” cu 0-10.

### Etapa a XX-a
| 7 martie 2018 13:00 | Dacia Mioveni 2012 | 30 - 19 | CSU Oradea | Sala Sporturilor Trivale, Pitești Arbitri: Constantin, Gal |
| 7 martie 2018 13:00 | Văcariu 8          | (12-9)  | Rudics 6   | Sala Sporturilor Trivale, Pitești Arbitri: Constantin, Gal |
| 7 martie 2018 13:00 | Cronica            |         |            | Sala Sporturilor Trivale, Pitești Arbitri: Constantin, Gal |

| 7 martie 2018 14:30 | SCM Timișoara | 29 - 25 | FC Argeș Pitești | Sala Sporturilor „Constantin Jude”, Timișoara Arbitri: Gurbina, Stanciu |
| 7 martie 2018 14:30 | (17-16)       |         |                  | Sala Sporturilor „Constantin Jude”, Timișoara Arbitri: Gurbina, Stanciu |
| 7 martie 2018 14:30 | Cronica       |         |                  | Sala Sporturilor „Constantin Jude”, Timișoara Arbitri: Gurbina, Stanciu |

| 7 martie 2018 15:00 | CSU Reșița | 33 - 20 | CSU de Vest Timișoara | Sala Sporturilor, Reșița Arbitri: Foltic, Pipa |
| 7 martie 2018 15:00 | Vezentan 7 | (20-9)  |                       | Sala Sporturilor, Reșița Arbitri: Foltic, Pipa |
| 7 martie 2018 15:00 | Cronica    |         |                       | Sala Sporturilor, Reșița Arbitri: Foltic, Pipa |

| 7 martie 2018 16:00 | ACS Odorheiu Secuiesc | 20 - 35 | CS Minaur Baia Mare | Sala Sporturilor, Odorheiu Secuiesc Arbitri: Agliceriu, Turdean |
| 7 martie 2018 16:00 | Balint, Lukacs 5      | (10-13) | Tecar 7             | Sala Sporturilor, Odorheiu Secuiesc Arbitri: Agliceriu, Turdean |
| 7 martie 2018 16:00 | 3×                    | Cronica | 7×                  | Sala Sporturilor, Odorheiu Secuiesc Arbitri: Agliceriu, Turdean |

| 7 martie 2018 16:00 | Crișul Chișineu-Criș | 30 - 36 | Olimpic Târgu Mureș | Sala Sporturilor Victoria, Arad Arbitri: Baghiu, Fiscu |
| 7 martie 2018 16:00 | Boldor 9             | (16-17) | Bărăbaș 14          | Sala Sporturilor Victoria, Arad Arbitri: Baghiu, Fiscu |
| 7 martie 2018 16:00 | Cronica              |         |                     | Sala Sporturilor Victoria, Arad Arbitri: Baghiu, Fiscu |

| 7 martie 2018 00:00 | Național Rm. Vâlcea | 1) | SC Mureșul Târgu Mureș | Sala liceului Energetic, Râmnicu Vâlcea |
| 7 martie 2018 00:00 | Cronica             |    |                        | Sala liceului Energetic, Râmnicu Vâlcea |
| 7 martie 2018 00:00 |                     |    |                        | Sala liceului Energetic, Râmnicu Vâlcea |

| 7 martie 2018 00:00 | KSE Târgu Secuiesc | 2) | Corona Brașov II | Sala Polivalentă, Târgu Secuiesc |
| 7 martie 2018 00:00 | Cronica            |    |                  | Sala Polivalentă, Târgu Secuiesc |
| 7 martie 2018 00:00 |                    |    |                  | Sala Polivalentă, Târgu Secuiesc |

1)SC Mureșul Târgu Mureș s-a retras din campionat după încheierea turului. În retur, echipele care erau programate să susțină meciuri împotriva SC Mureșul Târgu Mureș au stat.
2)ASCS KSE Târgu Secuiesc s-a retras din campionat după încheierea turului. În retur, echipele care erau programate să susțină meciuri împotriva ASCS KSE Târgu Secuiesc au stat.

### Etapa a XXI-a
| 10 martie 2018 11:00 | Olimpic Târgu Mureș | 26 - 27 | Dacia Mioveni 2012 | Sala gimnaziului Liviu Rebreanu, Târgu Mureș Arbitri: Ifrim, Ilisei |
| 10 martie 2018 11:00 | Bărăbaș 12          | (11-14) |                    | Sala gimnaziului Liviu Rebreanu, Târgu Mureș Arbitri: Ifrim, Ilisei |
| 10 martie 2018 11:00 | Cronica             |         |                    | Sala gimnaziului Liviu Rebreanu, Târgu Mureș Arbitri: Ifrim, Ilisei |

| 10 martie 2018 11:00 | FC Argeș Pitești | 22 - 23 | CSU Reșița | Sala de Sport a Universității, Pitești Arbitri: Nițișor, Stamatescu |
| 10 martie 2018 11:00 | (9-12)           |         |            | Sala de Sport a Universității, Pitești Arbitri: Nițișor, Stamatescu |
| 10 martie 2018 11:00 | Cronica          |         |            | Sala de Sport a Universității, Pitești Arbitri: Nițișor, Stamatescu |

| 10 martie 2018 13:00 | CSU Oradea      | 30 - 34 | SCM Timișoara | Sala de Jocuri Sportive a Universității, Oradea Arbitri: Ciati, Lupu |
| 10 martie 2018 13:00 | Diniș-Vârtic 10 | (12-17) | D. Predoi 11  | Sala de Jocuri Sportive a Universității, Oradea Arbitri: Ciati, Lupu |
| 10 martie 2018 13:00 | Cronica         |         |               | Sala de Jocuri Sportive a Universității, Oradea Arbitri: Ciati, Lupu |

| 10 martie 2018 13:00 | Corona Brașov II | 26 - 32 | Național Rm. Vâlcea | Sala Sporturilor „Dumitru Popescu Colibași”, Brașov Arbitri: Nacu, Rucoi |
| 10 martie 2018 13:00 | (12-20)          |         |                     | Sala Sporturilor „Dumitru Popescu Colibași”, Brașov Arbitri: Nacu, Rucoi |
| 10 martie 2018 13:00 | Cronica          |         |                     | Sala Sporturilor „Dumitru Popescu Colibași”, Brașov Arbitri: Nacu, Rucoi |

| 13 martie 2018 15:30 | Crișul Chișineu-Criș | 39 -23 | ACS Odorheiu Secuiesc | Sala Sporturilor Victoria, Arad Arbitri: Constantinescu, Lascu |
| 13 martie 2018 15:30 | Puț 8                | (20-8) |                       | Sala Sporturilor Victoria, Arad Arbitri: Constantinescu, Lascu |
| 13 martie 2018 15:30 | Cronica              |        |                       | Sala Sporturilor Victoria, Arad Arbitri: Constantinescu, Lascu |

| 10 martie 2018 00:00 | CSU de Vest Timișoara | 1) | KSE Târgu Secuiesc | Sala Banu Sport, Timișoara |
| 10 martie 2018 00:00 | Cronica               |    |                    | Sala Banu Sport, Timișoara |
| 10 martie 2018 00:00 |                       |    |                    | Sala Banu Sport, Timișoara |

| 10 martie 2018 00:00 | SC Mureșul Târgu Mureș | 2) | CS Minaur Baia Mare | Sala Polivalentă, Târgu Mureș |
| 10 martie 2018 00:00 | Cronica                |    |                     | Sala Polivalentă, Târgu Mureș |
| 10 martie 2018 00:00 |                        |    |                     | Sala Polivalentă, Târgu Mureș |

1)ASCS KSE Târgu Secuiesc s-a retras din campionat după încheierea turului. În retur, echipele care erau programate să susțină meciuri împotriva ASCS KSE Târgu Secuiesc au stat.
2)SC Mureșul Târgu Mureș s-a retras din campionat după încheierea turului. În retur, echipele care erau programate să susțină meciuri împotriva SC Mureșul Târgu Mureș au stat.

### Etapa a XXII-a
| 30 martie 2018 10:00 | Național Rm. Vâlcea | 31 - 26 | CSU de Vest Timișoara | Sala liceului Energetic, Râmnicu Vâlcea Arbitri: Cruceru, Rădulescu |
| 30 martie 2018 10:00 | (18-12)             |         |                       | Sala liceului Energetic, Râmnicu Vâlcea Arbitri: Cruceru, Rădulescu |
| 30 martie 2018 10:00 | Cronica             |         |                       | Sala liceului Energetic, Râmnicu Vâlcea Arbitri: Cruceru, Rădulescu |

| 30 martie 2018 15:00 | SCM Timișoara | 36 - 24 | Olimpic Târgu Mureș | Sala Sporturilor „Constantin Jude”, Timișoara Arbitri: Pavel, Rus |
| 30 martie 2018 15:00 | (17-10)       |         |                     | Sala Sporturilor „Constantin Jude”, Timișoara Arbitri: Pavel, Rus |
| 30 martie 2018 15:00 | Cronica       |         |                     | Sala Sporturilor „Constantin Jude”, Timișoara Arbitri: Pavel, Rus |

| 30 martie 2018 16:00 | CSU Reșița | 26 - 20 | CSU Oradea | Sala Sporturilor, Reșița Arbitri: Drăgănescu, Eremia |
| 30 martie 2018 16:00 | Cristea 8  | (12-11) | Rudics 5   | Sala Sporturilor, Reșița Arbitri: Drăgănescu, Eremia |
| 30 martie 2018 16:00 | Cronica    |         |            | Sala Sporturilor, Reșița Arbitri: Drăgănescu, Eremia |

| 30 martie 2018 17:00 | CS Minaur Baia Mare | 34 - 25 | Corona Brașov II | Sala Sporturilor „Lascăr Pană”, Baia Mare Asistență: 250 Arbitri: Chiriac, Vlasa |
| 30 martie 2018 17:00 | Tecar 8             | (16-12) | Tîrcă 8          | Sala Sporturilor „Lascăr Pană”, Baia Mare Asistență: 250 Arbitri: Chiriac, Vlasa |
| 30 martie 2018 17:00 | 4×                  | Cronica | 2×               | Sala Sporturilor „Lascăr Pană”, Baia Mare Asistență: 250 Arbitri: Chiriac, Vlasa |

| 31 martie 2018 13:30 | Dacia Mioveni 2012 | 28 - 23 | Crișul Chișineu-Criș | Sala Sporturilor Trivale, Pitești Arbitri: Dușa, Manea |
| 31 martie 2018 13:30 |                    | (12-11) | Boldor 10            | Sala Sporturilor Trivale, Pitești Arbitri: Dușa, Manea |
| 31 martie 2018 13:30 | Cronica            |         |                      | Sala Sporturilor Trivale, Pitești Arbitri: Dușa, Manea |

| 30 martie 2018 00:00 | ACS Odorheiu Secuiesc | 1) | SC Mureșul Târgu Mureș | Sala Sporturilor, Odorheiu Secuiesc |
| 30 martie 2018 00:00 | Cronica               |    |                        | Sala Sporturilor, Odorheiu Secuiesc |
| 30 martie 2018 00:00 |                       |    |                        | Sala Sporturilor, Odorheiu Secuiesc |

| 30 martie 2018 00:00 | KSE Târgu Secuiesc | 2) | FC Argeș Pitești | Sala Polivalentă, Târgu Secuiesc |
| 30 martie 2018 00:00 | Cronica            |    |                  | Sala Polivalentă, Târgu Secuiesc |
| 30 martie 2018 00:00 |                    |    |                  | Sala Polivalentă, Târgu Secuiesc |

1)SC Mureșul Târgu Mureș s-a retras din campionat după încheierea turului. În retur, echipele care erau programate să susțină meciuri împotriva SC Mureșul Târgu Mureș au stat.
2)ASCS KSE Târgu Secuiesc s-a retras din campionat după încheierea turului. În retur, echipele care erau programate să susțină meciuri împotriva ASCS KSE Târgu Secuiesc au stat.

### Etapa a XXIII-a
| 4 aprilie 2018 13:00 | Dacia Mioveni 2012     | 35 - 21 | ACS Odorheiu Secuiesc | Sala Sporturilor Trivale, Pitești Arbitri: Agliceriu, Turdean |
| 4 aprilie 2018 13:00 | Ciontoiu, Pârvulescu 9 | (21-10) | Kerekes 6             | Sala Sporturilor Trivale, Pitești Arbitri: Agliceriu, Turdean |
| 4 aprilie 2018 13:00 | Cronica                |         |                       | Sala Sporturilor Trivale, Pitești Arbitri: Agliceriu, Turdean |

| 4 aprilie 2018 15:00 | Crișul Chișineu-Criș | 27 - 38 | SCM Timișoara | Sala Sporturilor Victoria, Arad Arbitri: Gherman, Horoba |
| 4 aprilie 2018 15:00 | Iuga, Petrușe 6      | (11-18) | Onicaș 7      | Sala Sporturilor Victoria, Arad Arbitri: Gherman, Horoba |
| 4 aprilie 2018 15:00 | Cronica              |         |               | Sala Sporturilor Victoria, Arad Arbitri: Gherman, Horoba |

| 4 aprilie 2018 00:00 | CSU de Vest Timișoara | 31 - 38 | CS Minaur Baia Mare | Sala UVT, Timișoara Arbitri: Cruceru, Rădulescu |
| 4 aprilie 2018 00:00 | Șunei 5               | (15-24) | Zaremba 7           | Sala UVT, Timișoara Arbitri: Cruceru, Rădulescu |
| 4 aprilie 2018 00:00 | 1×                    | Cronica | 3×                  | Sala UVT, Timișoara Arbitri: Cruceru, Rădulescu |

| 4 aprilie 2018 16:30 | FC Argeș Pitești | 27 - 31 | Național Rm. Vâlcea | Sala de Sport a Universității, Pitești Arbitri: Eremia, Drăgănescu |
| 4 aprilie 2018 16:30 | (9-14)           |         |                     | Sala de Sport a Universității, Pitești Arbitri: Eremia, Drăgănescu |
| 4 aprilie 2018 16:30 | Cronica          |         |                     | Sala de Sport a Universității, Pitești Arbitri: Eremia, Drăgănescu |

| 4 aprilie 2018 17:00 | Olimpic Târgu Mureș | 22 - 20 | CSU Reșița | Sala gimnaziului Liviu Rebreanu, Târgu Mureș Arbitri: Gherman, Moldovan |
| 4 aprilie 2018 17:00 | Bărăbaș, Munteanu 7 | (9-10)  |            | Sala gimnaziului Liviu Rebreanu, Târgu Mureș Arbitri: Gherman, Moldovan |
| 4 aprilie 2018 17:00 | Cronica             |         |            | Sala gimnaziului Liviu Rebreanu, Târgu Mureș Arbitri: Gherman, Moldovan |

| 4 aprilie 2018 00:00 | CSU Oradea | 1) | KSE Târgu Secuiesc | Sala de Jocuri Sportive a Universității, Oradea |
| 4 aprilie 2018 00:00 | Cronica    |    |                    | Sala de Jocuri Sportive a Universității, Oradea |
| 4 aprilie 2018 00:00 |            |    |                    | Sala de Jocuri Sportive a Universității, Oradea |

| 4 aprilie 2018 00:00 | Corona Brașov II | 2) | SC Mureșul Târgu Mureș | Sala Sporturilor „Dumitru Popescu Colibași”, Brașov |
| 4 aprilie 2018 00:00 | Cronica          |    |                        | Sala Sporturilor „Dumitru Popescu Colibași”, Brașov |
| 4 aprilie 2018 00:00 |                  |    |                        | Sala Sporturilor „Dumitru Popescu Colibași”, Brașov |

1)ASCS KSE Târgu Secuiesc s-a retras din campionat după încheierea turului. În retur, echipele care erau programate să susțină meciuri împotriva ASCS KSE Târgu Secuiesc au stat.
2)SC Mureșul Târgu Mureș s-a retras din campionat după încheierea turului. În retur, echipele care erau programate să susțină meciuri împotriva SC Mureșul Târgu Mureș au stat.

### Etapa a XXIV-a
| 28 aprilie 2018 16:00 | ACS Odorheiu Secuiesc | 21 - 22 | Corona Brașov II | Sala Sporturilor, Odorheiu Secuiesc Arbitri: Ionică, Mărgărit |
| 28 aprilie 2018 16:00 | (13-10)               |         |                  | Sala Sporturilor, Odorheiu Secuiesc Arbitri: Ionică, Mărgărit |
| 28 aprilie 2018 16:00 | Cronica               |         |                  | Sala Sporturilor, Odorheiu Secuiesc Arbitri: Ionică, Mărgărit |

| 28 aprilie 2018 11:00 | CS Minaur Baia Mare | 35 - 24 | FC Argeș Pitești | Sala Sporturilor „Lascăr Pană”, Baia Mare Asistență: 300 Arbitri: Biriș, Coroban |
| 28 aprilie 2018 11:00 | Tecar 7             | (20-15) | Udrea 10         | Sala Sporturilor „Lascăr Pană”, Baia Mare Asistență: 300 Arbitri: Biriș, Coroban |
| 28 aprilie 2018 11:00 | 3×                  | Cronica | 3×               | Sala Sporturilor „Lascăr Pană”, Baia Mare Asistență: 300 Arbitri: Biriș, Coroban |

| 28 aprilie 2018 11:00 | Național Rm. Vâlcea | 26 - 26 | CSU Oradea | Sala liceului Energetic, Râmnicu Vâlcea Arbitri: Constantin, Gal |
| 28 aprilie 2018 11:00 | (15-8)              |         |            | Sala liceului Energetic, Râmnicu Vâlcea Arbitri: Constantin, Gal |
| 28 aprilie 2018 11:00 | Cronica             |         |            | Sala liceului Energetic, Râmnicu Vâlcea Arbitri: Constantin, Gal |

| 28 aprilie 2018 11:30 | SCM Timișoara | 28 - 20 | Dacia Mioveni 2012 | Sala Sporturilor „Constantin Jude”, Timișoara Arbitri: Dumitru, Ionescu |
| 28 aprilie 2018 11:30 | (16-10)       |         |                    | Sala Sporturilor „Constantin Jude”, Timișoara Arbitri: Dumitru, Ionescu |
| 28 aprilie 2018 11:30 | Cronica       |         |                    | Sala Sporturilor „Constantin Jude”, Timișoara Arbitri: Dumitru, Ionescu |

| 28 aprilie 2018 15:00 | CSU Reșița | 30 - 25 | Crișul Chișineu-Criș | Sala Sporturilor, Reșița Arbitri: Constantinescu, Lascu |
| 28 aprilie 2018 15:00 |            | (19-13) | Iuga 7               | Sala Sporturilor, Reșița Arbitri: Constantinescu, Lascu |
| 28 aprilie 2018 15:00 | Cronica    |         |                      | Sala Sporturilor, Reșița Arbitri: Constantinescu, Lascu |

| 28 aprilie 2018 00:00 | SC Mureșul Târgu Mureș | 1) | CSU de Vest Timișoara | Sala Polivalentă, Târgu Mureș |
| 28 aprilie 2018 00:00 | Cronica                |    |                       | Sala Polivalentă, Târgu Mureș |
| 28 aprilie 2018 00:00 |                        |    |                       | Sala Polivalentă, Târgu Mureș |

| 28 aprilie 2018 00:00 | KSE Târgu Secuiesc | 2) | Olimpic Târgu Mureș | Sala Polivalentă, Târgu Secuiesc |
| 28 aprilie 2018 00:00 | Cronica            |    |                     | Sala Polivalentă, Târgu Secuiesc |
| 28 aprilie 2018 00:00 |                    |    |                     | Sala Polivalentă, Târgu Secuiesc |

1)SC Mureșul Târgu Mureș s-a retras din campionat după încheierea turului. În retur, echipele care erau programate să susțină meciuri împotriva SC Mureșul Târgu Mureș au stat.
2)ASCS KSE Târgu Secuiesc s-a retras din campionat după încheierea turului. În retur, echipele care erau programate să susțină meciuri împotriva ASCS KSE Târgu Secuiesc au stat.

### Etapa a XXV-a
| 7 mai 2018 17:00 | Olimpic Târgu Mureș | 27 - 22 | Național Rm. Vâlcea | Sala gimnaziului Liviu Rebreanu, Târgu Mureș Arbitri: Chiriac, Vlasa |
| 7 mai 2018 17:00 | Munteanu 8          | (13-11) |                     | Sala gimnaziului Liviu Rebreanu, Târgu Mureș Arbitri: Chiriac, Vlasa |
| 7 mai 2018 17:00 | Cronica             |         |                     | Sala gimnaziului Liviu Rebreanu, Târgu Mureș Arbitri: Chiriac, Vlasa |

| 9 mai 2018 00:00 | SCM Timișoara | 33 - 25 | ACS Odorheiu Secuiesc | Sala Sporturilor „Constantin Jude”, Timișoara Arbitri: Geaburu, Mitran |
| 9 mai 2018 00:00 | (17-13)       |         |                       | Sala Sporturilor „Constantin Jude”, Timișoara Arbitri: Geaburu, Mitran |
| 9 mai 2018 00:00 | Cronica       |         |                       | Sala Sporturilor „Constantin Jude”, Timișoara Arbitri: Geaburu, Mitran |

| 9 mai 2018 15:00 | CSU Oradea                   | 24 - 38 | CS Minaur Baia Mare | Sala de Jocuri Sportive a Universității, Oradea Arbitri: Cruceru, Rădulescu |
| 9 mai 2018 15:00 | Abodi, Gal, Petric, Vrabie 4 | (13-22) | Bondar 12           | Sala de Jocuri Sportive a Universității, Oradea Arbitri: Cruceru, Rădulescu |
| 9 mai 2018 15:00 | 2×                           | Cronica | 2×                  | Sala de Jocuri Sportive a Universității, Oradea Arbitri: Cruceru, Rădulescu |

| 9 mai 2018 15:00 | CSU de Vest Timișoara | 38 - 40 | Corona Brașov II | Sala UVT, Timișoara Arbitri: Dosa, Ianu |
| 9 mai 2018 15:00 | (17-18)               |         |                  | Sala UVT, Timișoara Arbitri: Dosa, Ianu |
| 9 mai 2018 15:00 | Cronica               |         |                  | Sala UVT, Timișoara Arbitri: Dosa, Ianu |

| 9 mai 2018 17:30 | Dacia Mioveni 2012 | 25 - 14 | CSU Reșița | Sala de Sport a Universității, Pitești Arbitri: Doană, Gociu |
| 9 mai 2018 17:30 | (13-6)             |         |            | Sala de Sport a Universității, Pitești Arbitri: Doană, Gociu |
| 9 mai 2018 17:30 | Cronica            |         |            | Sala de Sport a Universității, Pitești Arbitri: Doană, Gociu |

| 9 mai 2018 00:00 | Crișul Chișineu-Criș | 1) | KSE Târgu Secuiesc | Sala Sporturilor Victoria, Arad |
| 9 mai 2018 00:00 | Cronica              |    |                    | Sala Sporturilor Victoria, Arad |
| 9 mai 2018 00:00 |                      |    |                    | Sala Sporturilor Victoria, Arad |

| 9 mai 2018 00:00 | FC Argeș Pitești | 2) | SC Mureșul Târgu Mureș | Sala Sporturilor Trivale, Pitești |
| 9 mai 2018 00:00 | Cronica          |    |                        | Sala Sporturilor Trivale, Pitești |
| 9 mai 2018 00:00 |                  |    |                        | Sala Sporturilor Trivale, Pitești |

1)ASCS KSE Târgu Secuiesc s-a retras din campionat după încheierea turului. În retur, echipele care erau programate să susțină meciuri împotriva ASCS KSE Târgu Secuiesc au stat.
2)SC Mureșul Târgu Mureș s-a retras din campionat după încheierea turului. În retur, echipele care erau programate să susțină meciuri împotriva SC Mureșul Târgu Mureș au stat.

### Etapa a XXVI-a
| 9 mai 2018 16:00 | Național Rm. Vâlcea | 35 - 28 | Crișul Chișineu-Criș | Sala liceului Energetic, Râmnicu Vâlcea Arbitri: Onogea, Padeanu |
| 9 mai 2018 16:00 |                     | (19-12) | Boldor 8             | Sala liceului Energetic, Râmnicu Vâlcea Arbitri: Onogea, Padeanu |
| 9 mai 2018 16:00 | Cronica             |         |                      | Sala liceului Energetic, Râmnicu Vâlcea Arbitri: Onogea, Padeanu |

| 10 mai 2018 12:00 | ACS Odorheiu Secuiesc | 26 - 41 | CSU de Vest Timișoara | Sala Sporturilor, Odorheiu Secuiesc Arbitri: Ciati, Lupu |
| 10 mai 2018 12:00 | (9-17)                |         |                       | Sala Sporturilor, Odorheiu Secuiesc Arbitri: Ciati, Lupu |
| 10 mai 2018 12:00 | Cronica               |         |                       | Sala Sporturilor, Odorheiu Secuiesc Arbitri: Ciati, Lupu |

| 11 mai 2018 17:00 | CS Minaur Baia Mare       | 36 - 25 | Olimpic Târgu Mureș | Sala Sporturilor „Lascăr Pană”, Baia Mare Asistență: 300 Arbitri: Pavel, Pentea |
| 11 mai 2018 17:00 | Andrița, Bondar, Poradnik | (20-15) | Ghemeș 6            | Sala Sporturilor „Lascăr Pană”, Baia Mare Asistență: 300 Arbitri: Pavel, Pentea |
| 11 mai 2018 17:00 | 3×                        | Cronica | 3×                  | Sala Sporturilor „Lascăr Pană”, Baia Mare Asistență: 300 Arbitri: Pavel, Pentea |

| 12 mai 2018 12:00 | Corona Brașov II | 26 - 32 | FC Argeș Pitești | Sala Școlii Gimnaziale „Șt. O. Iosif”, Brașov Arbitri: Arsene, Bontea |
| 12 mai 2018 12:00 | (12-18)          |         |                  | Sala Școlii Gimnaziale „Șt. O. Iosif”, Brașov Arbitri: Arsene, Bontea |
| 12 mai 2018 12:00 | Cronica          |         |                  | Sala Școlii Gimnaziale „Șt. O. Iosif”, Brașov Arbitri: Arsene, Bontea |

| 12 mai 2018 14:00 | CSU Reșița | 28 - 30 | SCM Timișoara | Sala Sporturilor, Reșița Arbitri: Foltic, Pipa |
| 12 mai 2018 14:00 | Cristea 13 | (15-16) |               | Sala Sporturilor, Reșița Arbitri: Foltic, Pipa |
| 12 mai 2018 14:00 | Cronica    |         |               | Sala Sporturilor, Reșița Arbitri: Foltic, Pipa |

| 12 mai 2018 00:00 | SC Mureșul Târgu Mureș | 1) | CSU Oradea | Sala Polivalentă, Târgu Mureș |
| 12 mai 2018 00:00 | Cronica                |    |            | Sala Polivalentă, Târgu Mureș |
| 12 mai 2018 00:00 |                        |    |            | Sala Polivalentă, Târgu Mureș |

| 12 mai 2018 00:00 | KSE Târgu Secuiesc | 2) | Dacia Mioveni 2012 | Sala Polivalentă, Târgu Secuiesc |
| 12 mai 2018 00:00 | Cronica            |    |                    | Sala Polivalentă, Târgu Secuiesc |
| 12 mai 2018 00:00 |                    |    |                    | Sala Polivalentă, Târgu Secuiesc |

1)SC Mureșul Târgu Mureș s-a retras din campionat după încheierea turului. În retur, echipele care erau programate să susțină meciuri împotriva SC Mureșul Târgu Mureș au stat.
2)ASCS KSE Târgu Secuiesc s-a retras din campionat după încheierea turului. În retur, echipele care erau programate să susțină meciuri împotriva ASCS KSE Târgu Secuiesc au stat.